# Kalendarium inwazji Rosji na Ukrainę – grudzień 2024
| 2022        | 2023        | 2024        | 2025        |
| ----------- | ----------- | ----------- | ----------- |
| –           | styczeń     | styczeń     | styczeń     |
| luty        | luty        | luty        | luty        |
| marzec      | marzec      | marzec      | marzec      |
| kwiecień    | kwiecień    | kwiecień    | kwiecień    |
| maj         | maj         | maj         | maj         |
| czerwiec    | czerwiec    | czerwiec    | czerwiec    |
| lipiec      | lipiec      | lipiec      | lipiec      |
| sierpień    | sierpień    | sierpień    | sierpień    |
| wrzesień    | wrzesień    | wrzesień    | wrzesień    |
| październik | październik | październik | październik |
| listopad    | listopad    | listopad    | listopad    |
| grudzień    | grudzień    | grudzień    | grudzień    |

## Grudzień 2024

### 1 grudnia
Siły rosyjskie stwierdziły, że zdobyły wieś Nowyj Komar w południowym obwodzie donieckim.
Według Institute of the Study of War (ISW) siły ukraińskie posunęły się naprzód w obwodzie kurskim, a wojska rosyjskie zrobiły postępy w pobliżu Pokrowska i Hulajpola. Rosyjskie Ministerstwo Obrony stwierdziło, że wojska rosyjskie zajęły Petriwkę, na południe od Pokrowska; według Instytutu zajęcie wioski miało miejsce 27 listopada 2024 roku.
Siły Powietrzne Ukrainy poinformowały, że w nocy wojska rosyjskie zaatakowały Ukrainę za pomocą 78 dronów Shahed 136/131 i dronów nieznanego typu, wystrzelonych z Kurska, Orła i Briańska. Ukraińska obrona przeciwlotnicza zniszczyła 32 drony w obwodach kijowskim, czerkaskim, czernihowskim, żytomierskim, sumskim i połtawskim, a kolejne 45 zaginęło na Ukrainie w ramach walki elektronicznej. Jeden dron pozostawał w przestrzeni powietrznej Ukrainy. Gubernator Ołeksandr Prokudin podał, że o 8:15 czasu lokalnego siły rosyjskie uderzyły dronem w autobus w centrum Chersonia (rejonie dniprowskim), zabijając trzy osoby, w tym dziecko, i raniąc osiem kolejnych. Prezydent Wołodymyr Zełenski stwierdził, że w listopadzie 2024 roku Rosja wystrzeliła w kierunku Ukrainy łącznie 347 rakiet i ponad 2500 dronów Shahed.
Gubernator Aleksandr Bogomaz powiedział, że 11-letnie dziecko zginęło w zachodnim obwodzie briańskim w wyniku ataków ukraińskich dronów, które całkowicie zniszczyły 5-piętrowy wieżowiec w rejonie starodubowskim. Rosyjskie Ministerstwo Obrony poinformowało, że obrona przeciwlotnicza zniszczyła w ciągu nocy 29 ukraińskich dronów w obwodach briańskim (20), kałuskim (7), smoleńskim (1) i kurskim (1).
Nowo wybrany wysoki przedstawiciel UE ds. zagranicznych i polityki bezpieczeństwa Kaja Kallas podczas swojej wizyty w Kijowie ogłosiła, że Unia Europejska dostarczyła Ukrainie 1 milion pocisków artyleryjskich, realizując obietnicę, którą pierwotnie obiecała dostarczyć do wiosny 2024 roku; „Dostarczono milion szt. pocisków, ale oczywiście, jak wiemy... to nie wystarczy, trzeba zrobić więcej”.
Prezydent Zełenski w wywiadzie dla Kyodo News powiedział, że być może Ukraina będzie zmuszona wyzwolić niektóre terytoria zajęte przez Rosję środkami dyplomatycznymi; „Naszej armii brakuje na to sił. To prawda. Musimy znaleźć rozwiązania dyplomatyczne”. Zełenski zauważył, że wsparcie jego kraju ze strony partnerów jest „niewystarczające” i wezwał NATO do jak najszybszego zaproszenia Ukrainy do negocjacji w sprawie członkostwa w Sojuszu. Doradca ds. bezpieczeństwa narodowego Jake Sullivan powiedział, że Stany Zjednoczone nie rozważą zwrotu broni nuklearnej, z której Ukraina wcześniej zgodziła się zrezygnować na mocy memorandum budapeszteńskiego.

### 2 grudnia

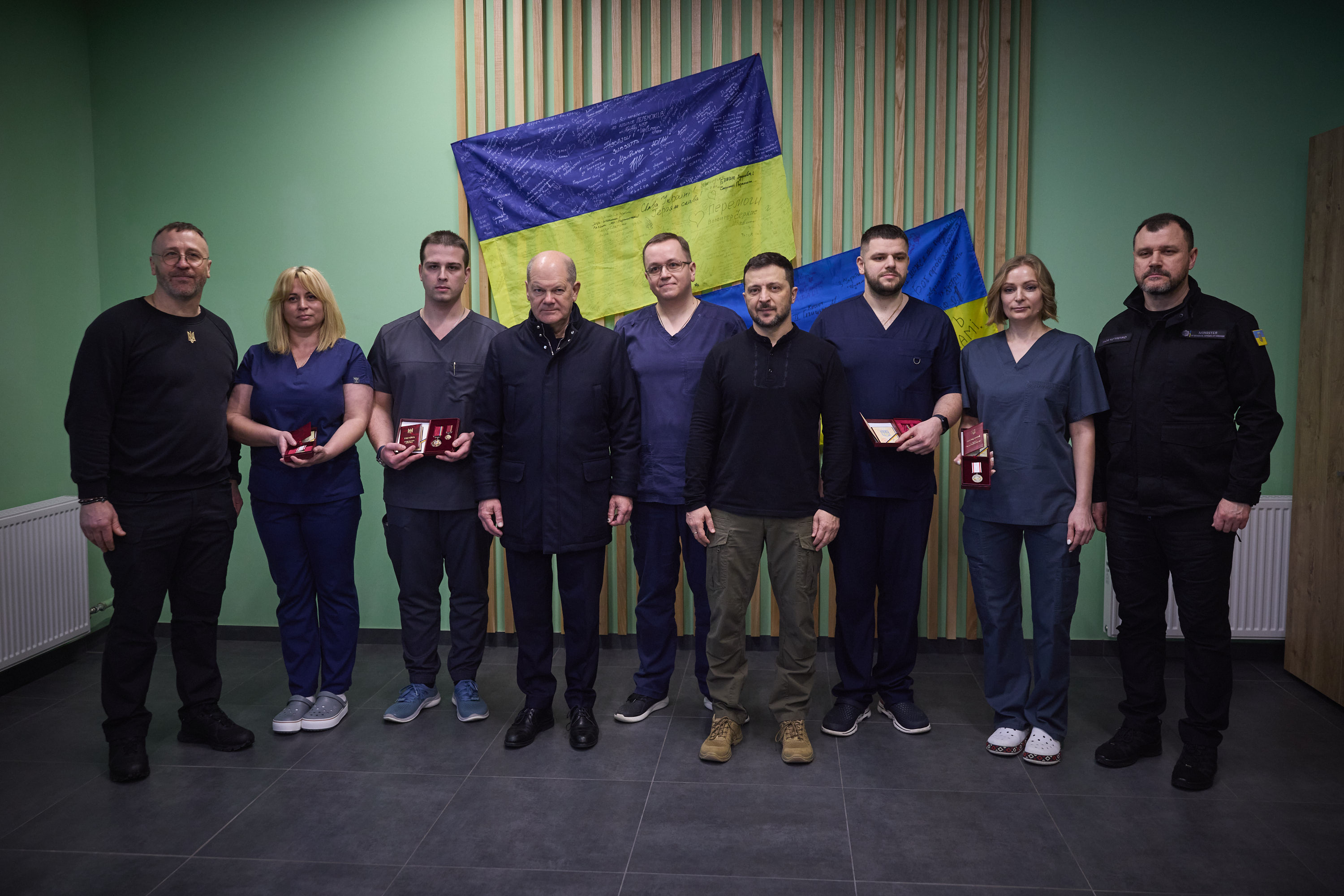
Prezydent Wołodymyr Zełenski i kanclerz Niemiec Olaf Scholz, który przybył z wizytą na Ukrainę, spotkali się w Kijowie z rannymi żołnierzami.

Według analizy agencji Agence France-Presse armia rosyjska odnotowała w listopadzie 2024 roku największe zdobycze terytorialne na Ukrainie od marca 2022 roku. Siły rosyjskie zajęły w zeszłym miesiącu 725 km², osiągając prawie 90% tych zdobyczy terytorialnych we wschodnim obwodzie donieckim. Armia ukraińska kontrolowała wówczas mniej niż ⅓ obwodu donieckiego; na początku 2024 roku było to ponad 40%. Wojska rosyjskie znajdowały się niecałe km od Pokrowska.
W opinii ISW wojska ukraińskie posunęły się w pobliżu Czasiw Jaru, a siły rosyjskie poczyniły postępy się w pobliżu Torećka, Pokrowska i Kurachowego. Rosyjskie dowództwo wojskowe koncentrowało się na szkoleniu dodatkowych sił i ulepszaniu taktycznych operacji szturmowych.
Według ukraińskich Sił Powietrznych Rosja zaatakowała Ukrainę przy użyciu 110 dronów Shahed 136/131 i dronów nieznanego typu, wystrzelonych z Kurska, Orła, Millerowa i Primorsko-Achtarska. Ukraińska obrona przeciwlotnicza zestrzeliła 52 drony w obwodach kijowskim, czerkaskim, czernichowskim, winnickim, chmielnickim, żytomierskim, sumskim, połtawskim, charkowskim i dniepropetrowskim, sześć poleciało w kierunku Rosji i Białorusi, a kolejne 50 zaginęło na Ukrainie w ramach walki elektronicznej. Jeden dron pozostawał w przestrzeni powietrznej Ukrainy. Według władz lokalnych w nocy rosyjski atak drona na Tarnopol spowodował pożar w budynku mieszkalnym, w wyniku czego co najmniej jedna osoba zginęła, a cztery zostały ranne. Mer Serhij Nadal powiedział, że dron uderzył w najwyższe piętro wieżowca, a płomienie objęły kilka pięter i częściowo uszkodziły kolejne.
Stany Zjednoczone zapowiedziały kolejny pakiet pomocy wojskowej dla Ukrainy o wartości do 725 mln dolarów, który obejmował m.in. amunicję do systemów NASAMS i M142 HIMARS, pociski FIM-92 Stinger, amunicję do zwalczania dronów, pociski artyleryjskie 155 mm i 105 mm, bezzałogowe systemy powietrzne, miny lądowe nietrwałe i broń przeciwpancerną Javelin i AT-4. Kanclerz Niemiec Olaf Scholz przybył z niezapowiedzianą wizytą do Kijowa oraz ogłasił nowy pakiet pomocy w wysokości 650 milionów euro, który obejmował dwa systemy IRIS-T, 10 czołgów Leopard 1, pojazdy opancerzone, drony szturmowe, sprzęt zimowy i generatory.
Dziennik The Washington Post, powołując się na źródła w administracji Stanów Zjednoczonych, poinformował, że część przedstawicieli administracji prezydenta Joego Bidena uważała, że Ukraina powinna obniżyć wiek mobilizacji z 25 do 18 lat. Jednakże opór wobec takiej decyzji powodował u nich „rozczarowanie”.
Rzecznik armii ukraińskiej Andrij Czerniak powiedział, że Rosja wystrzeliła co najmniej 60 półnokoreańskich pocisków balistycznych podczas rosyjskiej inwazji na Ukrainę. „Ich celność, w zasadzie, nie jest zbyt wysoka. Rozumiemy, że technologia, przy użyciu której zostały wyprodukowane, jest przestarzała”. Szef departamentu szkolenia SZ Rosji Iwan Buwalcew stwierdził, że „siedem kompanii instruktorów i osiem kompanii szkoleniowych dla specjalistów... wyszkoliło ponad 300 tys. żołnierzy”.
Radio Wolna Europa zacytowało anonimowych urzędników NATO, którzy donosili, że Francja i Wielka Brytania badały możliwości wsparcia potencjalnych negocjacji pokojowych między Ukrainą a Rosją, w tym rozmieszczenia wojsk francuskich i brytyjskich w celu monitorowania rozejmu na linii frontu. Trwały dyskusje poszczególnych rządów, lecz nie w ramach formalnej struktury NATO. Celem było przygotowanie się na różne scenariusze i zapewnienie większego zaangażowania Europy w pomoc dla Ukrainy na prośbę nowej administracji USA.
Podczas konferencji prasowej z kanclerzem Scholzem prezydent Zełenski powiedział, że wymiana dowódcy ukraińskich sił lądowych miała związek z ogłoszonym w listopadzie 2024 roku „10-punktowym planem odporności wewnętrznej” i zaznaczył, że będą miały miejsce kolejne rotacje w armii ukraińskiej i Sztabie Generalnym, ponieważ „trzeba działać szybciej”.

### 3 grudnia
Materiały geolokalizowane pokazywały, że Ukraińcy odbili wieś Nowomłyńsk nad rzeką Oskoł oraz i wieś Rozdolne w południowym obwodzie donieckim .
Sztab Generalny Ukrainy poinformował, że ukraińskim oddziałom udało się odeprzeć wojska rosyjskie próbujące zdobyć przyczółek po zachodniej stronie rzeki Oskoł, w pobliżu wsi Nowomłyńsk, ok. 20 km na północ od Kupiańska w obwodzie charkowskim; „W tym samym czasie ukraińscy obrońcy, wspierani przez jednostki artylerii i dronów, wyparli siły rosyjskie z przyczółka. Mianowicie żołnierze 8 Batalionu Szturmowego 10 Oddzielnej Brygady Szturmowej „Edelweiss” oczyścili okolice Nowomłyńska z wojsk rosyjskich”.
W ocenie ISW siły ukraińskie posunęły się naprzód w obwodzie kurskim i odzyskały utracone pozycje w pobliżu Kupiańska. Wojska rosyjskie zrobiły postępy w pobliżu Torećka, Pokrowska i Wełykiej Nowosiłki. Ponadto siły rosyjskie prawdopodobnie nadal ponosiły znaczne straty w personelu i pojazdach opancerzonych w listopadzie 2024 roku, próbując utrzymać zintensyfikowane operacje ofensywne we wschodniej Ukrainie.
Sztab Ukrainy podał, że Rosja atakowała w kierunkach Charkowa, Kupiańska, Łymanu, Kramatorska, Torećka, Pokrowska, Kurachowego, Wremiwki, Zaporoża i Chersonia, gdzie doszło do 192 starć. W ciągu 24h wojska rosyjskie przeprowadziły jeden atak rakietowy, 64 naloty, 2119 ataków dronów i 172 ostrzałów na pozycje ukraińskie i obszary zaludnione. Operacja w obwodzie kurskim trwała. Wojska rosyjskie przeprowadziły w regionie kurskim pięć nalotów, używając sześć bomb lotniczych. Ukraińskie lotnictwo i artyleria przeprowadziły ataki na trzy miejsca koncentracji.
Siły Powietrzne Ukrainy podały, że Rosjanie zaatakowali terytorium ukraińskiej przy użyciu 28 dronów Shahed 136/131 i dronów nieznanego typu, wystrzelonych z Primorsko-Achtarska, Kurska, Orła i Millerowa. Ukraińska obrona przeciwlotnicza zniszczyła 22 drony w obwodach kijowskim, czernihowskim, winnickim, chmielnickim, żytomierskim, sumskim, odeskim, mikołajowskim i dniepropetrowskim, dwa poleciały w kierunku Białorusi i terenów okupowanych, a jeden zaginął na Ukrainie. W wyniku ataku dronów odnotowano kilka trafień w obiekty infrastruktury krytycznej w obwodzie tarnopolskim i rówieńskim. Władze lokalne poinformowały, że w Berysławiu w obwodzie chersońskim w wyniku zrzucenia materiałów wybuchowych przez drona zginęła 43-letnia kobieta, z kolei w Antoniwce ranny został 54-letni mężczyzna. Ponadto Rosjanie ostrzelali artylerią wieś Biłozerka w wyniku czego dwie osoby zostały ranne.
Według Ośrodka Studiów Wschodnich (OSW) wojska rosyjskie odcięły linie komunikacyjne z Wełykiej Nowosiłki na północ, w rezultacie czego zgrupowaniu ukraińskiemu w rejonie miasta pozostawała tylko jedna droga zaopatrzenia w kierunku obwodu zaporoskiego. Pod kontrolą Rosjan znalazł się też cały północny brzeg Zbiornika Kurachowskiego, a do jedynej drogi zaopatrzenia Kurachowego w kierunku zachodnim siłom rosyjskim pozostawał 2 km. Taka sama odległość dzieliła ich od głównej drogi z Pokrowska na południe, w kierunku Kurachowego i Wełykiej Nowosiłki. Pod naporem wroga Ukraińcy kontynuowali wycofywanie się z okrążenia na południe od pierwszego z miast i z ostatnich pozycji na północ od Zbiornika Kurachowskiego. Siły rosyjskie wyparły Ukraińców z większości centrum i południowej części Torećka oraz wkroczyły do centrum Czasiw Jaru. Poczyniły także postępy na innych kierunkach, w tym w obwodzie kurskim, jednak nie wpływały one na ogólną sytuację na froncie. Niepowodzeniem zakończyły się rosyjskie próby utworzenia przyczółku na prawym brzegu rzeki Oskoł na północ od Kupiańska.
Minister obrony Atanas Zaprjanow ogłosił, że Bułgaria przekazała siódmy pakiet pomocy wojskowej dla Ukrainy, który obejmował broń, sprzęt i amunicję. MSZ Ukrainy poinformowało, że minister spraw zagranicznych Andrij Sybiha i sekretarz stanu USA Antony Blinken podpisali porozumienie pomocowe o wartości 825 mln dolarów, którego celem była odbudowa infrastruktury krytycznej Ukrainy, wprowadzenie zdecentralizowanego wytwarzania energii, zreformowanie sektora energetycznego i wspieranie powojennej transformacji w stronę niskoemisyjnej, zrównoważonej konkurencyjnej europejskiej zintegrowanej transformacji gospodarczej.
Prezydent Wołodymyr Zełenski po spotkaniu z najwyższymi urzędnikami oświadczył, że miała miejsce duża liczba nowych i długoterminowych zamówień na drony z perspektywą pierwszoosobową (FPV), drony rozpoznawcze, drony dalekiego zasięgu i drony rakietowe. Omówiono także program rakietowy i testowanie nowych typów rakiet. Zełenski stwierdził, że: „Możemy podziękować naszym ukraińskim twórcom rakiet. Przyspieszamy produkcję”.
Sekretarz Generalny NATO Mark Rutte podczas wspólnego wystąpienia prasowego z ministrem spraw zagranicznych Ukrainy Andrijem Sybihą podkreślił potrzebę zwiększenia pomocy sojuszniczej dla Ukrainy. „Dziś nie tylko USA, ale także Niemcy, Norwegia, Estonia, Litwa i Wielka Brytania ogłosiły dostarczenie Ukrainie nowych pakietów pomocy wojskowej. Trzeba zrobić znacznie więcej, aby pewnego dnia móc podjąć decyzję o przystąpieniu do jakichś negocjacji z Rosjanami i móc to zrobić z pozycji siły. Właśnie o tym będziemy rozmawiać dziś wieczorem”.
Minister obrony Bjørn Arild Gram ogłosił, że Norwegia wyśle do Polski myśliwce F-35, systemy przeciwlotnicze NASAMS i ok. 100 żołnierzy w celu zabezpieczenia lotniska Rzeszów-Jasionka i dostaw wojskowych na Ukrainę. „Sytuacja na Ukrainie była krytyczna, a transport materiałów do tego kraju odbywał się w dużej mierze przez Polskę”. Misja odbywała się w ramach zintegrowanej obrony powietrznej i przeciwrakietowej w polskiej przestrzeni powietrznej i trwała do Świąt Wielkanocnych.
Ministerstwo Spraw Zagranicznych Ukrainy, przed 30. rocznicą podpisania „memorandum budapeszteńskiego ws. gwarancji bezpieczeństwa”, wydało oświadczenie, w którym stwierdzono, że w obliczu bólu spowodowanego Memorandum budapeszteńskim Ukraina nie zaakceptuje żadnej alternatywy dla formalnego członkostwa Ukrainy w NATO, jedynej realnej gwarancji bezpieczeństwa. Tym, co gwarantuje i odstrasza dalszą rosyjską agresję na Ukrainę i inne kraje, jest członkostwo Ukrainy w Sojuszu Północnoatlantyckim. MSZ Ukrainy wezwało Stany Zjednoczone i Wielką Brytanię – sygnatariuszy Memorandum Budapeszteńskiego, Francję i Chiny, które do niego przystąpiły, a także wszystkie państwa–strony Układu o nierozprzestrzenianiu broni jądrowej, aby wsparły zapewnienie Ukrainie skutecznych gwarancji bezpieczeństwa.

### 4 grudnia
Siły rosyjskie stwierdziły, że zdobyły wsie Nowyj Trud i Stari Terny, obie na południe od Pokrowska, a także Błahodatne w południowej części obwodu donieckiego. W obwodzie zaporoskim odnotowano aktywność armii rosyjskiej w pobliżu Robotyne, a także ofensywę w kierunku Wremiwki w rejonie Wełyki Nowosiłki. Według eksperta wojskowego Dmytro Snegirjowa armia rosyjska starała się stworzyć iluzję poszerzenia teatru działań wojennych, czyli „groźbę przeniesienia działań wojennych za rzekę Dniepr”. „Zgrupowanie wojsk rosyjskich na obszarze Zaporoża liczyło ok. 120 tys. osób. Zdaniem strony rosyjskiej jest to liczba niewystarczająca do przeprowadzenia operacji na pełną skalę, zwłaszcza polegającej na zdobyciu regionalnego centrum Zaporoża”. Celem wzmożenia działań wojennych na kierunku zaporoskim będzie odwrócenie rezerw operacyjnych SZ Ukrainy z kierunków donieckiego i kurskiego. Ponadto Rosjanie przenieśli swoje najlepsze jednostki, 7 i 76 Dywizję Powietrznodesantową, z Zaporoża do obwodu kurskiego. Wojsko ukraińskie powstrzymywało ataki rosyjskie na granicy obwodów donieckiego i ługańskiego. Praca ukraińskich zwiadowców w połączeniu z celnością artylerzystów znacznie zmniejszyła zarówno liczbę prób, jak i ogólną chęć Rosjan do forsowania rzeki Żerebeć. Z kolei siły rosyjskie przeniosły na linię frontu w kierunku Łymanu oddział specjalny z 16 Brygady GRU. Jednostka zajmowała się głównie dronami i aktywnie wykorzystywała drony światłowodowe w poprzek rzeki Żerebeć.
Według ISW siły ukraińskie odzyskały utracone pozycje w Torećku i w pobliżu Wełykiej Nowosiłki. Wojska rosyjskie posunęły się naprzód w Czasiw Jarze, w pobliżu Torećka, Pokrowska, Wuhłedaru, Wełykiej Nowosiłki i w obwodzie kurskim.
Sztab Ukrainy podał, że Rosja atakowała w kierunkach Charkowa, Kupiańska, Łymanu, Kramatorska, Torećka, Pokrowska, Kurachowego, Wremiwki i Chersonia, gdzie doszło do 168 starć. W ciągu 24h wojska rosyjskie przeprowadziły dwa ataki rakietowe, 41 nalotów, 2240 ataków dronów i 152 ostrzałów na pozycje ukraińskie i obszary zaludnione. Operacja w obwodzie kurskim trwała; wojska rosyjskie przeprowadziły 22 ataki na pozycje ukraińskie oraz wystrzeliły 335 pocisków artyleryjskich i przeprowadzili 17 nalotów, używając 25 bomb lotniczych. Ukraińskie lotnictwo i artyleria przeprowadziły ataki na trzy miejsca koncentracji i punkt kontroli.
Według Sił Powietrznych Ukrainy Rosja zaatakowała Ukrainę za pomocą rakiety manewrującej Ch-59/Ch-69 (wystrzelonej z obwodu kurskiego) oraz 50 dronów Shahed 136/131 i dronów innych typów (z Primorsko-Achtarska, Orła i Millerowa). Ukraińska obrona przeciwlotnicza zestrzeliła 29 dronów w obwodach kijowskim, charkowskim, połtawskim, sumskim, czernihowskim, chmielnickim, tarnopolskim, mikołajowskim i donieckim, jeden poleciał w kierunku terytorium okupowanego, a kolejne 18 zaginęło na Ukrainie w ramach walki elektronicznej. Gubernator Ołeh Siniehubow poinformował, że w wyniku rosyjskiego nalotu zginął 40-letni cywil, a dwie kobiety zostały ranne. Wojska rosyjskie uderzyły bombą lotniczą KAB w budynek mieszkalny w Kupiańsku. Zniszczonych lub uszkodzonych zostało co najmniej pięć domów prywatnych.
Szef Centrum Przeciwdziałania Dezinformacji RBNiO Ukrainy Andrij Kowalenko ogłosił, że ukraińskie drony zaatakowały port w Noworosyjsk w Kraku Krasnodarskim oraz bazę lotniczą Diagilewo w Riazaniu, powodując eksplozje. Rosyjska obrona przeciwlotnicza zestrzeliła 25 dronów w obwodach rostowskim (6), briańskim (5), biełgrorodzkim (4), riazańskim (3), astreachańskim (1) i Krajem Krasnodarskim (5). Według doniesień ok. 5:00 rano czasu lokalnego ukraińskie drony zaatakowały również stolicę Czeczenii Grozny, a eksplozje odnotowano w pobliżu siedziby Pułku Sił Specjalnych Achmata Kadyrowa.
Ustępujący sekretarz stanu Antony Blinken ogłosił, że Ukraina otrzyma od Stanów Zjednoczonych i Europy 50 miliardów dolarów, pochodzących z rosyjskich aktywów zamrożonych po rozpoczęciu rosyjskiej inwazji. Ministerstwo Finansów Ukrainy oświadczyło, że minister Serhij Marczenko podpisał protokół ustaleń i umowę pożyczki między Ukrainą a Unią Europejską w celu pozyskania pomocy makrofinansowej w wysokości do 35 miliardów euro. Fundusze stanowią część specjalnego programu pożyczkowego przyspieszającego dochody Ukrainy z grupy G7. Spłata pożyczki nastąpi z przyszłych dochodów z zamrożonych aktywów rosyjskich w UE, nie zaś z krajowych zasobów finansowych Ukrainy. Minister spraw zagranicznych Caspar Veldkamp ogłosił, że Holandia przeznaczy dodatkowe 23 miliony dolarów na wzmocnienie ukraińskich systemów obrony powietrznej i cyberodporności.
Minister obrony Rustem Umierow ogłosił, że opracowana przez Ukrainę lekka hybryda rakiety i drona Palanycia weszła do produkcji seryjnej.
Ukraińska delegacja ukraińska pod przewodnictwem Andrija Jermaka spotkała się w Waszyngtonie z przedstawicielami ekipy Donalda Trumpa odpowiedzialnej za politykę wobec Ukrainy, w tym z Mikiem Waltzem, planowanym doradcą ds. bezpieczeństwa narodowego oraz Keithem Kelloggiem, kandydatem na stanowisko specjalnego wysłannika ds. Ukrainy i Rosji. Przewodniczący Izby Reprezentantów USA Mike Johnson powiedział, że nie podda pod głosowanie wniosku o dodatkowe 24 miliardy dolarów pomocy dla Ukrainy po doniesieniach, że prezydent Joe Biden po cichu prosił Kongres o zielone światło dla dalszej pomocy dla Ukrainy przed opuszczeniem urzędu. „Joe Biden nie powinien teraz podejmować takiej decyzji, mamy nowo wybranego prezydenta, więc będziemy czekać i kierować się wskazówkami nowego głównodowodzącego w tej sprawie, więc nie spodziewam się, że teraz pojawią się jakiekolwiek fundusze dla Ukrainy”
Gubernator Iwan Fedorow powiedział, że Jewhen Matwiejew, mer Dniprorudnego w obwodzie zaporoskim, który został aresztowany przez Rosjan na początku inwazji w 2022 roku oraz więziony przez 2 lata i 8 miesięcy, zmarł w wyniku tortur w rosyjskim areszcie. Jego ciało zostało repatriowane na Ukrainę w ramach wymiany z Rosją.
Wiceminister obrony Rosji Anna Tsiwilewa podczas posiedzenia w Dumie Państwowej ogłosiła, że co najmniej 48 tys. Rosjan, którzy brali udział w wojnie z Ukrainą, uważano za zaginionych. Rosyjski niezależny serwis Meduza, powołując się na analizę rosyjskiego budżetu federalnego, podał, że w III kwartale 2024 roku wskaźnik rekrutacji rosyjskich żołnierzy kontraktowych spadł w porównaniu z poprzednim kwartałem. Szacuje się, że rosyjska armia podpisze 500–600 nowych kontraktów każdego dnia, co ledwo wystarczało, aby zrekompensować nieodwracalne straty Rosji na polu bitwy. Szacowano, że Rosja traciła każdego dnia na polu bitwy od 600 do 750 ludzi, z czego 200 do 250 zginęło.

### 5 grudnia
Rzecznik ukraińskiej Zgrupowania „Chortyca” Nazar Wołoszyn poinformował, że odbito miejscowość Nowyj Komar w obwodzie donieckim, z kolei wojska rosyjskie stwierdziły, że zdobyły wieś Nowopustynka, na południe od Pokrowska.
W opinii ISW Rosja nadal ponosiła znaczne straty w sile roboczej, aby dokonać taktycznych postępów w zachodnim obwodzie donieckim kosztem trwających rosyjskich wysiłków wojennych i średnioterminowej żywotności rosyjskiej gospodarki. Ograniczona pula siły roboczej Rosji prawdopodobnie nie jest w stanie utrzymać zwiększonego wskaźnika ofiar w średnioterminowej perspektywie, a dalsze zachodnie wsparcie wojskowe dla Ukrainy pozostaje kluczowe dla zdolności ukraińskich do zadawania strat na podobnym poziomie. Tymczasem siły ukraińskie posunęły się naprzód w obwodach kurskim i północnym charkowskim, a wojska rosyjskie zrobiły postępy w kierunkach Torećka, Kurachowego i Wuhłedaru. Ponadto siły rosyjskie podobno coraz częściej rekrutowały kobiety do funkcji bojowych i logistycznych.
Siły Powietrzne Ukrainy oświadczyły, ze w nocy Rosjanie zaatakowali obwód dniepropetrowski dwoma rakietami balistycznymi Iskander-M (wystrzelonymi z obwodu rostowskiego) oraz Ukrainę przy użyciu 44 dronów Shahed 136/131 i dronów nieznanego typu (z Orła i Kurska). Ukraińska obrona przeciwlotnicza zniszczyła 30 dronów w obwodach sumskim, kijowskim, odeskim, kirowohradzkim, chmielnickim, żytomierskim, czernihowskim, charkowskim, czerkaskim, połtawskim i winnickim, jeden poleciał w kierunku Białorusi, a kolejne 12 zaginęło na Ukrainie w ramach walki elektronicznej. Szef Administracji Wojskowej Roman Mroczko poinformował, że ok. 12:00 na przedmieściach Chersonia, wsi Antoniwka, w wyniku ataku drona został ranny 51-letni mężczyzna. Wcześniej nad ranem w rejonie dnieprzańskim wojska rosyjskie zaatakowały cywilny samochód, raniąc 53-letniego mężczyznę.
Ukraińskie media Kyiv Independent, powołując się na źródła w wywiadzie ukraińskim, podały, że eksperci ds. cyberbezpieczeństwa ukraińskiego wywiadu przeprowadzili cyberatak na system Gazprombanku, jednego z największych banków w Rosji, zakłócając jego funkcjonowanie w internecie i usługi bankowości mobilnej”.
Minister finansów Serhij Marczenko podpisał porozumienie z UE w sprawie utworzenia Ukraińskiego Mechanizmu Współpracy Pożyczkowej (ULCM), który stworzy ramy prawne dla obsługi i spłaty otrzymanych przez Ukrainę środków, które mogą wynieść nawet 45 miliardów euro. Mechanizm umożliwi wykorzystanie dochodów z zamrożonych aktywów państwowych FR na pokrycie pożyczki pozyskanej od partnerów w ramach inicjatywy G7 ERA, a także odsetek i wszelkich innych kosztów z nią związanych. Minister obrony Rustem Umierow powiedział, że w 2025 roku wojsko zakupi ponad 30 tys. dronów szturmowych DeepStrike w oparciu o „10-punktowy plan odporności wewnętrznej” ogłoszony przez prezydenta Zełenskiego. Drony mogą działać autonomicznie na długich dystansach i uderzać w cele z dużą siłą i precyzją.
Sky News, powołując się na zachodnich urzędników, podał, że siły rosyjskie wystrzeliwały „1,5 pocisku na każdy ukraiński pocisk”. Zmniejszenie rosyjskiego ognia artyleryjskiego było spowodowany „szeroką gamą czynników”, w tym trudnościami w produkcji i transporcie, a także ukraińskimi atakami dronów na składy amunicji. Ponadto zmusiło to Rosjan do większego polegania na bombach szybujących, których odnotowano „ogromny wzrost użycia (...) na linii frontu, co miało niszczycielski skutek”.
Prezydent Zełenski w wieczornym przemówieniu z okazji 30. rocznicy podpisania „memorandum budapeszteńskiego” (5 grudnia 1994 roku) powiedział, że: „Dzisiaj mija 30 lat Memorandum budapesztańskiego. 10 lat wojny. Ani jednego dnia ten dokument nie działał”. „I z tego powodu wszyscy na świecie teraz wiedzą, że sam podpis – przez jakiekolwiek państwo – lub jakiekolwiek zapewnienia czy obietnice nie wystarczą dla bezpieczeństwa”. Bezpieczeństwo Ukrainy wymaga obecnie skutecznych gwarancji, czyli „prawdziwych sojuszy i prawdziwych podstaw bezpieczeństwa w kraju”, a także „broni, która umożliwi obronę i odstraszanie wroga”.

### 6 grudnia

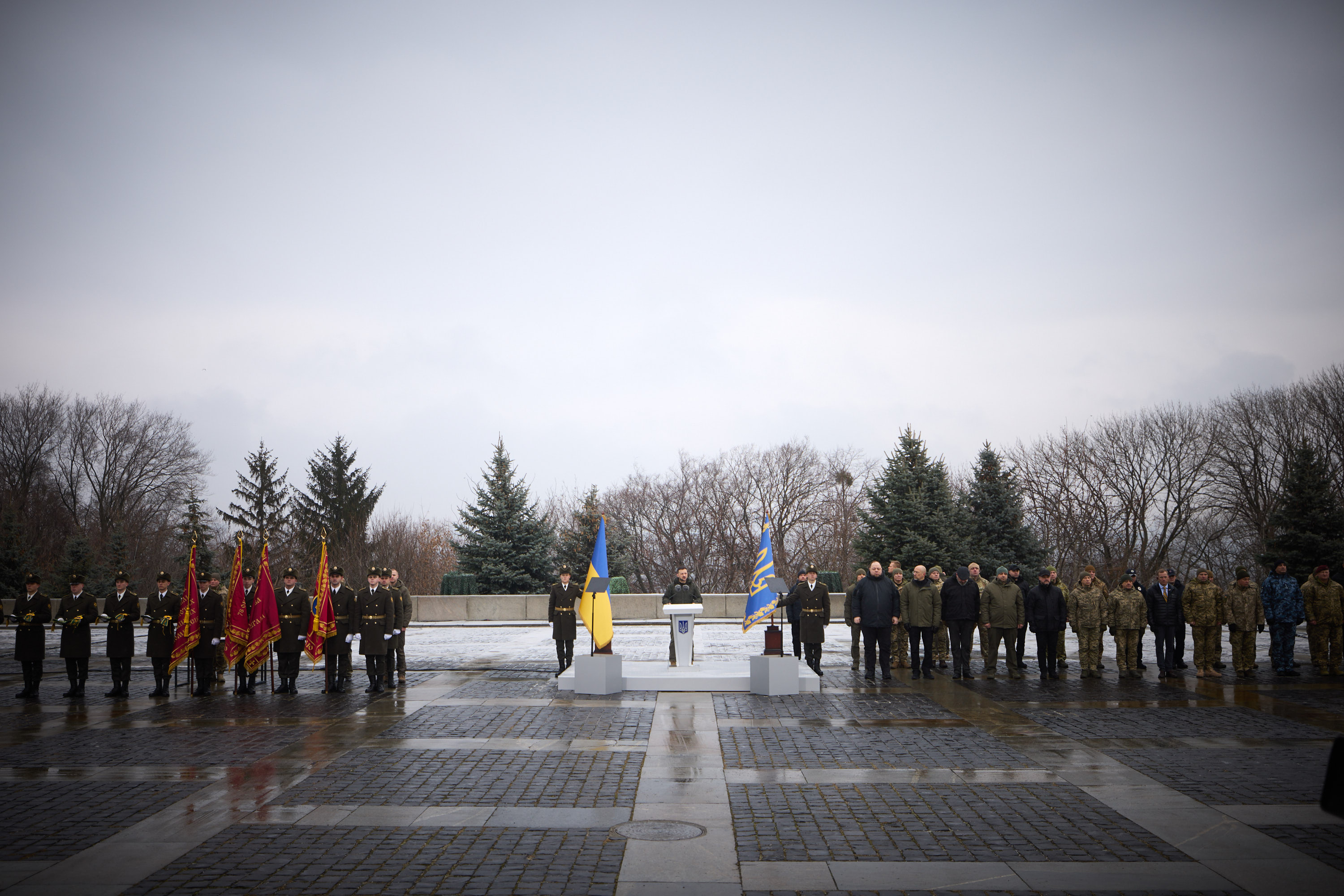
Przemówienie prezydenta Zełenskiego z okazji Dnia Sił Zbrojnych Ukrainy.

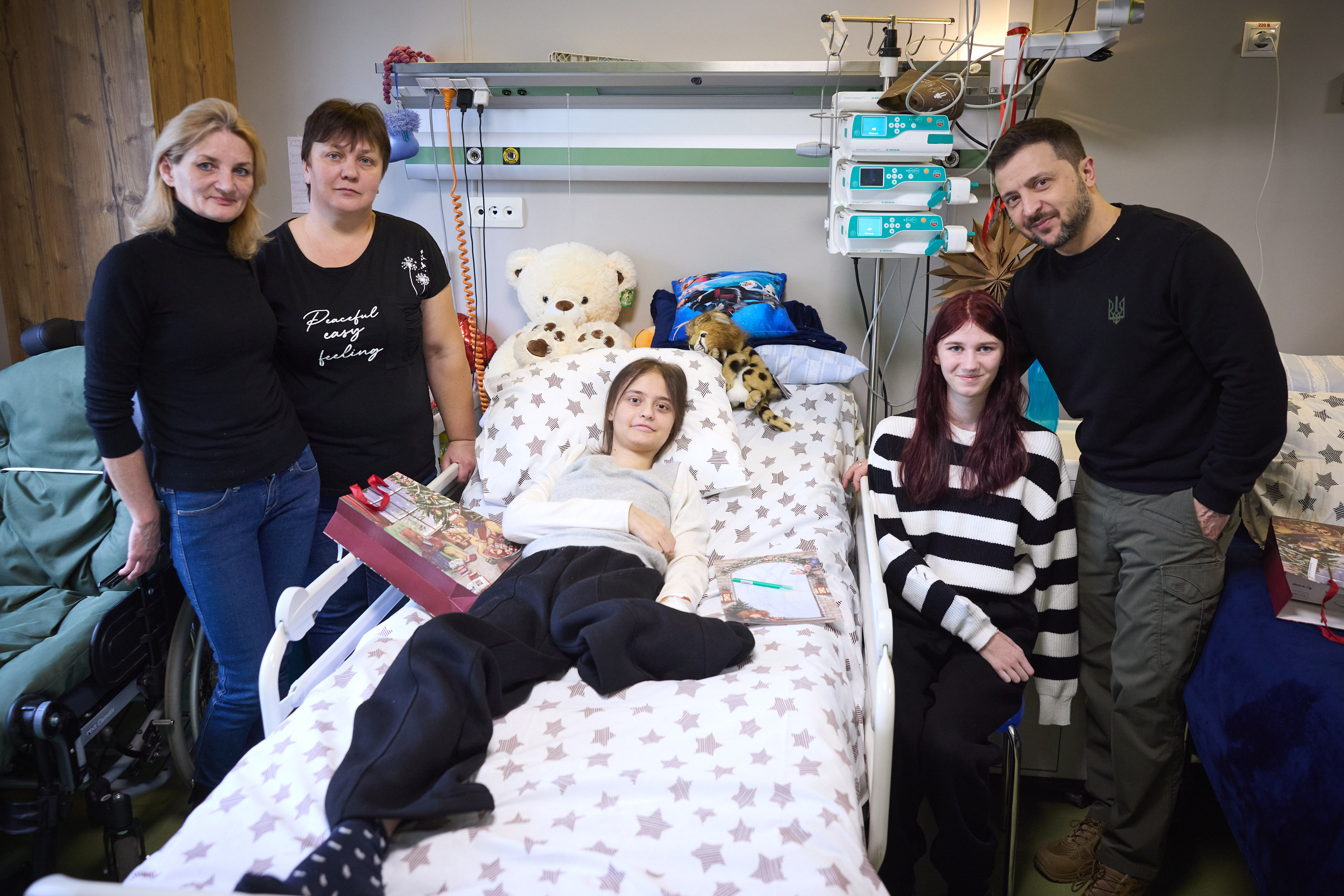
W dniu św. Mikołaja prezydent Zełenski odwiedził Narodowy Specjalistyczny Szpital Dziecięcy Ochmatdyt, a w szczególności oddział, w którym leczone były dzieci ranne w wyniku wybuchów min w czasie wojny rosyjsko-ukraińskiej.

Ministerstwo Obrony Rosji stwierdziło, że wojska rosyjskie zajęły miejscowość Suchi Jały, 13 km na południowy zachód od Kurachowego. Według projektu DeepState Rosjanie poczynili postępy w kilku miejscowościach obwodu donieckiego. Na kierunku Pokrowska siły rosyjskie zajęły Nowopustynkę, leżącą niedaleko Nowotrojićkego, natomiast na kierunku Kurachowego opanowali miejscowości Stari Terny, Illinka, Nowodmytriwka.
Według ISW siły rosyjskie niedawno zrobiły postępy w pobliżu Torećka, Pokrowska, Kurachowego i Wuhłedaru. Brytyjskie MON podało, że większość rosyjskich postępów w ostatnich tygodniach koncentrowała się na trzech obszarach, w rejonie Pokrowska, Kurachowego i Wełyki Nowosiłki w obwodzie donieckim. Na pierwszym obszarze Rosja stopniowo zdobywała tereny Pokrowska, przejmując kontrolę nad Sełydowem i rozszerzając zdobyty obszar. Rosjanie pozostawali w odległości ok. 6–7 km od samego Pokrowska. Siły rosyjskie prawdopodobnie walczyły w centrum Kurachowego; jego zajęcie pozwoliłoby Rosjanom skonsolidować pozycje w tym obszarze i stworzyłoby warunki do dalszych postępów na zachód. Armia ukraińska podobno przeprowadziła ograniczony kontratak na północ od Wełyki Nowosiłki, odbierając rosyjskim siłom wioskę Nowyj Komar. Pomimo tego trwały rosyjskie wysiłki mające na celu odcięcie szlaków zaopatrzeniowych na północnym podejściu do miasta i okrążenie go. Siły rosyjskie nacierały również na Wełykę Nowosiłkę od południa i niedawno zdobyły wieś Błahodatne.
Według Sił Powietrznych w nocy siły rosyjskie zaatakowały Ukrainę za pomocą dronów Shahed 136/131 i dronów nieznanego typu, wystrzelonych z Orła. Ukraińska obrona przeciwlotnicza zestrzeliła 32 drony w obwodach charkowskim, połtawskim, sumskim, czernihowskim, kijowskim i żytomierskim, dwa poleciały w kierunku Białorusi, a kolejne 16 zaginęło na Ukrainie w ramach walki elektronicznej. Grupa monitorująca „Biełaruski Hajun” poinformowała, ze co najmniej 10 dronów Shahed zabłąkało się na Białorusi podczas nocnego ataku dronów. Drony przekroczyły granicę białorusko-rosyjską, kierując się w stronę Homela, Łojowa i Mozyrza.
Gubernator Iwan Fedorow poinformował, że siły rosyjskie zaatakowały Zaporoże, zabijając 10 osób i raniąc 24 kolejne, w tym troje dzieci. Pierwsze eksplozje w wyniku nalotu odnotowano ok. 18:00. Atak podpalił i uszkodził stację benzynową oraz zniszczył domy i sklepy, a w niektórych obszarach regionu doszło do przerw w dostawie prądu. Państwowa Służba Ratownicza podała, że ok. 17:00 czasu lokalnego wojska rosyjskie zaatakowały (pociskami balistycznymi) Krzywy Róg w obwodzie dniepropietrowskim, zabijając trzy osoby i raniąc 17 kolejnych, w tym 6-letniego chłopca. Atak został wymierzony w budynek administracyjny. W wyniku rosyjskiego ataku zniszczony został 3-piętrowy budynek oraz zostało uszkodzonych 20 budynków mieszkalnych i samochody.
Według kanału na Telegramie „Crimean Wind”, w mieście Kercz w pobliżu stoczni „Zaliw” słyszano eksplozje, a systemy obrony powietrznej zostały podobno aktywowane w Cieśninie Kerczeńskiej. W związku z doniesieniami o ukraińskich dronach atakujących ten obszar „ruch pojazdów na Moście Krymskim został tymczasowo zawieszony”. Ministerstwo Obrony Rosji oświadczyło, że w nocy obrona przeciwlotnicza zestrzeliła jednego drona nad Krymem i dwa drony morskie zmierzające w kierunku Krymu. Według SBU rosyjskie śmigłowce i statki patrolowe przechwyciły drony. Drony były wyposażone w karabiny maszynowe i strzelały do rosyjskich śmigłowców, powodując szkody i ofiary. Dron uderzył również w barkę „transportującą sprzęt wojskowy i wyposażenie” dla mechaników mostu Kerczeńskiego. Ukraińska grupa partyzancka „Atesz” stwierdziła, że dokonała sabotażu na rosyjskiej linii kolejowej między Moskwą a Kurskiem, w pobliżu wsi Czechow w obwodzie moskiewskim, niszcząc szafę przekaźnikową. Operacja miała na celu zakłócenie rosyjskiej logistyki wojskowej; „Dostawy paliwa i sprzętu wojskowego przeznaczonego do zaopatrzenia rosyjskich wojsk na linii frontu zostały opóźnione”.
Dziennik The Guardian poinformował, że administracja Joego Bidena opracowała strategię wzmocnienia Ukrainy, która obejmuje pomoc wojskową i rozszerzenie sankcji wobec FR. Doradca prezydenta USA ds. bezpieczeństwa narodowego Jake Sullivan spotkał się z szefem Kancelarii Andrijem Jermakiem i obiecał, że Stany Zjednoczone dostarczą Ukrainie „setki tysięcy dodatkowych pocisków artyleryjskich, tysiące rakiet i setki” pojazdów opancerzonych do połowy stycznia 2025 roku. USA zobowiązały się także do szkolenia ukraińskiej armii poza granicami Ukrainy. Tym doniesieniom towarzyszyła również prawie sfinalizowana pożyczka o wartości 20 miliardów dolarów, która zostanie zabezpieczona zyskami z zamrożonych rosyjskich aktywów.
Szwecja i Dania ogłosiły złożenie dużego zamówienia na zakup ok. 200 bojowych wozów piechoty CV90 Mk IIIC o wartości 2,1 miliarda euro, z czego 40 maszyn zostanie przeznaczonych dla Ukrainy. Kanada zakazała 324 rodzajów broni palnej. Rząd był przekonany, że broń jest bardziej przydatna na polu walki niż dla myśliwych czy strzelców sportowych, dlatego można ją przekazać Ukrainie. Radio Praga International podało, że w ramach czeskiej inicjatywy Drony Nemesis w ciągu ok. roku zebrano ponad 8 mln euro na zakup dronów FPV dla ukraińskiej armii.
Prezydent Wołodymyr Zełenski ogłosił, że armia ukraińska otrzymała pierwszą partię hybrydy drona rakietowego o nazwie „Pekło” (Piekło) o zasięgu 700 km i prędkości 700 km/h i głowicy bojowej nie większej niż 50 kg. Trwały również prace nad uczynieniem go odpornym na walkę elektroniczną. Podczas pokazu stwierdzono, że system został już pomyślnie wdrożony pięć razy. Zełenski powiedział, że celem jest „zwiększenie skali produkcji i rozmieszczenia”, dodając, że broń ma już „udowodnioną skuteczność bojową”.

### 7 grudnia
Materiały geolokalizacyjne pokazały, że siły ukraińskie odbiły wsie Nowaja Soroczina i Małaja Łoknia w obwodzie kurskim, podczas gdy Rosja stwierdziła, że zajęto wieś Beretski, niedaleko Kurachowego. Rzecznik Legionu Wolność Rosji Kostiantyn Denysow powiedział, że sytuacja na froncie zaporoskim stała się „bardzo trudna i napięta”, ale rozwój sytuacji został „przewidziany”. „Ich grupy szturmowe piechoty próbowały znaleźć słabe punkty w naszej obronie. Pod osłoną pojazdów opancerzonych próbowali wymyślić, jak stawić czoła czołgom i transporterom opancerzonym”.
W ocenie ISW wojska rosyjskie wznowiły ofensywy mające na celu bezpośrednie przejęcie Pokrowska poprzez manewr zwrotny od południa po pomyślnym poszerzeniu ich wystających pozycji na południe i południowy wschód od miasta. Rosyjskie dowództwo wojskowe prawdopodobnie oceniało, że przeznaczyło wystarczającą liczbę ludzi i zasobów na wysiłki mające na celu przejęcie Kurachowego i przejęcie lub ominięcie Wełykiej Nowosiłki oraz wyrównanie linii frontu w zachodnim obwodzie donieckim w nadchodzących tygodniach. Siły rosyjskie prawdopodobnie próbują otoczyć Pokrowsk od zachodu i zmusić Ukraińców do wycofania się z Pokrowska i Myrnohradu, aby zminimalizować potrzebę przeprowadzania frontalnych ataków na wschodnie i południowe podejścia do miast. Rosyjskie dowództwo prawdopodobnie nadal będzie wymieniać rosyjskie zasoby i siłę żywą na taktyczne zyski terytorialne w niemożliwym do utrzymania tempie podczas swoich ataków w celu przejęcia Pokrowska do 2025 roku. Tymczasem iły ukraińskie posunęły się naprzód w obwodzie kurskim i w pobliżu Wełykiej Nowosiłki, podczas gdy Rosjanie posunęli się w pobliżu Kupiańska, Torećka i Pokrowska.
Gubernator Ołeksandr Prokudin poinformował, że w ciągu ostatniej doby rosyjski ostrzał w obwodzie chersońskim uderzył w obszary mieszkalne i ranił 16 osób, w tym dziecko. Przeprowadzono także trzy ataki rakietowe na rejon berysławski. W wyniku ataków rosyjskich zostało uszkodzonych 16 domów prywatnych, gazociąg, magazyn zbożowy, stacja benzynowa i samochody prywatne. Administracja Wojskowa poinformowała, że po 14:00 12-letni chłopiec został ranny w wyniku eksplozji nieznanego obiektu wybuchowego w obwodzie charkowskim. Chłopiec doznał obrażeń od odłamków, a następnie trafił do szpitala.
Zastępca dowódcy Marynarki Wojennej Ukrainy wiceadmirał Ołeksij Nejiżpapa oświadczył, że ukraińskie drony morskie z powodzeniem zaatakowały kontrolowaną przez Rosję platformę gazu ziemnego u wybrzeży Krymu, na której znajdowały się „systemy nadzoru”. Opublikował również nagranie nowego typu morskiego drona szturmowego, który wykorzystywał „nietypową konfigurację trimaranu”.
Stany Zjednoczone zapowiedziały kolejny pakiet pomocy wojskowej dla Ukrainy o wartości 988 mln dolarów, który obejmował m.in. amunicję do systemów M142 HIMARS, bezzałogowe systemy powietrzne oraz sprzęt, komponenty i części zamienne do konserwacji, naprawy i remontu systemów artyleryjskich, czołgów i pojazdów opancerzonych. Pakiet ten niemal o połowę zmniejszył dostępne 2,21 miliarda dolarów pozostałych w ramach Inicjatywy Wsparcia Bezpieczeństwa Ukrainy. Według prezydenta Wołodymyra Zełenskiego Ukraina otrzymała drugą partię F-16 z Danii.
Prezydent-elekt Donald Trump wziął udział w ponownym otwarciu katedry Notre-Dame w Paryżu, podczas którego spotkał się z prezydentem Francji Macronem i prezydentem Zełenskim. Podczas spotkania omówiono „trwającą rosyjską inwazję na Ukrainę”. Zełenski w rozmowie z mediami stwierdził, że rozmowa z jego francuskim odpowiednikiem i Trumpem była „konstruktywna”.
Sekretarz obrony USA Lloyd Austin powiedział, że Rosja wydała co najmniej 200 miliardów dolarów na wojnę z Ukrainą od początku inwazji i „poniosła co najmniej 700 000 ofiar od lutego 2022 roku”.

### 8 grudnia
Według ISW siły rosyjskie posunęły się naprzód w obwodzie kurskim oraz na kierunkach Pokrowska i Wuhłedaru.
Siły Powietrzne Ukrainy podały, że w nocy Rosja zaatakowała Ukrainę za pomocą 76 dronów Shahed 136/131 i dronów nieznanego typu, wystrzelonych z Briańska, Kurska, Primorsko-Achtarska i Orła. Ukraińska obrona przeciwlotnicza zniszczyła 28 wrogich dronów w obwodach kijowskim, charkowskim, sumskim, połtawskim, czerkaskim, kirowohradzkim, dniepropetrowskim i zaporoskim, a kolejne 46 zaginęło na Ukrainie w ramach walki elektronicznej. Domy i infrastruktura cywilna zostały zniszczone w wyniku upadku zestrzelonego Szaheda w Kamieńskiem w obwodzie dniepropetrowskim. W wyniku ataku dronów, który miał miejsce wieczorem w obwodzie kijowskim, odnotowano uszkodzenia w jednym prywatnym budynku mieszkalnym i dwóch budynkach komercyjnych; nie ucierpiały żadne obiekty infrastruktury krytycznej ani mieszkalnej i nikt nie odniósł obrażeń. Władze lokalne podały, że w wyniku ataków rosyjskich dronów w obwodzie chersońskim zginął 73-letni mężczyzna, a kilka kolejnych osób zostało rannych.
Ministerstwo Obrony Rosji poinformowało, że w nocy ukraińskie drony zaatakowały pięć regionów rosyjskich. Ukraińska obrona przeciwlotnicza zniszczyła 46 dronów nad obwodami biełgorodzkim (17), kurskim (12), obwodem woroneskim (6), rostowskim (7) i astrachańskim (4). Według gubernatora Aleksandra Gusiewa szczątki zestrzelonych dronów spowodowały pożar w obiekcie przemysłowym w obwodzie woroneskim. Gubernator Wiaczesław Gładkow podał, że w wyniku ostrzału uszkodzonych zostało sześć domów prywatnych, jeden wieżowiec, samochód i linia energetyczna w obwodzie biełgorodzkim.
SpaceX i Departament Obrony USA ogłosiły porozumienie w sprawie rozbudowy terminali Starshield dla Ukrainy z 500 do 3 tys. Starshield to zmilitaryzowana i bezpieczniejsza wersja sieci satelitarnej Starlink.
Prezydent-elekt Donald Trump stwierdził, że podczas wojny zginęło i zostało poważnie rannych 400 tys. ukraińskich oficerów żołnierzy. Prezydent Zełenski zaprzeczył tym twierdzeniom, ogłaszając, że zginęło 43 tys. ukraińskich żołnierzy, a 370 tys. zostało rannych, ale „ok. 50%” tych wojskowych wyzdrowiało i powróciło do czynnej służby. Zełenski dodał także, że ofiarami padło 750 tys. Rosjan, w tym 198 tys. zabitych i ponad 550 tys. rannych. Od września 2024 roku Rosja traciła wojska na polu bitwy w stosunku 5 do 1, a nawet 6 do 1. Według obserwatorów wojskowych straty były w rzeczywistości znacznie większe.
Wywiad ukraiński poinformował, że Rosja zaczęła wycofywać swoje zasoby wojskowe i morskie z Syrii w związku z upadkiem reżimu prezydenta Baszszara al-Asada, stwierdzając, że armia rosyjska wycofała dwa statki, fregatę „Admirał Grigorowicz” i statek towarowy „Inżenier Trubin” z bazy marynarki wojennej w Tartus, która znajdowała się pod rosyjską kontrolą. Z kolei rosyjskie samoloty wojskowe przewoziły broń i sprzęt z bazy lotniczej Humajmim. Według wywiadu utrata baz w Tartusie i Humajmim była znaczącym ciosem dla obecności Rosji na Bliskim Wschodzie i ugruntowała jej porażkę w regionie.
W wywiadzie dla NBC News Donald Trump powiedział, że ciężko pracuje, aby zakończyć wojnę na Ukrainie i po objęciu urzędu ograniczy pomoc dla Ukrainy. Stwierdził, że Ukraina musi przygotować się na ograniczenie pomocy. Potwierdził również, że nie kontaktował się ostatnio z prezydentem Władimirem Putinem, mówiąc, że nie chce robić niczego, co mogłoby utrudniać negocjacje.

### 9 grudnia
Armia ukraińska oświadczyła, że siły rosyjskie zdobyły wsie Wysznewe i Perszotrawnewe, na zachód od Swatowego. Siły rosyjskie stwierdziły, że zdobyły miejscowość Szewczenko, na południe od Pokrowska
W opinii ISW Rosja nadal musiała ponosić ogromne koszty niezbędne do utrzymania wysiłków wojennych na Ukrainie, przy rosnącym obciążeniu ekonomicznym, niedoborach siły roboczej i systemowej korupcji zagrażających trwałości rosyjskiej bazy przemysłu obronnego. Tymczasem wojska rosyjskie zbliżyły się do Pokrowska i Wełykiej Nowosiłki.
Sztab Ukrainy podał, że Rosja atakowała w kierunkach Charkowa, Kupiańska, Łymanu, Kramatorska, Torećka, Pokrowska, Kurachowego, Wremiwki i Chersonia, gdzie doszło do 175 starć. W ciągu 24h wojska rosyjskie przeprowadziły 37 nalotów, 1617 ataków dronów i 115 ostrzałów na pozycje ukraińskie i obszary zaludnione. Operacja w obwodzie kurskim trwała; wojska rosyjskie przeprowadziły 11 ataków na pozycje ukraińskie. Ukraińskie lotnictwo i artyleria przeprowadziły atak na stanowisko dowodzenia. Prezydent Wołodymyr Zełenski powiedział, ze w zeszłym tygodniu Rosja użyła przeciwko Ukrainie prawie 500 bomb lotniczych, ponad 400 dronów i prawie 20 rakiet różnego typu.
Według ukraińskich Sił Powietrznych armia rosyjska zaatakowała Ukrainę przy użyciu dwóch rakiet rakiet manewrujących Ch-59/Ch-69 (wystrzelonych znad Morza Czarnego oraz 37 dronów Shahed 136/131 i dronów innego typu (z Orła i Primorsko-Achtarska). Ukraińska obrona przeciwlotnicza zestrzeliła dwie rakiety i 18 dronów w Sumach, Połtawie, Dnieprze, Czernihowie oraz w obwodach winnickim, chmielnickim, rówieńskim,tarnopolskim i odeskim, a kolejne 18 zaginęło na Ukrainie w ramach walki elektronicznej. W wyniku upadku zestrzelonych dronów w Winnicy uszkodzona została infrastruktura kilku prywatnych przedsiębiorstw. Na Ukrainie w dalszym ciągu odnotowywano problemy z dostawami energii elektrycznej.
Szef kolonii karnej w Ołeniwce Siergiej Jewsiukow (49 lat) zginął w wyniku wybuchu samochodu-pułapki w Doniecku. Jego żona została podobno została ciężko ranna, tracąc nogę w wyniku eksplozji. Według wstępnych informacji pod samochodem umieszczono ładunek wybuchowy z plastydu o mocy ok. 100 g ekwiwalentu trotylu.
Premier Denys Szmyhal zapowiedział, że w najbliższej przyszłości Ukraina otrzyma blok energetyczny z estońskiej elektrowni Auvers, który będzie w stanie zapewnić energię elektryczną dla 150 tys. osób. Toczyły się również rozmowy o przeniesieniu na Ukrainę dwóch kolejnych bloków energetycznych w 2025 roku. Ponadto Szmyhal podczas spotkania z premier Estonii Kristenem Michalem oświadczył, że estońskie wsparcie wojskowe dla Ukrainy wyniosło prawie 542 mln euro, czyli 1,4% PKB kraju. Podkreślił także, że pod przywództwem Estonii powstała „koalicja pocisków”, „koalicja IT” i Mechanizm Talliński cyberwsparcia Ukrainy.
Ministerstwo Obrony Ukrainy poinformowało, że zatwierdzono do działań bojowych drona o nazwie „Droid TW 12.7”, używany na platformie gąsienicowej z karabinem maszynowym Browning M2 12,7 mm. System został zatwierdzony po testach bojowych.
Minister spraw wewnętrznych Ukrainy Ihor Kłymenko powiedział, że jednostki Gwardii Narodowej, Służby Granicznej i Policji Narodowej były stale na linii frontu, dodając, że w strefie działań wojennych na stałe przebywało 25 tys. funkcjonariuszy organów ścigania, zajmujących się ewakuacją ludzi i pracą na punktach kontrolnych.
Prezydent Wołodymyr Zełenski odpowiedział w mediach społecznościowych na naciski amerykańskich urzędników i zachodnich sojuszników, aby obniżyć wiek poboru z 25 do 18 lat w celu zmobilizowania większej liczby żołnierzy, stwierdzając, że Ukraina „nie może rekompensować braku wyposażenia i wyszkolenia młodością żołnierzy”. „Priorytetem powinno być dostarczenie rakiet i obniżenie potencjału militarnego Rosji, a nie wieku poboru Ukrainy. Celem powinno być uratowanie jak największej liczby istnień ludzkich, a nie zachowanie przechowywanej broni”. Zełenski powiedział, że Ukraina powinna skupić się na wyposażeniu i szkoleniu „istniejących brygad”, a sojusznicy powinni współpracować, aby położyć kres rosyjskiej inwazji. Podziękował także prezydentowi Francji Emmanuelowi Macronowi i prezydentowi-elektowi USA Donaldowi Trumpowi za podjęcie produktywnego dialogu w Paryżu, podczas którego bez ogródek powiedział Trumpowi, że Putin boi się tylko jego, a może i Chin. Rzecznik Departamentu Stanu USA Matthew Miller stwierdził, że USA są gotowe przejąć szkolenie nowych ukraińskich żołnierzy i zapewnić im niezbędną broń, jeśli Ukraina zmieni swoją politykę mobilizacyjną. „Rozmawialiśmy z rządem Ukrainy na temat sytuacji, z jaką mierzy się na wschodzie, jednak „ostatecznie decyzje dotyczące składu SZ to decyzje, które Ukraińcy muszą podjąć sami. Wyjaśniliśmy, że jeśli stworzą dodatkowe siły, które dołączą do walki, my i nasi sojusznicy będziemy gotowi wyposażyć te siły i wyszkolić je”.
Rzecznik prezydenta Serhij Nikiforow poinformował, że Ukraina tworzy koalicję partnerów w celu utworzenia grupy roboczej, której zadaniem będzie wzmocnienie jej obronności i wypracowanie jednolitego stanowiska dyplomatycznego w sprawie zakończenia wojny. „Są to kraje posiadające potencjał dalekiego zasięgu, znaczące inwestycje w ukraińską produkcję broni i wpływ na przyszłe członkostwo Ukrainy w NATO”, w tym Stany Zjednoczone i najsilniejsi europejscy sojusznicy Ukrainy. Na grudzień zaplanowano spotkanie uczestniczących państw, które ma skoordynować ich stanowiska i zapewnić Ukrainie siłę „zarówno w negocjacjach, jak i na polu bitwy”.
Rosyjska prezydencka komisarz ds. praw człowieka Tatiana Moskalkowa ogłosiła, że Rosja rzekomo przekazała Ukrainie szczątki jeńców wojennych, którzy mieli zginąć podczas katastrofy samolotu Iljuszyn Ił-76 w obwodzie biełgorodzkim w styczniu 2024 roku, nie podając więcej szczegółów. Władze ukraińskie odnotowały, że w trakcie ostatnich działań repatriacyjnych szczątki zmarłych przewieziono z Rosji na Ukrainę, jednak wymagały one dodatkowej identyfikacji.

### 10 grudnia
Rzecznik ukraińskiego zgrupowania „Chortyca” Nazar Wołoszyn powiedział, że armia rosyjska zgromadziła ok. 150 tys. żołnierzy do ofensyw w trzech kluczowych obszarach Donbasu. Według niego w kierunku Pokrowska zgromadzono ponad 70 tys. żołnierzy, w kierunku Kurachowego ok. 35–36 tys. i w kierunku Wremiwki ok. 40 tys. Dodał, że Rosjanie „próbowali zająć wyżyny i przejąć kontrolę nad drogami i szlakami logistycznymi prowadzącymi do Kurachowego, aby przełamać obronę miasta. Armia rosyjska intensywnie atakowała miasto przy użyciu bomb lotniczych i artylerii”. Kurachowe było wówczas kontrolowane przez siły ukraińskie, a wkraczające rosyjskie jednostki rozpoznawcze były szybko eliminowane. Projekt DeepState poinformował, że siły rosyjskie posunęły się naprzód w obwodzie sumskim w pobliżu przygranicznej wioski Ołeksandria, zajmując 2 km² oraz zrobiły postępy w obwodzie kurskim. Szef Administracji Wojskowej Wołodymyr Artiuch odrzucił doniesienia, że Rosjanie naruszyli granicę, nazywając raporty „fałszywymi” i opisując je jako dezinformację; „Teraz nie ma danych od wojska na temat zmiany sytuacji na granicy; sytuacja jest kontrolowana”.
Według ISW wojska ukraińskie posunęły się naprzód na kierunku Wuhłedaru, a siły rosyjskie zrobiły postępy w obwodach kurskim i charkowskim oraz w kierunkach Swatowego, Torećka, Pokrowska, Kurachowego, Wuhłedar i Wełyki Nowosiłki; siły rosyjskie podały, że odbito wieś Nowoiwanowka w obwodzie kurskim.
Sztab Ukrainy podał, że Rosja atakowała w kierunkach Charkowa, Kupiańska, Łymanu, Kramatorska, Torećka, Pokrowska, Kurachowego, Wremiwki, Zaporoża i Chersonia, gdzie doszło do 208 starć. W ciągu doby wojska rosyjskie przeprowadziły trzy ataki rakietowe, 22 naloty, 1600 ataków dronów i 111 ostrzałów na pozycje ukraińskie i obszary zaludnione. Operacja w obwodzie kurskim trwała; wojska rosyjskie przeprowadziły 22 ataki na pozycje ukraińskie. Ukraińskie lotnictwo i artyleria przeprowadziły ataki na dwa punkty kontrolne, trzy magazyny z amunicją i miejsce koncentracji.
Gubernator Iwan Fedorow poinformował, że po 14:00 co najmniej 10 osób zginęło, a 22 zostały ranne w rosyjskim ataku rakietowym na Zaporoże. Atak zniszczył prywatną klinikę w centrum miasta i uszkodził pobliskie budynki, w tym centrum biznesowe i 20 domów. Po raz drugi w ciągu tygodnia ogłoszono żałobę w obwodzie zaporoskim. Gubernator Ołeh Siniehubow oświadczył, że ok. 10:20 czasu lokalnego w rosyjskim ataku rakietowym (za pomocą dwóch rakiet balistycznych Iskander-M) na Zlatopol w obwodzie charkowskim co najmniej 11 osób zostało rannych. Uderzenie zarejestrowano w pobliżu banku; uszkodzone zostały domy, budynki niemieszkalne, firmy, samochody i budynki administracyjne. Firma Donieckoblgaz podała, że w Pokrowsku z powodu ciągłego rosyjskiego ostrzału dopływ gazu do domów został wstrzymany. Prezydent Zełenski oskarżył wojska rosyjskie o wystrzelenie drona, który poważnie uszkodził pojazd służbowy Międzynarodowej Agencji Energii Atomowej zmierzający do Zaporoskiej Elektrowni Jądrowej. Dyrektor generalny agencji Rafael Grossi potępił atak na jego pracowników.
Gubernator Roman Busargin poinformował, że drony zaatakowały lotnisko wojskowe w obwodzie saratowskim; „Dzisiaj zatrzymano atak na lotnisko wojskowe, w wyniku czego dron został wyeliminowany”. Według niego nie było żadnych szkód ani ofiar. W Jenakijewem w obwodzie donieckim doszło do eksplozji, w wyniku czego rosyjskie władze okupacyjne zarządziły ewakuację ludności z niektórych obszarów, stwierdzając, że sytuacja jest „pod kontrolą”. Publikowane przez lokalne media nagrania, na których słychać odgłosy wtórnych detonacji, prawdopodobnie dotyczyły rosyjskiego składu amunicji. Ukraińska grupa partyzancka „Atesz” donosiła, że rosyjscy żołnierze coraz częściej sabotowali własne łodzie i sprzęt, aby „uniknąć wysłania ich szturmu na wyspy w delcie Dniepru” na froncie południowym. Oświadczenie to pojawiło się w związku z doniesieniami, że Rosjanie zgromadzili ok. 300 łodzi w celu przepłynięcia Dniepru i zajęcia strategicznie ważnych wysp położonych w delcie rzeki.
Według OSW Rosjanie przecięli drogę z Pokrowska na południe na szerokości ponad 4 km i częściowo opanowały węzłowe miejscowości Nowotrojićke i Szewczenko. W rezultacie zaopatrzenie Ukraińców w rejonach Kurachowego i Wełykiej Nowosiłki było możliwe tylko szlakami lokalnymi z obwodów dniepropetrowskiego i zaporoskiego. Rosja kontynuowała ataki w kierunku dróg wychodzących z Pokrowska na zachód, a do pierwszej z nich pozostało jej 5 km. Wojska rosyjskie odcięły ostatnią linię zaopatrzenia zgrupowania ukraińskiego na południe od Kurachowego. Komunikacja pomiędzy miastem a Uspeniwką mogło zachodzić wyłącznie drogami gruntowymi. Do 2 km zwęził się korytarz ewakuacji z kurczącego się kotła na wschód od Uspeniwki, w wyniku czego pozostali w nim żołnierze ukraińscy znaleźli się de facto w operacyjnym okrążeniu. Ukraiński kontratak wyparł Rosjan ze wsi Nowyj Komar, dzięki czemu odblokowana została droga zaopatrzenia z obwodu dniepropetrowskiego, jednak nadal znajdowała się pod ostrzałem rosyjskim, a względnie bezpieczną komunikację zapewniała trasa do obwodu zaporoskiego. Rosjanie podeszli pod Wełykę Nowosiłkę od południa, ponownie zajmując część terenów odzyskanych podczas kontrofensywy w 2023 roku. Poszerzyli także kontrolowany obszar na granicy obwodów donieckiego i zaporoskiego, zbliżając się do miasta od południowego zachodu. Rosjanie poczynili dalsze postępy w Torećku, Czasiw Jarze i w rejonie Kupiańska, lecz nie zmieniało to ogólnej sytuacji na linii frontu. Siły rosyjskie przesuwały się na południe od kontrolowanej przez Ukraińców Sudży, gdzie zajęły węzłowe Plechowo i wkroczyły do obwodu sumskiego. Odzyskały również kolejne tereny w zachodniej części ukraińskiego wyłomu.
Departament Skarbu Stanów Zjednoczonych ogłosił, że przekaże Ukrainie pożyczkę w wysokości 20 miliardów dolarów, będącą amerykańskim wkładem w szerszą inicjatywę o wartości 50 miliardów dolarów wspieraną przez kraje G7. Pożyczka zostanie spłacona ze środków pochodzących z zamrożonych rosyjskich aktywów. Fundusze zostaną przekazane Ukrainie za pośrednictwem Banku Światowego, zapewniając natychmiastową dostępność na potrzeby krytyczne. Departament Stanu USA zatwierdził pakiet sprzedaży zagranicznej broni dla Ukrainy o wartości 266 milionów dolarów, który obejmował kluczowe wsparcie dla ukraińskich myśliwców F-16, w tym systemy planowania misji JMPS, oprogramowanie uzbrojenia, zapasowe silniki, części zamienne i materiały szkoleniowe.
Prezydent Wołodymyr Zełenski ogłosił, że przeprowadzono udane testy nowej ukraińskiej rakiety o nazwie „Ruta”.
Dowódca amerykańskiego Dowództwa Indo-Pacyfiku admirał Samuel Paparo powiedział, że Rosja mogła przekazać Korei Północnej myśliwce MiG-29 i Su-27 w zamian za udział żołnierzy północnokoreańskich w wojnie na Ukrainie. Zauważył również, że Korea Północna prawdopodobnie zabiegała o dodatkowe zdolności wojskowe od Rosji, w tym technologię rakiet balistycznych, technologię łodzi podwodnych i systemy obrony powietrznej.

### 11 grudnia
Materiały geolokalizawane pokazywały, że siły rosyjskie odbiły miasto Plechowo w obwodzie kurskim, natomiast wojska ukraińskie odbiły miasto Kopanky w pobliżu rzeki Oskoł. Ukraiński projekt DeepState poinformował, że siły rosyjskie znajdowały się 3 km od południowego obrzeży Pokrowska, gdzie Rosjanie zniszczyły lub przejęły kilka ukraińskich pozycji. Rzecznik Zgrupowania „Chortyca” Nazar Wołoszyn powiedział, że: „W wyniku przedłużających się starć, dwie z naszych pozycji zostały zniszczone, a jedna została utracona. Obecnie podejmowane są działania w celu przywrócenia pozycji”. Prezydent Wołodymyr Zełenski, po wysłuchaniu raportu Naczelnego dowódcy armii ukraińskiej generała Ołeksandra Syrskiego, powiedział, że „podobnie jak w listopadzie, rosyjskie wojsko wykorzystuje rekordową liczbę swoich ludzi w grudniu w bitwach i szturmach. Te miesiące – listopad i grudzień – przyniosły rekordowe straty rosyjskie”, dodając, że sektory Pokrowska i Kurachowego w obwodzie donieckim pozostawały aktywnymi odcinkami frontu.
Według ISW siły rosyjskie nadal osiągały taktyczne zyski na południe od Pokrowska, atakując słabe punkty Ukrainy i próbując wykonać manewr zwrotny, aby bezpośrednio zaatakować Pokrowsk od południa. Wojska rosyjskie posunęły się naprzód w obwodzie kurskim oraz w kierunkach Torećka, Kurachowego i Wuhłedaru.
Gubernator Jurij Slusar i mer Taganrogu Swietłana Kambulowa stwierdzili, że w nocy ok. 3:30 czasu lokalnego ukraińska rakieta uszkodziła kotłownię w elektrowni w obwodzie rostowskim, jednak nie powodując ofiar. 14 samochodów na parkingu stanęło w płomieniach, a 27 budynków mieszkalnych straciło dostęp do ogrzewania. RosZMI, powołując się na lokalnych mieszkańców, wskazał, że został zaatakowany kompleks lotniczo-naukowo-techniczny im. Beriewa w Tagarogu. Wybuchł tam pożar, w którym według doniesień zginęło pięć osób. Obiekt położony jest w odległości ok. 150 km od linii frontu. W wyniku ataku dronów na obiekty wojskowe w Taganrogu, przy ulicy Teatralnej, gdzie stacjonuje 5 Grupa Lotnicza 6955. Bazy Lotniczej, zginął jeden żołnierz, a 40 zostało rannych. SG Ukrainy podał, że w nocy ukraińskie drony uderzyły w skład ropy naftowej „Transnieft” w obwodzie briańskim, gdzie prawdopodobnie spłonęła stacja napełniania rurociągu „Przyjaźń” we wsi Swen koło Briańska. Według rosyjskiego MON w regionie zestrzelono 14 dronów, z kolei gubernator Aleksandr Bogomaz stwierdził, że w ciągu nocy nad terytorium obwodu zniszczono 10 dronów typu samolotowego. Według ukraińskiego SG skład był wykorzystywany do „odbioru, przechowywania i dystrybucji oleju napędowego do cystern i pociągów towarowych” i był „aktywnie wykorzystywany do zaopatrywania rosyjskich sił okupacyjnych”.
Kanclerz Olaf Scholz powiedział, że do końca 2024 roku Niemcy przekażą Ukrainie szósty system obrony powietrznej IRIS-T i wyrzutnie Patriot. Ponadto premier Denys Szmyhal stwierdził na Telegramie, że: „Całkowita pomoc Niemiec dla Ukrainy wyniosła 37 miliardów euro. To najwięcej spośród wszystkich krajów europejskich”. Minister finansów Serhij Marczenko powiedział, że Ukraina posiada „wystarczająco dużo funduszy, broni, amunicji i pocisków artyleryjskich”, aby stawić opór Rosji do połowy 2025 roku, nawet jeśli Stany Zjednoczone ograniczą pomoc. Stwierdził także, że Ukraina przeznaczała niezbędne środki ze swojego budżetu na zakup sprzętu i nadal otrzymywała broń od USA.
Pomimo sankcji rosyjscy snajperzy otrzymywali co roku tysiące karabinów i miliony szt. amunicji ze Stanów Zjednoczonych i Unii Europejskiej. Choć firmy nie realizowały bezpośrednich dostaw do Rosji, kilkukrotnie zwiększały dostawy do Armenii, Gruzji, Kazachstanu, Kirgistanu i Uzbekistanu. W szczególności okazało się, że we wrześniu 2024 roku na poligonie Angar na zaanektowanym Krymie odbyły się zawody w strzelaniu snajperskim, podczas których używano amerykańskiego Desert Tech SRS, brytyjskiego Accuracy International AXSR i austriackiego Steyr Mannlicher SSG.
Ukraińska Służba Bezpieczeństwa i Policja Narodowa zatrzymały nowych współpracowników służb specjalnych Federacji Rosyjskiej, którzy dopuścili się podpaleń w obwodach odeskim i mikołajowskim. Zatrzymani zostali zwerbowani przez Rosjan na kanałach Telegramu, gdzie obiecywano im „szybkie zarobki”.

### 12 grudnia
Materiały geolokalizowane pokazały, że siły rosyjskie zdobyły miasta Nowotrojićke, na południe od Pokrowska, i Kalyniwka, na wschód od Czasiw Jaru. Rosjanie stwierdzili również, że zdobyli miasto Zorya, na południe od Pokrowska. Według analityków DeepState trwała ofensywa armii rosyjskiej w Donbasie, gdzie na kierunku Kurachowego atakowali wieś Uspeniwka, aby całkowicie domknąć tzw. „worek wniebowzięcia”, zamykając jednostki SZ Ukrainy w operacyjnym pierścieniu okrążenia. W okrążeniu bezpośrednio znajdowały się miejscowości Elizawetiwka, Romaniwka, Weseły Gaj i Hanniwka, a Rosja nieustannie próbowała się tam przebić, z kolei Trudowe, Uspeniwka i Dalnie odgrywały kluczową rolę w utrzymaniu okrążenia. Rosjanie przedostawali się z Trudowego i Dalniego do Uspieniwki oraz starali się całkowicie zająć wieś. Według DeepState Rosjanie mieli możliwość manewrowania pomiędzy Uspeniwką a Hanniwką, jednak nie było potwierdzenia, że udało im się tam zdobyć przyczółek. „Nad stabilizacją aktywnie pracowało wojsko ukraińskie, więc istniała szansa, że wróg nie będzie mógł tam zdobyć przyczółka, czas pokaże”. Dowódca 24 Samodzielnego Batalionu Szturmowego „Ajdar” Stanisław Bunjatow napisał, że sytuacja w „Worze Kurachowskim” stała się krytyczna dla sił ukraińskich. Według niego Rosjanom udało się zdobyć przyczółek w Uspeniwce.
W opinii ISW wojska rosyjskie posunęły się naprzód w głównym ukraińskim obszarze w obwodzie kurskim oraz na kierunkach Czasiw Jaru, Pokrowska i Kurachowego. Siły ukraińskie odzyskały utracone pozycje w pobliżu Swatowego.
Sztab Ukrainy podał, że Rosja atakowała w kierunkach Charkowa, Kupiańska, Łymanu, Kramatorska, Torećka, Pokrowska, Kurachowego, Wremiwki, Zaporoża i Chersonia, gdzie doszło do 210 starć. W ciągu 24h wojska rosyjskie przeprowadziły 35 nalotów i 103 ostrzały na pozycje ukraińskie i obszary zaludnione. Operacja w obwodzie kurskim trwała; wojska rosyjskie przeprowadziły 21 ataków na pozycje ukraińskie i przeprowadziły 12 nalotów, używając 18 bomb lotniczych w regionie. Ukraińskie lotnictwo i artyleria przeprowadziły ataki na siedem miejsc koncentracji.
Prokuratura Generalna poinformowała, że wojsko rosyjskie ostrzelało miejscowości w obwodzie chersońskim, używając artylerii i dronów, w wyniku czego zginął 67-letni mężczyzna, a dwie kolejne osoby zostały ranne. Według statystyk opublikowanych przez ukraińską Grupę Roboczą ds. Akademickich Studiów Religijnych w wyniku rosyjskiej inwazji zniszczeniu lub uszkodzeniu uległy do tej pory 604 kościoły i inne miejsca kultu religijnego na Ukrainie. Wojna dotknęła przede wszystkim obiekty sakralne Kościoła Prawosławnego Ukrainy, który odłączył się Patriarchatu Moskiewskiego trzy miesiące po rozpoczęciu inwazji.
W nocy w Kursku i Groznym doszło do serii eksplozji. Według lokalnych mediów i przywódcy Czeczenii Ramzana Kadyrowa ukraińskie drony zaatakowały koszary rosyjskiej policji w Groznym, powodując szkody materialne i lekkie obrażenia u czterech strażników. Kadyrow stwierdził, że dron został zestrzelony nad koszarami ok. 1:00 w nocy. Zastępca głównego projektanta w biurze badawczo-projektowym „Mars”, Michaił Szacki, został „zlikwidowany” przez agentów wywiadu ukraińskiego w Kuźminskim Parku Leśnym na przedmieściach Moskwy. Jako szefa oprogramowania jego praca obejmowała modernizację pocisków Ch-59 i Ch-69, a także opracowywanie nowych dronów.
Stany Zjednoczone zapowiedziały kolejny pakiet pomocy wojskowej dla Ukrainy o wartości do 500 mln dolarów, który obejmował m.in. amunicję do systemów M142 HIMARS i bezzałogowych systemów przeciwlotniczych, pociski artyleryjskie 155 mm i 105 mm, pociski przeciwradarowe AGM-88 HARM, bezzałogowe systemy powietrzne, pojazdy MRAP i HMMWV, lekkie pojazdy taktyczne, broń przeciwpancerną Javelin i AT-4 oraz sprzęt ochronny przed bronią chemiczną, biologiczną, radiologiczną i jądrową. Specjalny przedstawiciel USA ds. ożywienia gospodarczego Ukrainy Richard Verma ogłosił, że USA przekażą Ukrainie ponad 440 mln dolarów pomocy dla czterech kluczowych sektorów jej gospodarki, w tym 223 milionów dolarów na odbudowę transportu, infrastruktury i logistyki, 105 mln dolarów na szkolenie Ukraińców do „pracy jutra” w odbudowie i przemyśle, 74,7 mln dolarów na ukraiński sektor rolniczy i 35 mln dolarów na „Instrument Przygotowania Projektów”, którego celem jest zwiększenie i przyspieszenie nadchodzących projektów budowlanych.
Prezydent-elekt Donald Trump zgodził się na rozmieszczenie wojsk europejskich na Ukrainie w celu zapewnienia bezpieczeństwa. Zaznaczył, że armia amerykańska nie będzie zaangażowana w tę misję, a Europa, jego zdaniem, była zobowiązana do odegrania głównej roli. Trump oświadczył także, że „bardzo stanowczo” nie zgadzał się z tym, że Ukraina używa amerykańskich rakiet do ataków w cele położone „setki mil” w Rosji. „Po prostu eskalujemy tę wojnę i pogarszamy ją”. Przyznał jednak, że rosyjska inwazja jest jeszcze bardziej złożona niż sytuacja na Bliskim Wschodzie. „Liczba martwych młodych żołnierzy leżących na wszędzie polach jest zdumiewająca. To szalone, co się dzieje. Chcę osiągnąć porozumienie, a jedynym sposobem na osiągnięcie porozumienia jest niepoddawanie się”. Amerykański dziennik The Hill podał, że według słów Donalda Trumpa Stany Zjednoczone mogą przestać wspierać Ukrainę, natomiast amerykańscy prawodawcy zlecili agencjom wywiadowczym przedstawienie raportu na temat skutków wstrzymania pomocy dla Ukrainy i bezpieczeństwa narodowego USA.
Sekretarz generalny NATO Mark Rutte stwierdził, że obie strony konfliktu straciły ponad milion zabitych i rannych od lutego 2022 roku. Według niego straty Rosji sięgnęły 700 tys. ludzi. W opinii Rutte państwa członkowskie Sojuszu Północnoatlantyckiego nie były wówczas gotowe na „to, co stanie się za 4–5 lat”. „Przy tym wszystkim nasza skuteczność odstraszania jest jak dotąd dobra. Ale martwię się o jutro. Nie jesteśmy gotowi na to, co nadejdzie za 4 lub 5 lat. Niebezpieczeństwo zbliża się do nas z pełną szybkością. Nie możemy patrzeć w drugą stronę. Musimy spotkać się z nim twarzą w twarz. A to co się dzieje na Ukrainie może się to zdarzyć także tutaj”.
Rosyjskie niezależne media „Agentstwo”, powołując się na SG Ukrainy, podały, że odkąd zachodni sojusznicy zezwolili Ukrainie na używanie rakiet dalekiego zasięgu do atakowania celów w Rosji, użycie przez Rosję kierowanych bomb lotniczych do ataków na Ukrainę spadło o ponad 50% w stosunku do 1–20 listopada 2024 roku. Rosja zrzucała codziennie co najmniej 100 bomb, ale w ciągu pierwszych 12 dni grudnia Rosja wystrzeliła mniej bomb, średnio 40 lub mniej dziennie, uznając to za tendencję spadkową. Być może zagrożenie, jakie stwarzały ataki rakietowe dalekiego zasięgu na rosyjskie lotniska, spowodowało, że rosyjskie wojsko przemieściło swoje myśliwce na odległość ponad 600 km od linii frontu.
Wywiad ukraiński uruchomił nową sekcję dotyczącą „floty cieni” na portalu „Wojna i sankcje”, w której opublikował dane na temat działań 238 statków, które pomagały Rosji i Iranowi w eksporcie ropy objętej sankcjami. W 2023 roku Rosja zarobiła na eksporcie ropy 188 miliardów dolarów, a Iran prawie 53 miliardy dolarów.

### 13 grudnia
Ukraińskie Zgrupowanie „Chortyca” oświadczyło, że siły ukraińskie odpierały rosyjskie ataki w pobliżu Uspeniwki, Hanniwki, Trudowego i Romaniwki w obwodzie donieckim i „podejmowały niezbędne środki”, aby zapobiec okrążeniu, przestrzegając także przed „emocjonalnymi interpretacjami” sytuacji na polu bitwy, twierdząc, że takie reakcje mogą skomplikować sytuację i przynieść korzyści siłom rosyjskim. Jednakże materiały geolokalizowane pokazały, że siły ukraińskie utraciły kontrolę nad Uspeniwką, Hanniwką, Trudowem, Romaniwką i Wesełym Gajem, znajdującymi się w południowej części obwodu donieckiego.
Według ISW siły rosyjskie zrobiły postępy w pobliżu Pokrowska i Wuhłedaru.
Siły Powietrzne Ukrainy poinformowały, że (od 14:00 12 grudnia do 10:00 13 grudnia) Rosja przeprowadziła zmasowany atak powietrzny na infrastrukturę energetyczną na Ukrainie, powodując rozległe przerwy w dostawie prądu. Podczas ataku użyto 94 rakiet, w tym czterech rakiet hipersonicznych Kindżał (wystrzelonych z samolotów MiG-31K z obwodu tambowskiego), dwóch rakiet balistycznych Iskander-M (z obwodu briańskiego i Krymu), jednej rakiety balistycznej KN-23 (z obwodu briańskiego), 55 rakiet manewrujących Ch-101 i Ch-55SM (z bombowców Tu-95MS z obwodu wołgogradzkiego), 24 rakiet manewrujących Kalibr (znad Morza Czarnego, siedmiu rakiet manewrujących Iskander-K (z obwodów woroneskiego i rostowskieg), jednej rakiety manewrującej Ch-59/Ch-69 (z okupowanego obwodu ługańskiego) oraz 193 dronów Shahed 136/131 i dronów nieznanego typu (z Kurska, Primorsko-Achtarska, Orła, Briańska, Millerowa). Ukraińska obrona przeciwlotnicza zniszczyła jeden pocisk Iskander-M, 80 rakiet Ch-101/Ch-55SM/Kalibr/Iskander-K i 80 dronów. Sześć dronów poleciało w kierunku Rosji i Białorusi, a kolejne 105 zaginęło na Ukrainie w ramach walki elektronicznej. Prezydent Zełenski ogłosił, że 11 pocisków zostało przechwyconych przez samoloty F-16. Ministerstwo Obrony Rosji poinformowało, że wojsko rosyjskie użyło precyzyjnych pocisków dalekiego zasięgu i dronów na „krytycznie ważnych obiektach paliwowych i energetycznych na Ukrainie, które zapewniały funkcjonowanie kompleksu wojskowo-przemysłowego”.
Lokalne władze zgłosiły kilka eksplozji w mieście Odessa. W obwodzie tarnopolskim w wyniku masowego ataku Rosji doszło do pożaru obiektu infrastruktury krytycznej. Odnotowano także spadające szczątki w pobliżu budynków mieszkalnych, natomiast we wszystkich miastach regionu występowały problemy z dostawą prądu. W Bursztynie, wsi Demianów i szeregu miejscowości w obwodzie iwanofrankiwskim tymczasowo wstrzymano dostawy ciepła i ciepłej wody. Zgłoszono uszkodzenia lokalnej elektrowni. Gubernator Ołeh Siniehubow podał, że wojska rosyjskie ostrzelały wieś Myrne w rejonie berestyńskim w obwodzie charkowskim, w wyniku czego cztery osoby zostały ranne, w tym dwóch pracowników lokalnego przedsiębiorstwa. W wyniku ostrzału została uszkodzona infrastruktura cywilna.
Szef Centrum Zwalczania Dezinformacji Andrij Kowalenko poinformował, że w nocy w magazynie o powierzchni 5 tys. m² w Nowosybirsku wybuchł ogromny pożar i zawaliła się część dachu. W magazynie składowano różne towary, w tym produkty z tworzyw sztucznych. Spłonął jeden z ważniejszych obiektów wojskowych i strategicznych FR, który zapewniał działalność szeregu kluczowych gałęzi przemysłu, w tym infrastruktury energetycznej i produkcji urządzeń przeciwwybuchowych.
Minister obrony Bjørn Arild Gram ogłosił, że Norwegia będzie kontynuować szkolenie ukraińskich pilotów F-16 w ramach swojego wsparcia dla Ukrainy oraz przeniesie swoją bazę szkoleniową z Danii do Portugalii. Przedstawiciele Ukroboronpromu poinformowali, że w listopadzie ukraiński przemysł obronny rozpoczął montaż karabinów CZ Bren 2 na licencji. Umowa z Česká zbrojovka, która przewidywała lokalizację montażu, a następnie pełną produkcję NATO-wskich karabinów szturmowych na Ukrainie, została zawarta 16 lipca 2024 roku.
Szef Departamentu Bezpieczeństwa Środowiska i Ochrony Radiologicznej, Chemicznej i Biologicznej Dowództwa Sił Wsparcia SZ Ukrainy Artem Własiuk powiedział, że trzej ukraińscy żołnierze zginęli w wyniku zatrucia substancjami chemicznymi używanymi przez Rosjan podczas wojny. W sumie od początku inwazji do placówek medycznych wysłano ponad 2 tys. żołnierzy z objawami zatrucia o różnym stopniu nieznanymi lub znanymi substancjami chemicznymi, w tym toksycznymi substancjami drażniącymi.
Centrum wywiadu Estońskich Sił Obronnych stwierdziło, że armia rosyjska w dalszym ciągu posuwała się w kierunku Pokrowska i Kurachowego w obwodzie donieckim, podczas gdy armia ukraińska poczyniła postępy w pobliżu Kupiańska w obwodzie charkowskim. Armia rosyjska przejęła kontrolę nad Szewczenko, 4 km na zachód od Pokrowska. W ciągu ostatnich dwóch tygodni armia rosyjska poniosła ciężkie straty w tym rejonie, tracąc 3 tys. żołnierzy, a w miarę zbliżania się do Pokrowska liczba zabitych prawdopodobnie nadal będzie rosła. Wojska ukraińskie odniosły sukces w rejonie Kupiańska, niszcząc dwa rosyjskie przyczółki podczas przekraczania rzeki Oskoł.
Generał Keith Kellogg, nominowany przez prezydenta-elekta Donalda Trumpa na specjalnego wysłannika ds. Ukrainy i Rosji, powiedział, że w miarę zbliżania się inauguracji Trumpa w styczniu 2025 roku rozwiązanie wojny między Rosją a Ukrainą może być bliskie i zwiastuje potencjalne negocjacje pokojowe. „Naprawdę wierzę, że problem zostanie rozwiązany w ciągu najbliższych kilku miesięcy. Jedyną osobą, która może to zrobić, jest prezydent Donald Trump, i on to zrobi”.
Naczelny dowódca armii ukraińskiej generał pułkownik Ołeksandr Syrski, odwołał dowódcę Donieckiej Grupy Operacyjno-Taktycznej, Ołeksandra Łucenkę, wraz z generałem brygady Ołeksandrem Tarnawskim ze względu na niedawne postępy Rosji w kierunku Pokrowska.

### 14 grudnia
Według projektu DeepState „wróg zajął Wesełyj Haj, Elizawietiwkę, Romaniwkę, Nowotrojićke, Puszkine, a także nacierał na Kostantynopolsk, Suchi Jały, Szewczenko, koło Dalniego, Piszczan, Błahodatnego i Storożewa”. Ponadto armia rosyjska rozbudowywała przyczółek na zachodnim brzegu rzeki Oskoł w obwodzie charkowskim. Po zdobyciu Masiutiwki Rosjanie zaczęli posuwać się w stronę Dworicznej, która była stopniowo zajmowana.
Prezydent Wołodymyr Zełenski oświadczył, że pojawiły się pierwsze doniesienia o tym, że Rosjanie zaczęli wykorzystywać znaczną liczbę żołnierzy Korei Północnej do ataków w obwodzie kurskim. Wywiad ukraiński podał, że 13 grudnia 2024 roku jednostki północnokoreańskie zostały doprowadzone do stanu gotowości, co wskazywało na zamiar włączenia ich do działań wojennych. Wojska północnokoreańskie, walczące po stronie Rosji odnotowano także na kierunku Charkowa. Według doniesień do 14 grudnia zginęło ok. 200 rosyjskich i północnokoreańskich żołnierzy podczas walk z siłami ukraińskimi w obwodzie kurskim, a konkretnie w wyniku ataków dronów. Wywiad ukraiński stwierdził także, że bariera językowa utrudniała zarządzanie i koordynację działań w procesie rozmieszczania wojsk północnokoreańskich na froncie. W związku z tym żołnierze Korei Północnej otworzyli „ogień sojuszniczy” do czeczeńskiej jednostki Achmat w obwodzie kurskim, w wyniku czego zginęło ośmiu żołnierzy.
W ocenie ISW siły rosyjskie niedawno zrobiły postępy w obwodzie kurskim oraz w okolice Torećka, Pokrowska, Kurachowego i Robotynego.
W ciągu ostatnich kilku tygodni siły ukraińskie odzyskały utracone pozycje w pobliżu Wołczańska. Brytyjskie MON podało, że Rosja poczyniła dalsze postępy na południe od Pokrowska w obwodzie donieckim. Siły rosyjskie znajdowały się wówczas ok. 3 km od południowych obrzeży miasta po zajęciu wsi Szewczenko, która leży na skrzyżowaniu dwóch szlaków prowadzących do Pokrowska. Rosja prawdopodobnie będzie czynić postępy na kierunku Pokrowska, posuwając się jednocześnie na zachód i południe od miasta. Wojska rosyjskie najprawdopodobniej przecięły północno-wschodni szlak logistyczny Wełyki Nowosiłki, T-0518. Według doniesień na początku grudnia Ukraińcy odzyskali kontrolę nad wsią Nowyj Komar i w dalszym ciągu utrzymywali jedną trasę zaopatrzenia do Wełyki Nowosiłki z północy.
Według Sił Powietrznych Ukrainy siły rosyjskie zaatakowały Ukrainę przy użyciu 132 dronów Shahed 136/131, wystrzelonych z Kurska, Primorsko-Achtarska, Orła, Briańska i Millerowa. Ukraińska obrona przeciwlotnicza zniszczyła 58 dronów w obwodach czernihowskim, sumskim, kijowskim, połtawskim, czerkaskim, winnickim, odeskim, mikołajowskim, charkowskim, dniepropetrowskim i kirowohradzkim, dwa poleciały w kierunku Rosji, a kolejne 72 zaginęły na Ukrainie. Narodowa Policja poinformowała, że ok. 14:45 czasu lokalnego jedna osoba zginęła, a cztery zostały ranne, w tym dwóch policjantów, w eksplozji w centralnej dzielnicy Dniepru. SBU zaklasyfikowało incydent jako atak terrorystyczny i zatrzymała 37-letniego podejrzanego, który zdetonował improwizowany ładunek w pobliżu budynku Terytorialnego Centrum Rekrutacji i Wsparcia Społecznego. Funkcjonariusze ustalili, że ataku dokonał wcześniej skazywany 37-letni mieszkaniec regionu, Ruben Woskanian, którego okarżono o współpracę z rosyjskimi służbami specjalnymi. Ok. 4:00 nad ranem wojska rosyjskie ostrzelały wieś Biłozerka w obwodzie chersońskim. Zniszczono i uszkodzono kilka domów prywatnych.

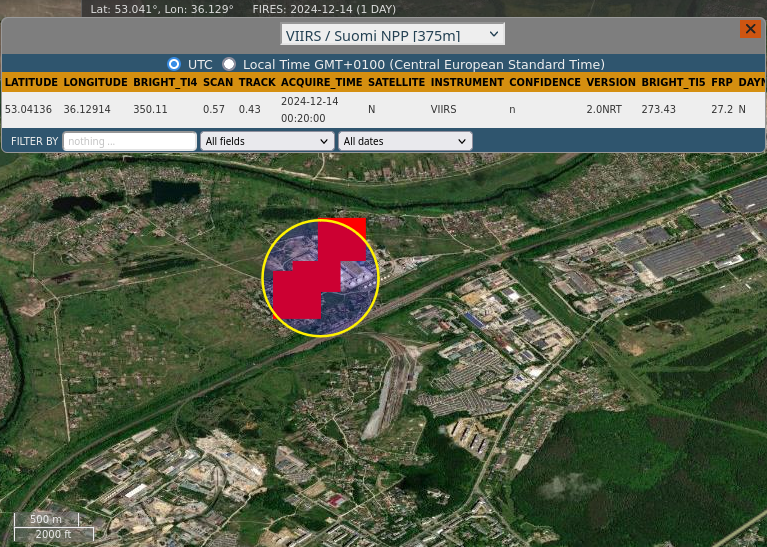
Zdjęcia NASA FIRMS pokazujące pożar z 14 grudnia 2024 roku o 22:48 (UTC) w składzie ropy w Orle.

SG Ukrainy podał, że ukraińskie drony zaatakowały i podpaliły skład ropy naftowej „Stal'noj Kon” w Orle, który jest częścią rosyjskiego kompleksu wojskowo-przemysłowego i dostarcza produkty naftowe armii rosyjskiej. Rosyjskie media społecznościowe poinformowały o eksplozjach, a gubernator potwierdził, że w wyniku „masowego ataku dronów” wybuchł pożar w „obiekcie infrastruktury”. Strona rosyjska podała, że zestrzelono 11 dronów.
Wywiad ukraiński przyznał się do dwóch ataków, podczas których m.in. podpalono myśliwiec Su-30 stacjonujący w Krymsku w Kraju Krasnodarskim (pożar doprowadził do całkowitego spalenia wyposażenia samolotu), a dzień wcześniej pożar w Krasnodarze „wyłączył z eksploatacji” trzy rosyjskie lokomotywy. Ponadto ukraiński wywiad i siły specjalne sabotowały linię kolejową w pobliżu Ołeksyjiwki w obwodzie zaporoskim, wysadzając tory i wykolejając pociąg, a drony podpalały kolejne wagony. Następnie rakiety HIMARS uderzyły w lokomotywę i ostatnie wagony. Na koniec dokończono niszczenie pociągu dodatkowymi uderzeniami dronów. W wyniku operacji zniszczono lokomotywę i 40 cystern z paliwem, a kluczowa linia kolejowa zaopatrująca Rosjan została wyłączona na dłuższy czas. Na południowej Ukrainie zniszczono także rosyjski system obrony powietrznej Tor i system radarowy 1RL131 Terek.
Minister obrony Serhij Bojew przeprowadził rozmowy z przedstawicielami ministerstw spraw zagranicznych Litwy, Łotwy, Estonii, Finlandii, Danii, Norwegii, Islandii i Szwecji, aby przedstawić plany pomocy wojskowej i finansowej dla Ukrainy w 2025 roku. Podczas spotkania strony przeanalizowały wyniki współpracy w 2024 roku i określiły priorytety pomocy dla Ukrainy w następnym roku. Bojew poinformował także delegatów o sytuacji na froncie, stwierdzając, że: „Kompleksowa obrona Ukrainy pozostawała naszym głównym zadaniem, a oprócz ustabilizowania sytuacji na froncie musimy być pewni wielkości pomocy na 2025 rok”. Bojew wyraził również wdzięczność krajom uczestniczącym w Misji Wsparcia Wojskowego Unii Europejskiej (EUMAM) za ich rolę w szkoleniu armii ukraińskiej i podkreślił możliwości krajowych producentów, wzywając do większej współpracy z krajami partnerskimi w celu zwiększenia zdolności produkcyjnych Ukrainy w zakresie obronności.

### 15 grudnia
Ministerstwo Obrony Rosji stwierdziło, że wojsko rosyjskie zajęły wsie Puszkino (położone na zachód od Sełydowego i na południe od Pokrowska) i Wesełyj Haj, jednak ISW stwierdziło, że miejscowości zostały zajęte już 13 grudnia 2024 roku. Siły rosyjskie stwierdziły, że zdobyły miejscowość Dworiczna, położone na zachód od rzeki Oskoł. Nagrania geolokalizowane pokazywały, że Rosjanie odbili wsie Nieczajew i Niżniaja Parowaja w obwodzie kurskim.Według DeepState wojska rosyjskie ponownie wkroczyły do wsi Nowyj Komar na kierunku Wremiwki w rejonie wołnowaskim w obwodzie donieckim. „Sytuacja pogorszyła się także w Nowym Komarze. (...) Konwój dziewięciu BWP i 1 czołgu przejechał przez pola na południe od Rozdolnego i spokojnie zrzucił co najmniej 50 ludzi”.
Według ISW siły rosyjskie przeprowadziły zmechanizowany atak wielkości batalionu w kierunku Siewierska po niedawnej zgłoszonej zmianie dowództwa sił rosyjskich działających w pobliżu miasta. Atak na Siewiersk wskazywał że siły rosyjskie wydawały się uczyć przeprowadzania skuteczniejszych ataków, ale wciąż były dalekie od przywrócenia manewrów na polu bitwy. Siły północnokoreańskie podobno stanęły w obliczu oczekiwanych trudności z wysokimi stratami i słabą komunikacją z siłami rosyjskimi w obwodzie kurskim, co prawdopodobnie zakłóci koordynację między personelem północnokoreańskim i rosyjskim oraz podważy rosyjskie operacje wojskowe. Tymczasem wojska rosyjskie posunęły się w kierunku Siewiersk, Torećka, Pokrowska i Wuhłedaru.
Sztab Ukrainy podał, że Rosja atakowała w kierunkach Charkowa, Kupiańska, Łymanu, Siewierska, Kramatorska, Torećka, Pokrowska, Kurachowego, Wremiwki, Zaporoża i Chersonia, gdzie doszło do 228 starć. W ciągu doby wojska rosyjskie przeprowadziły dwa ataki rakietowe, 36 nalotów i 170 ostrzały na pozycje ukraińskie i obszary zaludnione. Operacja w obwodzie kurskim trwała; wojska rosyjskie przeprowadziły 38 ataków na pozycje ukraińskie i przeprowadziły pięć nalotów, używając pięciu bomb lotniczych w regionie. Ukraińskie lotnictwo i artyleria przeprowadziły ataki na cztery miejsca koncentracji.
Siły Powietrzne Ukrainy poinformowały, że Rosjanie zaatakowali Ukrainę za pomocą pocisku przeciwlotniczego S-300 i 108 dronów Shahed 136/131, wystrzelonych z Kurska, Orła, Briańska i Millerowa. Ukraińska obrona przeciwlotnicza zestrzeliła 56 dronów w obwodach czernihowskim, sumskim, kijowskim, połtawskim, czerkaskim, chmielnickim, mikołajowskim, charkowskim, donieckim i dniepropetrowskim, trzy poleciały w kierunku Rosji, a kolejne 49 zaginęło na Ukrainie. W wyniku upadku zestrzelonych dronów w kilku regionach Ukrainy uszkodzone zostały obiekty infrastruktury, budynki mieszkalne, domy prywatne, samochody i mienie obywateli. Gubernator Witalij Kim podał, że o 6:57 dwie osoby zostały ranne, a infrastruktura w Mikołajowie uległa zniszczeniu w wyniku nocnego ataku rosyjskich dronów i rakiet.
Opozycyjny kanał na Telegramie „Niyso” stwierdził, że ok. 7:00 czasu lokalnego drony A22 Foxbat (według innych źródeł były to drony E-300 Enterprise) zostały użyte do ataku na cele w Groznym w Czeczenii, prawdopodobnie koszary „bazy OMON i Drugiego Pułku”, z których żołnierze wysyłani byli Ukrainę. Dowódca Drugiego Pułku Zamid Czalajew zaprzeczył atakowi dronów, mówiąc, że dron został zestrzelony. Przywódca Czeczenii Ramzan Kadyrow obiecał zemstę na Ukrainie poprzez wykonanie „uderzeń odwetowych” przeciwko koncentracjon personelu armii ukraińskiej. Ukraińska jednostka Sił Operacji Specjalnych uderzyła i zniszczyła przy pomocy dronów FPV cztery rosyjskie pojazdy opancerzone i 18 innych pojazdów.
Rosyjskie media „Mash” i „Baza” poinformowały, że dwa rosyjskie tankowce „Volgoneft 212” i „Volgoneft 239” zostały poważnie uszkodzone w Cieśninie Kerczeńskiej z powodu trudnych warunków pogodowych, a następnie zatonęły. Oba statki przewoziły na pokładzie ok. 4 tys. ton oleju opałowego. Pierwszy z nich miał na pokładzie 13 członków załogi, a drugi 14. Ministerstwo ds. Sytuacji Nadzwyczajnych Rosji oświadczyło, że wysłano śmigłowiec Mi-8 z ratownikami i że 13 marynarzy zostało ewakuowanych z Volgoneft-212, ale jeden z nich zginął.
Minister spraw zagranicznych Ukrainy Andrij Sybiha wezwał sojuszników do „przejścia od zamrożenia do konfiskaty” wobec zamrożonych rosyjskich aktywów. Oznaczałoby to wykorzystanie nie tylko zysków, ale także aktywów do wspierania obronności, stabilności i odbudowy Ukrainy. Sybiha stwierdził, że: „Zmuszanie agresora do zrekompensowania strat i szkód jest w pełni sprawiedliwe i uzasadnione”.
Nominowany na doradcę ds. bezpieczeństwa narodowego Mike Waltz powiedział w CBS News, że zespół prezydenta-elekta USA Donalda Trumpa dyskutuje, jak trwale zakończyć wojnę rosyjsko-ukraińską, a nie tylko ją „wstrzymywać”. Zapytany, czy przyszła administracja planuje ograniczyć sposób, w jaki Ukraina może używać amerykańskiej broni, Waltz odpowiedział, że „czek in blanco... po prostu nie jest strategią”, dodając, że takie kroki grożą przekształceniem konfliktu w „wieczną wojnę”. „Jak wygląda sukces zgodny z naszymi interesami? Jak zakończyć wojnę? Kto jest przy stole? Jak dociągniemy, no wiecie, wszystkie strony do stołu i jakie są ramy porozumienia? To są rzeczy, które zastanawiamy się nad jego fantastycznym zespołem, który on [Trump] tworzy”. Dodał, że od czasu reelekcji Trumpa jego zespół jest w kontakcie z europejskimi partnerami i Ukrainą w sprawie zakończenia tej wojny „w sposób, który przywróci stabilność, powstrzyma rzeź i, miejmy nadzieję, sprawi, że będzie to trwały koniec, a nie tylko przerwa”.

### 16 grudnia
Wywiad ukraiński stwierdził, że co najmniej 30 północnokoreańskich żołnierzy zostało zabitych i rannych podczas walk z ukraińskimi żołnierzami w obwodzie kurskim w dniach 14–15 grudnia. Po atakach w pobliżu wiosek Plechowo, Worobża i Martynowka, straty po stronie Korei Północnej musiały zostać uzupełnione przez „świeży personel” z 94 Brygady Samodzielnej Korei Północnej. Żołnierze 17 Oddzielnej Ciężkiej Brygady Zmechanizowanej Krzywego Rogu wraz z przyległymi oddziałami opublikowali nagranie przedstawiający klęskę północnokoreańskiej piechoty w obwodzie kurskim.
W opinii ISW siły ukraińskie odzyskały utracone pozycje w pobliżu Pokrowska, a wojska rosyjskie posunęły się w kierunku Czasiw Jaru, Kurachowego i Wełyki Nowosiłki oraz w obwodzie kurskim.
Sztab Ukrainy podał, że Rosja atakowała w kierunkach Charkowa, Kupiańska, Łymanu, Siewierska, Kramatorska, Torećka, Pokrowska, Kurachowego, Wremiwki, Zaporoża i Chersonia, gdzie doszło do 245 starć. W ciągu doby wojska rosyjskie przeprowadziły 24 naloty, 2202 ataki dronów i 141 ostrzałów na pozycje ukraińskie i obszary zaludnione. Operacja w obwodzie kurskim trwała; wojska rosyjskie przeprowadziły 68 ataków na pozycje ukraińskie, wystrzeliły 341 pocisków artyleryjskich i przeprowadziły sześć nalotów, używając 12 bomb lotniczych. Ukraińskie lotnictwo i artyleria przeprowadziły ataki na pięć miejsc koncentracji. Prezydent Wołodymyr Zełenski ogłosił, że od 9 do 15 grudnia 2024 roku Rosjanie użyli przeciwko Ukrainie prawie 630 bomb lotniczych, ok. 550 dronów szturmowych i ponad 100 rakiet.
Według ukraińskich Sił Powietrznych w nocy Rosja zaatakowała Ukrainę przy wykorzystaniu 49 dronów szturmowych Shahed 136/131 i dronów innego typu, wystrzelonych z Briańska i Orła. Ukraińska obrona przeciwlotnicza zniszczyła 27 dronów w obwodach czernihowskim, sumskim, czerkaskim, chmielnickim, charkowskim i dniepropietrowskim, a kolejne 19 zaginęło na Ukrainie w ramach walki elektronicznej.
Według doniesień rosyjski skład amunicji artyleryjskiej i moździerzowej został zniszczony przez ukraińskie drony w pobliżu wsi Markyne w obwodzie donieckim. Przechowywano tam tysiące amunicji do BWP, czołgów, przeciwpancernych pocisków kierowanych, min, granatów i miliony szt. amunicji różnych kalibrów. Zniszczony został również magazyn paliw i smarów znajdujący się obok składu amunicji.
Szef dyplomacji Unii Europejskiej Kaja Kallas, po spotkaniu ministrów spraw zagranicznych krajów członkowskich, potwierdziła, że UE będzie przekazywać Ukrainie 1,5 miliarda euro pomocy miesięcznie. Wcześniej Przewodniczący Rady Europejskiej António Costa powiedział, że od stycznia 2025 roku Ukraina będzie otrzymywać 1,5 mld euro miesięcznie z zamrożonych rosyjskich aktywów. Później Kallas stwierdziła, że do lutego 2025 roku UE przeszkoli 75 tys. ukraińskich żołnierzy, a w ramach misji szkoleniowej EUMAM przekaże Ukrainie wsparcie budżetowe w wysokości 4,2 mld euro. Premier Jonas Gahr Støre powiedział, że Norwegia przeznaczy 242 mln dolarów na wsparcie ukraińskiej marynarki wojennej i pomoże jej odstraszyć rosyjskie zagrożenia na Morzu Czarnym, chronić Ukraińców i infrastrukturę przed atakami rosyjskiej Floty Czarnomorskiej oraz chronić eksport zboża i innych produktów na morzu.
Dowódca Sił Systemów Bezzałogowych Wadym Sucharewski powiedział, że Ukraina posiada w swoim arsenale (opracowaną w kraju) broń laserową o nazwie „Tryzub” (Trójząb), poruszającą się z prędkością do 200 km/h. Na konferencji „Europejski przemysł obronny: perspektywy współpracy z ukraińskim przemysłem obronnym” stwierdził, że Ukraina jest piątym krajem, który „może powiedzieć, że ma laser”. „Dziś za pomocą tego lasera możemy zestrzelić samoloty na wysokości ponad 2 km”. Dodał także, że Ukraina kontynuuje skalowanie i wzmacnianie lasera. Ukraińska prawda podała, że prawie 100 nowych hybryd rakiet-dronów Peklo zostało wyprodukowanych na Ukrainie, gdy broń weszła do produkcji seryjnej.
Służba Bezpieczeństwa Ukrainy oskarżyła dowódcę rosyjskich wojsk obrony RCB, generała porucznika Igora Kiryłowa, zaocznie o wydanie rozkazu użycia broni chemicznej przeciwko ukraińskiej armii. Zaangażowany był w ponad 4,8 tys. przypadków użycia substancji trujących na froncie. Wielokrotnie twierdził, że Stany Zjednoczone prowadzą na Ukrainie tajne laboratoria biologiczne i że Ukraina pracuje nad „brudną bombą”, ale nie przedstawił żadnych dowodów na poparcie twierdzeń.
Odnosząc się do zaangażowania Korei Północnej w wojnę po stronie rosyjskiej, państwa G7 i Unii Europejskiej, a także Korea Południowa, Australia i Nowa Zelandia przestrzegły przed „niebezpieczną ekspansją” konfliktu, która ma „poważne konsekwencje” dla sytuacji bezpieczeństwa w Europie i Indo-Pacyfiku. Ponadto udział Korei Północnej narusza kilka rezolucji ONZ. Potępiono także wsparcie Rosji dla „programów nielegalnej broni, w tym broni masowego rażenia” Korei Północnej. Może to jeszcze bardziej pogorszyć napiętą sytuację na Półwyspie Koreańskim.
Minister obrony Andriej Biełousow ogłosił, że Rosja utworzy „wojska systemów bezzałogowych” w odpowiedzi na utworzenie przez Ukrainę Sił Systemów Bezzałogowych na początku 2024 roku.

### 17 grudnia

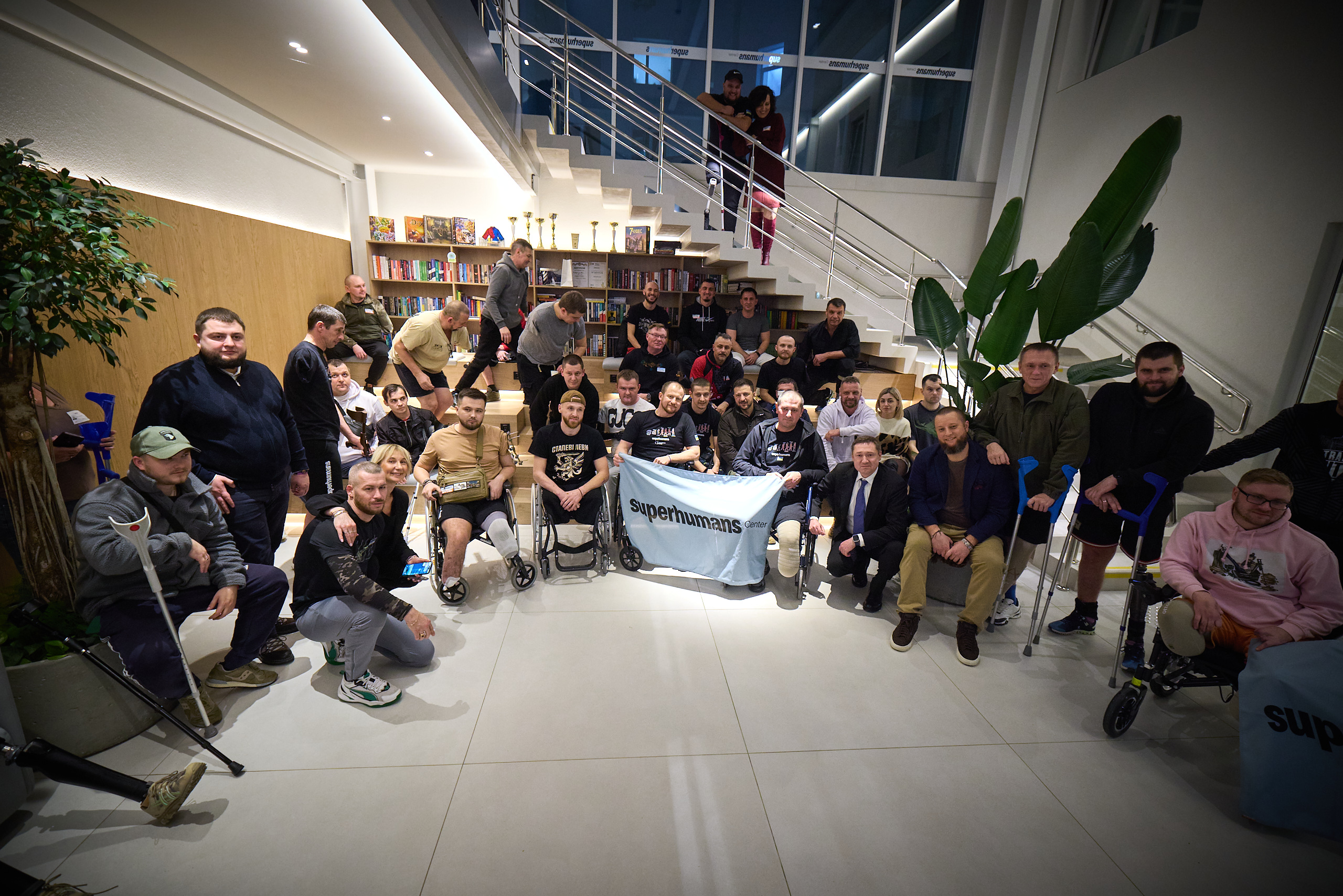
Prezydent Zełenski odwiedził Szpital Weteranów Wojennych i Centrum Protetyki i Rehabilitacji Superhumans we Lwowie.

Naczelny dowódca armii ukraińskiej generał Ołeksandr Syrski na posiedzeniu Ogólnoukraińskiego Kongresu Władz Lokalnych i Regionalnych ogłosił, że siły ukraińskie prowadziły aktywne działania bojowe na froncie o łącznej długości ponad 1170 km, a sytuacja na froncie pozostawała trudna. Według niego główne wysiłki sił ukraińskich skupiały się na utrzymaniu swoich pozycji i okupowanych obszarów. Najtrudniejsza sytuacja miała miejsce na kierunkach Pokrowska i Kurachowego. „Wróg znacznie zwiększył intensywność działań zaczepnych na kierunkach Kramatorska, Torećk i Wremiwki, gdzie próbował przebić się przez obronę naszych wojsk, ale bezskutecznie”. Sytuacja na południu Ukrainy również była napięta, ale pod kontrolą. Rosjanie prowadzili działania ofensywne o małej intensywności na kierunkach Orichiwa i Chersonia. Według DeepState wojska ukraińskie w Makariwce na południe od Wełyki Nowosiłki zostały prawie otoczone przez wojska rosyjskie. Analitycy ostrzegali, że sytuacja wokół miejscowości stawała się coraz bardziej krytyczna w miarę kontynuowania ataków wojsk rosyjskich. Ukraiński obserwator wojskowy stwierdził, że wojska rosyjskie zdobyły miasto Zełeniwka w obwodzie donieckim.
Siły Operacji Specjalnych Ukrainy podały, że w ciągu trzech dni walk w obwodzie kurskim zginęło 50 północnokoreańskich żołnierzy, a 47 kolejnych zostało rannych. Generał Syrski poinformował, że: „Już trzeci dzień siły rosyjskie prowadziły intensywne działania ofensywne w obwodzie kurskim, aktywnie wykorzystując jednostki północnokoreańskie. Północnokoreańscy najemnicy ponieśli już ciężkie straty”, dodając, że wojska ukraińskie utrzymywały obronę, niszcząc personel i sprzęt.
Według ISW siły rosyjskie zrobiły postępy w pobliżu Kupiańska, Torećka, Pokrowska, Wuhłedaru, Wełyki Nowosiłki i w obwodzie kurskim.
Sztab Ukrainy podał, że Rosja atakowała w kierunkach Charkowa, Kupiańska, Łymanu, Siewierska, Kramatorska, Torećka, Pokrowska, Kurachowego, Wremiwki, Zaporoża i Chersonia, gdzie doszło do 199 starć. W ciągu doby wojska rosyjskie przeprowadziły cztery ataki rakietowe, 51 nalotów, ok. 1800 ataków dronów i 89 ostrzałów na pozycje ukraińskie i obszary zaludnione. Operacja w obwodzie kurskim trwała; wojska rosyjskie przeprowadziły 49 ataków na pozycje ukraińskie, wystrzeliły ok. 500 pocisków artyleryjskich i przeprowadziły osiem nalotów, używając 10 bomb lotniczych. Ukraińskie lotnictwo i artyleria przeprowadziły ataki na sześć miejsc koncentracji.
Siły Powietrzne Ukrainy podały, że w nocy Rosja zaatakowała Ukrainę za pomocą 31 dronów Shahed 136/131 i dronów innego typu, wystrzelonych z Briańska i Orła. Ukraińska obrona przeciwlotnicza zestrzeliła 20 dronów w obwodach połtawskim, sumskim, kijowskim, żytomierskim i czerkaskim, a kolejne 10 zaginęło na Ukrainie. Jeden dron pozostawał w przestrzeni powietrznej Ukrainy. Upadek szczątków rosyjskich dronów odnotowano w czterech rejonach Kijowa.
Według doniesień nad ranem dowódca rosyjskich wojsk obrony RCB, generał porucznik Igor Kiryłow (54 lata), zginął wraz ze swoim adiutantem Ilją Polikarpowem w wyniku eksplozji ładunku wybuchowego w hulajnodze w Moskwie. Zamach zorganizowała Służba Bezpieczeństwa Ukrainy. Rosyjskie agencje podały, że ładunek wybuchowy, który zabił Kiriłowa i jego pomocnika, miał siłę wybuchu równą 300 g trotylu. FSB oświadczyła, że rosyjscy śledczy aresztowali podejrzanego 29-letniego obywatela Uzbekistanu, który przyznał się, że został „zwerbowany przez ukraińskie siły specjalne” do przeprowadzenia zabójstwa.
Według OSW Rosjanie zlikwidowali okrążony obszar na południe od Kurachowego i zajęli znaczną część centrum miasta oraz opanowali most wiodący na drugą stronę Zbiornika Kurachowskiego. Prawdopodobnie nie wszyscy żołnierze ukraińscy zdołali się ewakuować. Trwały walki o Uspeniwkę. Wraz z postępami Rosjan siłom ukraińskim w Kurachowem i na południowy zachód od niego groziło odcięcie. Pod ich kontrolą wciąż pozostawała główna i jedyna droga zaopatrzenia, prowadząca z obwodu dniepropetrowskiego; siły rosyjskie były 2 km na północ i 3,5 km na południe od niej. Niepowodzeniem zakończył się ukraiński kontratak mający odepchnąć wroga od Pokrowska, a siły agresora zajęły kolejne tereny na południe i południowy zachód od miasta. Bezpośrednio zagrożona była leżąca na zachód od Pokrowska główna kopalnia węgla koksującego, do której Rosjanom brakowało 5 km. Ze względu na rosyjski ostrzał jej właściciel, Metinvest, zdecydował o częściowym wstrzymaniu wydobycia. Rosjanie ponownie przecięli północną drogę zaopatrzenia zgrupowania ukraińskiego w okolicach Wełykiej Nowosiłki. O położoną przy trasie miejscowość Nowyj Komar trwały walki. Ukraińcom pozostawał dłuższy szlak z obwodu zaporoskiego, również zagrożony przecięciem. Wojska rosyjskie poczyniły dalsze postępy na południe i południowy zachód od Wełykiej Nowosiłki, a pod kontrolą Ukraińców znajdowały się już tylko dwie z ośmiu miejscowości odzyskanych w tym rejonie w trakcie kontrofensywy. Rosjanie zajęli także kolejne kwartały w centrum Czasiw Jaru i Torećka oraz poszerzyli posiadane tereny na południe od Kupiańska, zbliżając się do następnego węzła komunikacyjnego na rzece Oskoł, w Borowej. Kurczył się także kontrolowany przez Ukraińców obszar obwodu kurskiego; wówczas obejmował mniej niż 500 km². Rosjanie wyprowadzali ataki z czterech kierunków i praktycznie codziennie na jednym z nich odnotowali w ciągu ostatniego tygodnia postęp. Według wywiadu ukraińskiego 14 grudnia wróg zaczął wykorzystywać żołnierzy KRLD podczas walk w obwodzie kurskim.
Niemiecki koncern Rheinmetall otrzymał zamówienie na dostawę kolejnych 20 bojowych wozów piechoty Marder 1A3 na Ukrainę w ramach pomocy wojskowej. Zamówienie złożył w grudniu 2024 roku rząd Niemiec, który go sfinansuje. Nie ujawniono dokładnej wartości, ale zaznaczono, że jest to „dwucyfrowa liczba w milionach euro”. Dostawę tej partii wozów bojowych zaplanowano na pierwszą połowę 2025 roku. The New York Times podał, że Stanom Zjednoczonym może zabraknąć czasu na dostarczenie pozostałych 5,6 miliarda dolarów pomocy wojskowej dla Ukrainy przed objęciem urzędu przez Donalda Trumpa w styczniu 2025 roku. Amerykański urzędnik stwierdził, że: „Będziemy nadal realizować pakiety wypłat przez pozostałą część tej administracji, jednak 5,6 mld dolarów to znaczna kwota uprawnień, więc z pewnością przewiduję, że mogą pozostać uprawnienia, które zostaną przeniesione i będą dostępne do wykorzystania przez następną administrację”.
Według brytyjskiego Ministerstwa Obrony od początku inwazji Rosja straciła na Ukrainie ponad 3,6 tys. czołgów podstawowych i prawie 8 tys. pojazdów opancerzonych. Doprowadziło to do polegania na przestarzałym i źle utrzymanym sprzęcie z czasów radzieckich ze strategicznych magazynów. Sprzęt opancerzony jest wyciągany z magazynów, a tam, gdzie to możliwe, modernizowany i wysyłany na front. Zdjęcia satelitarne potwierdzały dużą redukcję składowanych pojazdów opancerzonych w bazach składowania czołgów w Arsienjewie, Buju i Ułan Ude od 2022 roku.
SBU zatrzymała na Ukrainie największą siatkę agentów rosyjskich specjalizujących się w „polowaniu” na F-16. Kontrwywiad wojskowy SBU zneutralizował siatkę agentów, która szpiegowała armię ukraińską w pięciu regionach jednocześnie. Zdemaskowano 12 rosyjskich agentów i ich informatorów. Część z nich to dezerterzy, którzy dobrowolnie opuścili jednostki sił ukraińskich, a gdy się ukrywali, zostali zwerbowani przez rosyjskie służby specjalne.
Szef Kancelarii Prezydenta Andrij Jermak powiedział, że rozmowy pokojowe między Ukrainą a Rosją będą możliwe dopiero wtedy, gdy Rosji zabraknie środków na prowadzenie wojny. „Chciałbym raz jeszcze podkreślić, że pomaga się tylko silnym, więc musimy pozostać silni. Prawdziwe negocjacje w sprawie trwałego pokoju rozpoczną się dopiero wtedy, gdy wróg nie będzie miał środków na kontynuowanie wojny. Jeśli Rosja nie zostanie zmuszona do zawarcia sprawiedliwego pokoju, nie będzie pokoju. Nastąpi przerwa, a Moskwa wykorzysta tę przerwę, aby przywrócić siły i kontynuować ofensywę”.

### 18 grudnia
Siły rosyjskie stwierdziły, że zdobyto miejscowości Daczenśke i Hihant w obwodzie donieckim. Ministerstwo Obrony Rosji stwierdziło, że wojska rosyjskie zajęły Stari Terny, jednak według ISW stało się to już 5 grudnia 2024 roku.
Według wyższego rangą urzędnika wojskowego USA kilkuset północnokoreańskich żołnierzy zostało rannych lub zabitych podczas walk z armią ukraińską w obwodzie kurskim, dodając, że jednostki Korei Północnej nie wydawały się zaprawione w walce, co prowadziło do dużych strat.
W opinii ISW siły rosyjskie poczyniły postępy w pobliżu Kupiańska, Kreminnej i Pokrowska. Ponadto rosyjskie Ministerstwo Obrony coraz częściej oszukiwało poborowych, aby podpisali kontrakty wojskowe na walkę na Ukrainie, prawdopodobnie w celu wygenerowania większej liczby sił szturmowych i utrzymania tempa rosyjskich operacji ofensywnych na Ukrainie.
Według Sił Powietrznych Ukrainy wojska rosyjskie zaatakowały terytorium Ukrainy za pomocą 81 dronów Shahed 136/131 i dronów innego typu, wystrzelonych z Briańska, Kurska, Millerowa i Orła. Ukraińska obrona przeciwlotnicza zniszczyła 51 dronów w obwodach połtawskim, sumskim, charkowskim, kijowskim, żytomierskim, chmielnickim, czerkaskim, kirowohradzkim, dniepropetrowskim i zaporoskim, a kolejne 30 zaginęło na Ukrainie w ramach walki elektronicznej. „Nie odnotowano żadnych trafień, nie otrzymano żadnych informacji o zniszczeniach ani ofiarach”.
Według p.o. gubernatora Jurija Slusara ok. 10 pocisków Storm Shadow zostało wystrzelonych w kierunku zakładu produkcyjnego „Kombinatu Kamieńskiego” w Kamieńsku Szachtyńskim w obwodzie rostowskim. Rosyjskie MON podało, że w ataku użyto sześciu rakiet ATACMS i czterech rakiet Storm Shadow, z których „zestrzelono wszystkie ATACMS i trzy Storm Shadows”, a jeden pocisk rzekomo odbił się od celu ataku. Siły rosyjskie próbowały zestrzelić rakiety, ale spadające szczątki uszkodziły domy we wsi Małaja Kamienka. Według doniesień zakład był używany do produkcji paliwa rakietowego do pocisków, w tym pocisków przeciwpancernych Kornet i rakiet balistycznych Iskander-M. „W wyniku upadku jednej rakiety w obwodzie rostowskim uszkodzony został budynek na terenie kombinatu”. Według rosyjskiego blogera wojennego Ilji Tumanowa helikopter Ka-52 został zestrzelony z powodu „ognia sojuszniczego”. Obydwaj członkowie załogi zginęli.
Minister spraw zagranicznych Penny Wong na konferencji prasowej podczas swojej wizyty w Kijowie poinformowała, że Australia przekaże 50 mln euro Europejskiemu Bankowi Odbudowy i Rozwoju na odbudowę Ukrainy. Minister spraw zagranicznych Andrij Sybiha powiedział, że całkowita wielkość pomocy Australii dla Ukrainy wyniosła ponad 1 miliard dolarów, z czego 880 milionów stanowiła pomoc wojskowa. Rada dyrektorów Banku Światowego zatwierdziła dotację dla Ukrainy na działalność w zakresie polityki rozwojowej w wysokości 2,05 miliarda dolarów, częściowo finansowaną z zysków z rosyjskich aktywów zamrożonych przez Stany Zjednoczone. Niemcy podjęły decyzję o przeniesieniu na własne terytorium centrum naprawy dużego ukraińskiego sprzętu wojskowego, utworzonego na Słowacji. Niemieccy urzędnicy stwierdzili, że Słowacja wielokrotnie wykazywała się „niezdarnością” w organizacji pracy centrum. Do kluczowych problemów należały różnice w interpretacji europejskich przepisów celnych oraz trudności w przeprowadzaniu większych napraw uszkodzonego sprzętu.
Minister obrony Rustem Umierow powiedział, że Ukraina dostarczyła żołnierzom na froncie ponad 200 tys. wyprodukowanych w kraju dronów, aby uzupełnić braki amunicji.
Prezydent Wołodymyr Zełenski spotkał się z prezydentem Francji Emmanuelem Macronem w Brukseli w Belgii, aby omówić możliwość wysłania wojsk pokojowych na Ukrainę, a także wzmocnienie zdolności obrony powietrznej, wyszkolenie większej liczby ukraińskich brygad i strategie osiągnięcia pokoju. Minister obrony Pål Jonson powiedział, że Szwecja nie „wyklucza możliwości” bezpośredniej fizycznej obecności na Ukrainie pośród rozmów o potencjalnym wysłaniu sił pokojowych.
Według śledztwa Bellingcat i Lloyd’s List Rosja dostarczała zboże, prawdopodobnie skradzione z okupowanej części Ukrainy, Huti, którzy kontrolują większość Jemenu. Taki wniosek wyciągnięto na podstawie badania tras przewozu statku „Zafar”, który w ostatnich miesiącach wykonał co najmniej dwa kursy z okupowanego Krymu do Jemenu.

### 19 grudnia
Materiały geolokalizowane pokazywały, że siły rosyjskie zdobyły Nowoiwanowkę w obwodzie kurskim, podczas gdy ukraiński obserwator wojskowy stwierdził, że Rosjanie zajęli miejscowości Rozdolne, Kostiantynopolśke, Suchi Jały i odbiły miasto Nowyj Komar, wszystkie położone w południowym obwodzie donieckim. Naczelny dowódca armii ukraińskiej Ołeksandr Syrski stwierdził, że w ciągu ostatnich kilku dni wojska rosyjskie zintensyfikowały ataki w kilku obszarach wzdłuż linii frontu, jednak nie udało im się jednak przedrzeć przez ukraińskie linie obronne. Określił sytuację na polu bitwy jako „niezwykle trudną”.
Ukraińskie Siły Operacji Specjalnych poinformowały, że zabito 12 żołnierzy Korei Północnej, a 20 kolejnych raniono, uniemożliwiając im natarcie w obwodzie kurskim. Według doniesień ukraińskie wojska ukraiński użyły dronów i granatnika Mk-19, aby odeprzeć próbę ataku północnokoreańskich żołnierzy. Poseł Korei Południowej Lee Sung-kwon powiedział, że północnokoreańscy żołnierze ponieśli ciężkie straty z powodu braku doświadczenia w walce z dronami i nieznajomości walki na otwartym terenie, w wyniku czego co najmniej 100 żołnierzy zginęło, a ponad 1000 zostało rannych podczas walk w obwodzie kurskim. W armii rosyjskiej panowało niezadowolenie z żołnierzy Korei Północnej, którzy nic nie wiedzą o dronach i stali się ciężarem. Dodał jednak, że Korea Północna może wysłać więcej wojsk do Rosji pomimo strat, prawdopodobnie w zamian za modernizację i ulepszenie broni konwencjonalnej Korei Północnej. Prezydent Wołodymyr Zełenski powiedział, że: „Próbowano utrzymać w tajemnicy obecność żołnierzy Korei Północnej, zakazano im nawet pokazywać twarz podczas szkolenia. Rosjanie próbowali usunąć wszelkie nagrania wideo potwierdzające ich udział w wojnie”, natomiast po walce z Ukraińcami armia rosyjska próbowała spalić twarze poległych żołnierzy KRLD, aby ukryć ich tożsamość.
Według ISW siły rosyjskie posunęły się w kierunku Kupiańska, Torećka, Kurachowego, Wuhłedaru, Wełyki Nowosiłki i Robotynego.
Siły Powietrzne Ukrainy ogłosiły, że w nocy (od godz. 20:00) armia rosyjska zaatakowała Ukrainę przy użyciu dwóch rakiet balistycznych Iskander-M (wystrzelonych z obwodu rostowskiego i Krymu), rakietą manewrującą Ch-59/Ch-69 (z obwodu kurskiego) oraz 85 dronów Shahed 136/131 i dronów innych typów (z Briańska, Kurska, Millerowa i Orła). Ukraińska obrona przeciwlotnicza zniszczyła 45 dronów w obwodach połtawskim, sumskim, charkowskim, kijowskim, chmielnickim, czernihowskim, czerkaskim, kirowohradzkim, dniepropetrowskim i mikołajowskim, a kolejne 40 zaginęło na Ukrainie. W wyniku ataku rakietowego w obwodzie sumskim i dniepropetrowskim uszkodzone zostały budynki prywatne, mieszkalne i mienie komunalne. Nie odnotowano ofiar. Władze regionalne podały, że wieczorem przeprowadzono atak rakietowy na Krzywy Róg, w wyniku którego sześć osób zostało rannych oraz zniszczono lub uszkodzono 2-piętrowy budynek mieszkalny trzy budynki mieszkalne, 17 domów prywatnych, 20 samochodów, placówkę społeczną i oddział szpitalny. Wicepremier ds. integracji europejskiej i euroatlantyckiej oraz minister sprawiedliwości Olha Stefaniszyna poinformowała, że Rosja przeprowadziła masowy cyberatak na rządowe strony internetowe, w tym nadzorowane przez Ministerstwo Sprawiedliwości.

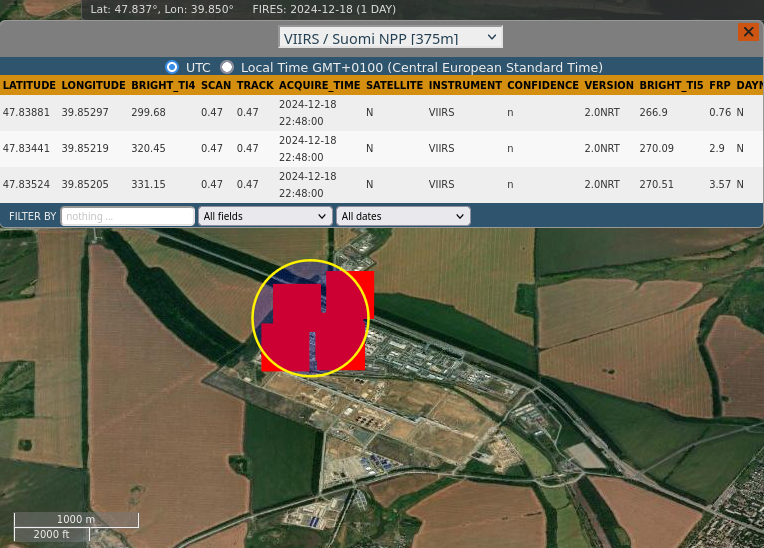
Zdjęcia NASA FIRMS pokazujące pożar z 18 grudnia 2024 roku o 22:48 (UTC) w rafinerii ropy naftowej w Nowoszachtyńsk.

P.o. gubernatora Jurij Slusar powiedział, że wczesnym rankiem w rafinerii ropy naftowej w Nowoszachtyńsku w obwodzie rostowskim wybuchł pożar po masowym ataku „ponad trzech tuzinów dronów” i trzech rakiet. Według niego rosyjska obrona przeciwlotnicza zestrzeliła siedem dronów nad regionem. Według SG Ukrainy rafineria (o możliwościach przerobu 7,5 mln ton ropy rocznie) w obwodzie rostowskim została zaatakowana przez ukraińskie drony i rakiety, w wyniku czego uszkodzono newralgiczne obszary przedsiębiorstwa, w tym jego główny komponent, instalację destylacji ropy naftowej „ЕЛОУ-АВТ-2.5”, która zapaliła się. W atak zaangażowane były SBU i Marynarka Wojenna, co wskazywało na użycie rakiet Neptun.
Minister obrony Wielkiej Brytanii John Healey ogłosił nowy pakiet pomocy wojskowej dla Ukrainy o wartości 283 milionów dolarów, który obejmował 116 mln dolarów na wsparcie Marynarki Wojennej, w tym małe łodzie, amunicję krążącą, drony rozpoznawcze, morskie i zwalczania min, 85,5 mln dolarów na systemy obrony powietrznej, w tym radary, pozorowany sprzęt lądowy i systemy walki elektronicznej przeciwko dronom, 32,7 mln dolarów na wsparcie i części zamienne do systemów wcześniej dostarczonych i 49 mln dolarów na dostarczenie ponad 1000 systemów walki elektronicznej przeciwko dronom. Minister obrony Troels Lund Poulsen ogłosił, że Dania przekazała Ukrainie 23. pakiet pomocy wojskowej o wartości ok. 281 milionów euro, którego celem było wzmocnienie ukraińskiej obrony powietrznej. W ramach pakietu Dania zapewniła także wkład finansowy w eksploatację ukraińskich myśliwców F-16. Ukraina i Rheinmetall podpisały kontrakt o wartości 9 milionów euro na dostawę „dziesiątek tys. modułów ładunków miotających dla artylerii 155 mm różnych typów”. Zostanie on zrealizowany w styczniu 2025 roku. Szwajcaria przeznaczały prawie 48,3 mln euro na pomoc Ukrainie w okresie zimowym, w tym na odbudowę zniszczonych budynków, naprawę infrastruktury i zaspokojenie pilnych potrzeb humanitarnych Ukraińców.
Prezydent Wołodymyr Zełenski wypowiedział się na konferencji prasowej w sprawie obniżenia wieku poborowych. „W kwestii [obniżenia wieku mobilizacyjnego]. Powiedz proszę, jeśli ktoś stoi przed tobą bez broni, jaka jest różnica, czy ta osoba ma 20 czy 30 lat? Nie ma różnicy. Partnerzy zwracają uwagę na możliwości fizyczne tego czy innego wojskowego, a my zwracamy uwagę na to, że mamy gołe brygady”.
Podczas podsumowania na koniec 2024 roku prezydent Władimir Putin został zapytany, czy żałuje „specjalnej operacji wojskowej”. Putin powiedział, że żałuje, że nie rozpoczął jej wcześniej, bliżej aneksji Krymu i że powinna zostać rozpoczęta z większym „przygotowaniem”.
Wiceminister obrony Wielkiej Brytanii Luke Pollard powiedział, że rosyjskie straty militarne podczas inwazji na Ukrainę przekroczyły 750 tys. rosyjskich żołnierzy i oczekuje się, że w ciągu sześciu miesięcy przekroczą 1 milion żołnierzy. „Jest wysoce prawdopodobne, że [Rosjanie] ponieśli znaczne straty w walce, osiągając jedynie ograniczone korzyści taktyczne”.

### 20 grudnia

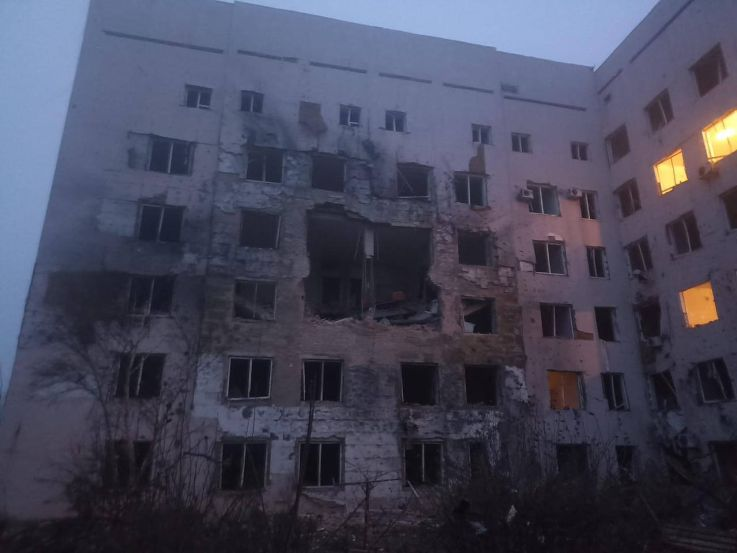
Chersońskie Regionalne Centrum Onkologiczne po wieczornum rosyjskim ataku dwoma bombami lotniczymi. Wcześniej było wielokrotnie atakowane przez drony.

Ukraińskie zgrupowanie „Chortyca” poinformowało, że wojska ukraińskie wycofały się z Uspeniwki i Trudowego w obwodzie donieckim po „ciężkich bitwach obronnych”, dodając, że: „Naczelny dowódca postanowił wycofać jednostki Sił Obronnych z tego obszaru, aby uniknąć okrążenia”. „Jednostki, które od dawna toczyły ciężkie bitwy obronne z przeważającymi siłami, wykonały niezbędne manewry, aby uniknąć okrążenia i kontynuować wykonywanie zadań na osi Kurachowe–Kostiantynopolśke”. Według DeepState Rosja przegrupowywała się na nowo zdobytym obszarze i atakowała w kierunku odcinka Szewczenko–Andrijiwka. Gubernator Ołeksandr Prokudin powiedział, że w nocy ukraińscy żołnierze odepchnęli rosyjskie grupy dywersyjne i rozpoznawcze, które próbowały nacierać w kierunku Chersonia.
W ocenie ISW armia ukraińska po raz pierwszy przeprowadziła atak lądowy na froncie bez użycia piechoty. 13 Brygada Chartia zniszczyła rosyjskie pozycje w rejonie Łypci na północ od Charkowa wyłącznie za pomocą lądowych pojazdów bezzałogowych i dronów FPV, co podkreślało ciągłe wysiłki Ukrainy na rzecz wykorzystania innowacji technologicznych podczas operacji lądowych. Tymczasem siły rosyjskie posunęły się w obwodzie kurskim, niedaleko Kupiańska, w obrębie Torećka i w kierunku Wuhłedaru.
Według Sił Powietrznych Ukrainy w nocy Rosja zaatakowała ukraińskie terytorium przy użyciu rakiety balistycznej Iskander-M (wystrzelonej z obwodu rostowskiego, rakiety manewrującej Ch-59/Ch-69 (z obwodu kurskiego) oraz 65 dronów Shahed 136/131 i dronów innych typów (z Briańska, Millerowa, Orła, Primorsko-Achtarska). Ukraińska obrona przeciwlotnicza zniszczyła 40 dronów w obwodach kurskim, połtawskim, sumskim, kijowskim, czernihowskim, czerkaskim, dniepropetrowskim i zaporoskim, a kolejne 20 zaginęło na Ukrainie. Prywatne budynki mieszkalne, instytucje medyczne, magazyny i gospodarstwa rolne w obwodach dniepropetrowskim, sumskim, kijowskim i charkowskim ucierpiały w wyniku nocnego ataku.
Mer Witalij Kłyczko powiedział, że ok. 7:00 rano czasu lokalnego miał miejsce rosyjski atak rakietowy na Kijów, w którym zginęła jedna osoba, a 12 zostało rannych. Według Sił Powietrznych Ukrainy wystrzelono pięć rakiet balistycznych Iskander-M/KN-23 (z obwodów woroneskiego i briańskiego) i trzy rakiety hipersoniczne Kindżał (z samolotu MiG-31K). Wcześniej miasto zostało zaatakowane przez drony, które zostały zneutralizowane na podejściu do niego. Według doniesień wszystkie rakiety zostały zestrzelone, ale ich szczątki spadły i spowodowały szkody w pięciu rejonach. Uszkodzonych zostało wiele budynków biurowe, mieszkalnych i innych oraz sieci ciepłownicze, gazociągi i samochody oraz wybuchło kilka pożarów. Uszkodzony został także kościół Świętego Mikołaja oraz budynek, w którym mieściły się ambasady Portugalii, Argentyny, Albanii i Czarnogóry. Z powodu awarii magistrali ciepłowniczej w rejonie hołosijiwskim bez ogrzewania było 630 budynków mieszkalnych, 16 placówek medycznych, 17 szkół i 13 przedszkoli. Z kolei MON Rosji ogłosiło atak na centrum dowodzenia SBU, biuro projektowe „Łucz” i stanowisko systemu przeciwlotniczego Patriot, dodając, że wszystkie obiekty zostały trafione. Według resortu była to odpowiedź na ukraiński atak rakietami ATACMS i Storm Shadow z 18 grudnia na zakłady chemiczne w obwodzie rostowskim.
Według lokalnych władz w nocy siły rosyjskie przeprowadziły masowy nalot na Chersoń i jego przedmieścia, celując w obszary mieszkalne i krytyczną infrastrukturę. Jedna osoba zginęła, a co najmniej dziewięć zostało rannych. Według Ołeksandra Prokudina poranne naloty na obiekty infrastruktury krytycznej w obwodzie chersońskim spowodowały ich uszkodzenie i pozbawienie 60 tys. abonentów dostępu do prądu. Gubernator Iwan Fedorow poinformował, że cztery osoby zostały ranne, w 12-letni chłopiec, w wyniku ataku dronów na Zaporoże. Rosjanie ostrzeliwali rejony wasylkowski i połohowski. Wieczorem wojska rosyjskie przeprowadziły atak dwiema bombami lotniczymi, które uderzyły w Regionalne Centrum Onkologii w Chersoniu.
P.o. gubernatora Aleksander Chinsztejn stwierdził, że co najmniej sześć osób zginęło, w tym dziecko, a osiem kolejnych zostało rannych, w tym nastolatek w ukraińskim ataku rakietowym HIMARS na Rylsk w obwodzie kurskim. Podczas ataku kilka samochodów stanęło w płomieniach, a wiele budynków zostało poważnie uszkodzonych. Wywiad ukraiński poinformował, w zeszłym tygodniu na lotnisku Ostafiewo w obwodzie moskiewskim eksplodowała jednostka napędowa rosyjskiego samolotu transportowego An-72.
Prezydent-elekt Stanów Zjednoczonych Donald Trump zaoferował utrzymanie amerykańskiego wsparcia dla Ukrainy w formie dostaw broni, jeśli sprzymierzone z USA państwa europejskie zwiększą swoje budżety obronne do 5% swojego produktu krajowego brutto (PKB). Międzynarodowy Fundusz Walutowy, w oparciu o wyniki szóstej rewizji Wzmocnionego Mechanizmu Finansowego (EFR), zapewnił Ukrainie ok. 1,1 miliarda dolarów.
Dowództwo Koordynacyjne ds. Traktowania Jeńców Wojennych poinformowało, że Ukraina przy pomocy SBU, MSW, DSNS i armii ukraińskiej, a także Międzynarodowego Komitetu Czerwonego Krzyża dokonała repatriacji ciał 503 żołnierzy, którzy zginęli podczas walk z siłami rosyjskimi.
Służba Bezpieczeństwa Ukrainy zaocznie oskarżyła zastępcę szefa Sztabu Generalnego Rosji generała pułkownika Aleksieja Kima o wydanie rozkazu przeprowadzenia 24 sierpnia 2024 roku ataku rakietowego na hotel „Szafir” w Kramatorsku, w którym zginęli i zostali ranni członkowie agencji Reuters. Aleksiej podpisał rozkaz o przeprowadzeniu ataku rakietą balistyczną Iskander-M na hotel oraz jest podejrzany o wszczęcie wojny napastniczej i naruszenie prawa wojennego.

### 21 grudnia
W ocenie ISW siły rosyjskie posunęły się naprzód w obwodzie kurskim oraz w pobliżu Pokrowska i Kurachowego, z kolei wojska ukraińskie odzyskały utracone terytorium w pobliżu Pokrowska. Brytyjskie MON podało, że rosyjska kontrofensywa przeciwko kontrolowanemu przez Ukrainę wybrzuszeniu w obwodzie kurskim trwała, a w ostatnim tygodniu odnotowano taktyczne zyski w zakresie kontroli terytorialnej. W północno-zachodnim obszarze siły rosyjskie posunęły się do 4 km na południowy wschód wzdłuż frontu o długości ok. 4 km, walcząc o wieś Krugleńkoje. W południowo-wschodnim obszarze Rosjanie posunęli się na zachód ok. 2 km od Plechowa i pozostawali w pobliżu obrzeży Machnowki, ok. 3 km na północ. Siły ukraińskie kontrolowały ok. 480 km² terytorium Rosji, w porównaniu z ok. 510 km² tydzień temu i najwyższym punktem 800–900 km² w sierpniu 2024 roku. Ostatnia utrata terytorium jest prawdopodobnie spowodowana rosyjskimi kontratakami prowadzonymi przez piechotę morską, siły powietrznodesantowe i wojska KRLD.
Siły Powietrzne Ukrainy podały, że w nocy Rosjanie zaatakowali obwód połtawski za pomocą pocisku przeciwlotniczego S-400 (wystrzelonego z okupowanego obwodu donieckiego) oraz terytorium Ukrainy przy użyciu 113 dronów Shahed 136/131 i dronów innych typów (z Briańska, Millerowa, Orła, Kursk, Primorsko-Achtarska i Berdiańska). Ukraińska obrona przeciwlotnicza zniszczyła 57 dronów w obwodach połtawskim, sumskim, charkowskim, kijowskim, czernihowskim, czerkaskim, żytomierskim, chmielnickim, donieckim, dniepropetrowskim i zaporoskim, a kolejne 56 zaginęło na Ukrainie. W obwodzie zaporoskim i charkowskim zestrzelone drony uszkodziły domy prywatne i wieżowce oraz mienie i samochody obywateli.
Według doniesień wczesnym rankiem donoszono o eksplozjach w rosyjskim mieście Soczi, podczas gdy obrona przeciwlotnicza przechwyciła ukraińskie drony. Według lokalnych mieszkańców, od 5:50 czasu lokalnego słyszano od 7 do 10 eksplozji, które „rozbijały okna i uruchamiały alarmy samochodowe”. Władze rosyjskie poinformowały o zniszczeniu 19 dronów nad czterema obwodami i Morzem Czarnym. Według prezydenta Rustama Minnichanowa nad ranem odnotowano osiem ataków dronów w Tatarstanie, z których jeden uderzył w teren przemysłowy (prawdopodobnie w kazańską fabrykę prochu), inny prawdopodobnie został zestrzelony nad rzeką, a sześć uderzyło w obszary mieszkalne w dzielnicach sowieckiej, kirowskiej i priwołżskiej. Kompleks mieszkalny „Azure Skies” w Kazaniu został trafiony przez dwa ukraińskie drony, powodując pożar na górnych piętrach. Zgłoszono również uszkodzenie lokalnego budynku administracyjnego. Przestrzeń powietrzna w regionie została zamknięta na czas nieokreślony, co spowodowało opóźnienia 23 lotów. Rosyjscy urzędnicy stwierdzili, że zniszczyli drony w tym rejonie.
Polska przekazała Charkowskiemu Narodowemu Uniwersytetowi Spraw Wewnętrznych dwa śmigłowce Mi-8 i jeden Bell 412HP, gdzie będą one wykorzystywane do szkolenia pilotów. Holandia wraz ze swoimi partnerami zainwestowała ponad 200 mln euro w „Mechanizm Talliński”, którego głównym zadaniem jest wzmocnienie bezpieczeństwa cyfrowego Ukrainy.
Sztab Generalny Ukrainy, odnosząc się do raportu The Guardian, w którym stwierdzono, że wysoko wykwalifikowani specjaliści obrony powietrznej byli przenoszeni do ról piechoty, co osłabiało ukraińskie zdolności obrony powietrznej, oświadczył, że te doniesienia były „niewiarygodne i nieprawdziwe”, dodając, że chociaż niektórzy żołnierze z jednostek tylnych (m.in. personel sił bezpieczeństwa czy grup ogniowych) zostali przeniesieni na stanowiska bojowe, nie obejmuje to specjalistów obrony powietrznej mających za „zadanie ochrony nieba Ukrainy”.

### 22 grudnia
Ministerstwo Obrony Rosji stwierdziło, że wojska rosyjskie zajęły wsie: Łozowa w obwodzie charkowskim, Sonciwka i Daczenśke koło Kurachowego oraz Krugleńkoje w obwodzie kurskim.
Według ISW wojska ukraińskie odzyskały utracone pozycje w zachodnim obwodzie zaporoskim, a siły rosyjskie posunęły się w pobliżu Kupiańska, Torećka i Pokrowska oraz w obwodzie kurskim. Korea Północna prawdopodobnie przekazała Rosji co najmniej cztery dodatkowe rakiety balistyczne.
Według ukraińskich Sił Powietrznych wojska rosyjskie zaatakowały obwód chersoński przy użyciu rakiety balistycznej Iskander-M (wystrzelonej z Krymu) oraz terytorium Ukrainy za pomocą 103 dronó Shahed 136/131 i dronów innych typów (z Briańska, Millerowa, Orła, Kursk, Primorsko-Achtarska i Berdiańska). Ukraińska obrona przeciwlotnicza zniszczyła 52 drony w obwodach połtawskim, sumskim, charkowskim, kijowskim, czernihowskim, czerkaskim, kirowohradzkim, żytomierskim, dniepropetrowskim, chersońskim, mikołajowskim i zaporoskim, jeden poleciał w kierunku Białorusi, a kolejne 44 zaginęły na Ukrainie. W wyniku rosyjskiego ataku w obwodach chersońskim, mikołajowskim, czernihowskim, sumskim, żytomierskim i kijowskim zostały uszkodzone prywatne przedsiębiorstwa i budynki mieszkalne. Wrak drona spadł na wieżowiec w Browarach, gdzie wybuchł pożar. Ponadto w obwodzie czernihowskim uszkodzony został budynek administracyjny w wyniku spadających szczątków.
Gubernator Serhij Łysak podał, że wojska rosyjskie 10-krotnie zaatakowały (artylerią i dronami) rejon nikopolski, w wyniku czego 35-letni mężczyzna został ranny. W wyniku ataków odnotowano zniszczenia lokalnej infrastruktury, w tym instytucji religijnej. Ponadto Rosjanie zaatakowali hromady Marganiec i Czerwonohryhoriwka, gdzie uszkodzono dom prywatny, budynek gospodarczy i gazociąg.
Gubernator Andriej Kłyczkow poinformował, że w nocy miał miejsce „masowy” ukraiński atak dronów wymierzony w skład ropy naftowej w pobliżu Orła w obwodzie orłowskim, powodując pożar. Skład jest ważnym obiektem logistycznym, który wspiera grupy wojsk rosyjskich w kilku regionach jednocześnie. Kłyczkow stwierdził, że obrona przeciwlotnicza zestrzeliła 20 dronów nad obwodem orłowskim. Nie zgłoszono żadnych ofiar ani obrażeń. Mieszkańcy Orła donosili o 10–15 stłumionych eksplozjach i jasnych błyskach z okolicy składu ropy.
Ambasador Ukrainy w Polsce Wasyl Bodnar powiedział, że do Legionu Ukraińskiego w Polsce wpłynęło ponad 1000 wniosków, podkreślając zdecydowane wsparcie Polski dla podstawowego szkolenia wojskowego, a następnie szkolenia specjalistycznego opartego na roli żołnierza. Po przeszkoleniu rekruci są przydzielani do odpowiednich jednostek wojskowych na Ukrainie, gdzie działają pod bezpośrednim dowództwem.
Armia południowokoreańska podała, że Korea Północna przygotowywałą się do rozmieszczenia dodatkowych żołnierzy i broni, w tym dronów kamikaze, aby pomóc Rosji w jej wojnie przeciwko Ukrainie; „Kompleksowa ocena wielostronnych wywiadów pokazuje, że Korea Północna przygotowuje się do rotacji lub zwiększenia rozmieszczenia wojsk [w Rosji], zaopatrując ją w 240 mm wyrzutnie rakiet i 170 mm artylerię samobieżną. Istnieją również pewne oznaki, że [Północ] zacznie produkować i dostarczać drony kamikadze, co po raz pierwszy ujawniono podczas listopadowej inspekcji Kim Dzong Una”.
Nowo wybrany prezydent Stanów Zjednoczonych Donald Trump planuje spotkać się z rosyjskim prezydentem Władimirem Putinem. Trump stwierdził, że: „Jedną z rzeczy, które chcę zrobić i to szybko, jest spotkanie się z prezydentem Putinem, który powiedział, że chce się ze mną spotkać tak szybko, jak to możliwe. Musimy więc na to poczekać, ale musimy zatrzymać tę wojnę”. Zaktualizowany scenariusz bazowy Międzynarodowego Funduszu Walutowego (IMF) dla Ukrainy przewiduje zakończenie wojny pod koniec 2025 roku, natomiast scenariusz negatywny przewiduje jej zakończenie w połowie 2026 roku.
Agencja TASS podała, że premier Słowacji Robert Fico spotkał się na Kremlu z prezydentem Putinem. Fico stał się trzecim europejskim przywódcą, który udał się do Rosji od rozpoczęcia inwazji, po kanclerzu Austrii Karlu Nehammerze i premierze Węgier Viktorze Orbánie. Premier Fico i prezydent Putin rozmawiali o tranzycie gazu, wojnie na Ukrainie i standaryzacji „wzajemnych relacji” na linii Rosja–Słowacja. Spotkanie było „odpowiedzią” na odmowę prezydenta Zełenskiego przedłużenia tranzytu rosyjskiego gazu do Unii Europejskiej przez Ukrainę (umowa wygasa 31 grudnia 2024 roku). „Putin potwierdził gotowość FR do kontynuowania dostaw gazu na Zachód i Słowację, co jest praktycznie niemożliwe biorąc pod uwagę pozycję prezydenta Ukrainy po 1 stycznia 2025 roku”.

### 23 grudnia
Ministerstwo Obrony Rosji stwierdziło, że wojska rosyjskie zajęła wieś Storożewe w obwodzie donieckim w pobliżu Wełykiej Nowosiłki. Według DeepState jednym z najbardziej krytycznych obszarów było sektor wremiwski, w rejonie Wełyki Nowosiłki, Wremiwki i Makariwki na południu obwodu donieckiego, gdzie Rosjanie przeprowadzili 18 ataków. Według doniesień Rosjanie otoczyli jednostki SZ Ukrainy w Makariwce. Ukraiński obserwator Konstantin Maszowets zauważył, że oprócz tego wojsko rosyjskie zajęło cały obszar Wełyki Nowosiłki od wschodu i zajęło wsie Nowyj Komar i Rozdolne bardziej na północy, a „w związku z tym trudno będzie utrzymać samą Wełykę Nowosiłkę, a broniąca się armia ukraińska na południe od niej była generalnie w BARDZO TRUDNEJ sytuacji”. Służba prasowa ukraińskiego Zgrupowania „Chortyca” zaprzeczyła jakoby Ukraińcy zostali otoczeni w Makariwce, nazywając tę informację niezweryfikowaną i błędną. Ponadto wojska rosyjskie posuwały się w stronę Kurachowego, kontynuując okrążanie miasta. Według DeepState wojsko rosyjskie niemal całkowicie kontroluje Kurachowe.
Prezydent Wołodymyr Zełenski stwierdził, że według wstępnych szacunków siły północnokoreańskie poniosły straty „przekraczające 3 tys. osób” podczas walk w obwodzie kurskim.
Według ISW siły rosyjskie stopniowo posuwały się na południe i południowy zachód od Pokrowska, ale nie było jasne, czy Rosjanie będą w stanie wykorzystać te postępy do otoczenia miasta, czy też zamierzają posunąć się do granicy administracyjnej obwodu donieckiego. Dowództwo wojskowe prawdopodobnie podzieliło odpowiedzialność za kierunek Pokrowska pomiędzy 2 i 41 Armię Ogólnowojskową Centralnego Okręgu Wojskowego. Zmniejszona skuteczność bojowa wojsk rosyjskich może spowalniać tempo rosyjskiego postępu w kierunku Pokrowska, a zwiększone straty rosyjskich pojazdów opancerzonych w ciągu ostatniego roku, głównie wśród rosyjskich jednostek i formacji, które brały udział w walkach na pierwszej linii frontu przez większość 2024 roku, mogą mieć wpływ na tempo postępu w niektórych sektorach linii frontu. Tymczasem siły rosyjskie posunęły się w kierunku Kupiańska, Torećka, Wuhłedaru, Wełyki Nowosiłki i w obwodzie kurskim.
Siły Powietrzne Ukrainy podały, że Rosja zaatakowała Ukrainę przy wykorzystaniu 72 dronów Shahed 136/131 i dronów innego typu, wystrzelonych z Briańska i Orła. Ukraińska obrona przeciwlotnicza zestrzeliła 47 dronów w obwodach połtawskim, sumskim, charkowskim, kijowskim, czernihowskim, czerkaskim, żytomierskim, chmielnickim i odeskim, a kolejne 23 zaginęły na Ukrainie w ramach walki elektronicznej. W wyniku rosyjskiego ataku dronów w obwodach chmielnickim i kijowskim zostały uszkodzone prywatne przedsiębiorstwa i domy. Według wstępnych danych nie było ofiar, a rannym udzielono pomocy. W obwodzie chmielnickim uszkodzony został sprzęt w przedsiębiorstwie, a jedna osoba została ranna. W obwodzie kijowskim w wyniku spadających szczątków dronów uszkodzone zostały cztery domy prywatne i linia energetyczna.
Wywiad ukraiński poinformował, że „tajemniczy pożar” spowodował szkody o wartości 16 milionów dolarów w fabryce w Specjalnej Strefie Ekonomicznej Jełabuga w republice Tatarstanu, która produkowała części do dronów Shahed 136. Szacowano, że jej zapasy obejmowały 65 kadłubów dronów oraz silniki, systemy nawigacyjne i kamery termowizyjne do produkcji 400 kolejnych dronów. Szef Centrum Zwalczania Dezinformacji przy RBNiO Ukrainy Andrij Kowalenko powiedział, że lotnisko Millerowo w obwodzie rostowskim zostało zaatakowane oraz było słychać strzały i eksplozje. Lotnisko to stanowi bazę dla lotnictwa, które realizuje zadania wsparcia rosyjskiej piechoty operującej na wschodzie i południu Ukrainy. Media społecznościowe również potwierdzały atak dronów. M.in. rosyjski kanał na Telegramie „Astra”, powołując się na oświadczenie p.o. gubernatora Jurija Slusara, podał, że „nie było ofiar” w wyniku ataku w Millerowie, który rozpoczął się o 21:00 czasu lokalnego. Rosjanie stwierdzili, że zestrzelono nad miastem osiem dronów.
Według OSW Rosjanie kontynuowali atak w zachodnim obwodzie donieckim i zajęli kolejne miejscowości na południe i południowy zachód od Pokrowska oraz na południowy zachód od Kurachowego, gdzie Ukraińcy wycofali się na północny brzeg rzeki Suchi Jały. Zajęcie Uspeniwki de facto uniemożliwiło przyjście z pomocą Ukraińcom pozostałym na terenach odciętych przez wroga. Wojska rosyjskie zbliżyły się od południa i południowego zachodu do Wełykiej Nowosiłki, a według części źródeł do przecięcia ostatniej drogi zaopatrzenia zgrupowania ukraińskiego w rejonie tego miasta z obwodu zaporoskiego pozostawało kilkaset metrów. Rosjanie utworzyli przyczółek na prawym brzegu rzeki Oskoł na północ od Kupiańska. Trwały walki o węzeł drogowy Dworiczna; systematyczne poszerzanie tego przyczółku i postępy w Dworicznej wskazywały, że mające miejsce w poprzednich tygodniach próby lądowania Rosjan na prawym brzegu Oskołu miały charakter rozpoznawczy, a ich celem było sprawdzenie możliwości przeprowadzenia desantu. 20 grudnia doszło do zmasowanego ostrzału artyleryjskiego Chersonia, gdzie celem była m.in. logistyka Ukraińców. Ostrzał stanowił prawdopodobnie operację osłonową, która pozwoliła Rosjanom ponownie zająć pozycje nad brzegiem Dniepru w rejonie zniszczonego mostu Antonowskiego. Wojska rosyjskie zaktywizowały się także na wyspach w ujściu Dniepru na południe od Chersonia. Wojska rosyjskie odzyskały kontrolę nad kolejnymi miejscowościami w obwodzie kurskim, co utrudniało zaopatrzenie jednostek ukraińskich w północnej części zajmowanych przez nie terenów. Zajęły także kolejne kwartały w Czasiw Jarze i Torećku, gdzie walki uliczne miały toczyć się ze szczególnym natężeniem. Rosja poczyniła postępy też na pozostałych kierunkach. Ukraińcy odzyskali wcześniej zajmowane pozycje na południe od wsi Kamjanśke w obwodzie zaporoskim.
Niemcy przekazały Ukrainie kompleks rakiet przeciwlotniczych IRIS-T SLM (średniego zasięgu) wraz z rakietami i IRIS-T SLS (krótkiego zasięgu) oraz dwie wyrzutnie Patriot. Ponadto pakiet obejmował 15 czołgów Leopard 1A5, dwa działa przeciwlotnicze Gepard, 30 pojazdów MRAP, haubicę samobieżną PzH 2000, 12 pojazdów opancerzonych z systemami obrony kinetycznej, dwa radary TRML-4D, pociski AIM-9L/I-1 Sidewinder, amunicję do czołgów Leopard 1 i 2, 120 granatników GMW, 52 tys. pocisków 155 mm, 65 tys. amunicji dla Gepardów, 30 dronów Vector, 24 drony RQ-35 Heidrun, 14 dronów Hornet XR, pięć systemów samoobrony śmigłowców AMPS, 45 skuterów nurkowych, 12 ciężarówek Zetros i osiem cystern Zetros. Włoski rząd wydał dekret zezwalający na dalsze dostawy środków, materiałów i sprzętu na Ukrainę w celu wsparcia jej wysiłków wojennych przeciwko Rosji do końca 2025 roku. Europejski Bank Inwestycyjny podał, że przekazał ukraińskiemu operatorowi sieci energetycznej 89,5 mln dolarów na ochronę ukraińskiej infrastruktury energetycznej przed atakami dronów.
Nowo mianowany komisarz UE ds. obrony i przestrzeni kosmicznej Andrius Kubilius powiedział, że oczekuje się, że Unia Europejska wyprodukuje ok. 2 milionów pocisków artyleryjskich w 2025 roku, dodając, że tylko 20–25% broni dostarczanej przez UE była produkowana w Unii, a pozostała część jest kupowana ze źródeł zewnętrznych. Podkreślił, że zwiększenie produkcji broni w UE zależy od zamówień rządów europejskich, które były wówczas niewystarczające, a bez długoterminowych kontraktów z producentami obronnymi Europa prawdopodobnie nie zwiększy produkcji broni i amunicji dla Ukrainy w nadchodzących latach.
Ambasador Ukrainy w Polsce Wasyl Bodnar poinformował, że pierwsza jednostka Legionu Ukraińskiego, ochotniczej brygady formowanej i szkolonej w Polsce, wyjechała na Ukrainę. Szkolenie pierwszych legionistów będzie kontynuowane na ukraińskich poligonach wojskowych.
Rosyjski statek towarowy „Ursa Major” zatonął u wybrzeży Hiszpanii po eksplozji w zachodniej części Morza Śródziemnego. Uratowano 14 członków załogi, a dwóch marynarzy uważano za zaginionych. Statek przewoził dwa dźwigi samojezdne Liebherr 420 dla portu we Władywostoku oraz dwa 45-tonowe luki do budowy nowego lodołamacza nuklearnego projektu 10510. „Ursa Major” był obsługiwany przez spółkę zależną rosyjskiego koncernu obronnego „Oboronlogistika”, który podlegał zachodnim sankcjom od 2022 roku oraz stanowił filar rosyjskiego szlaku zaopatrzeniowego do syryjskiego Tartusu, bazy rosyjskiej floty we wschodniej części Morza Śródziemnego.

### 24 grudnia
Materiały geolokalizacyjne pokazywały, że wojska rosyjskie zajęły wsie Storożewe i Makariwka w obwodzie donieckim. Rosjanie stwierdzili również, że zdobyto wsie Ukrainka i Nowoołeniwka w pobliżu Pokrowska. Rzecznik Południowego Dowództwa armii ukraińskiej Władysław Wołoszyn powiedział, że wojska rosyjskie prawdopodobnie starały się zdobyć przyczółek na zachodnim brzegu rzeki Dniepr lub jedną z wysp, aby przenieść tam siłę ognia w celu ostrzału Chersonia i ukraińskich jednostek znajdujących się w strefie przybrzeżnej. Siły rosyjskie przeprowadzały 5–7 ataków małych grup piechoty w tym rejonie każdego dnia, aby „wykryć słabości w obronie Ukrainy”. „Wróg przeprowadził podobne ataki na Wyspę Kozacką i przez kilka dni z rzędu [siły rosyjskie] próbowały wylądować na Wyspie Potiomkinowskiej, a wcześniej próbowały wylądować na południowej wyspie Zabycz”, jednak te działania nie były próbą „dużego ataku lub sforsowania rzeki Dniepr”.
W ocenie ISW siły rosyjskie posunęły się w kierunku Pokrowska, Torećka, Wuhłedaru, Wełykiej Nowosiłki oraz w obwodzie kurskim. Wiceprzewodniczący Rady Bezpieczeństwa Rosji Dmitrij Miedwiediew oświadczył, że w 2024 roku kontrakty na służbę wojskową z rosyjskim Ministerstwem Obrony podpisało 440 tys. osób.
Według Sił Powietrznych Ukrainy siły rosyjskie zaatakowały Ukrainę przy użyciu 60 dronów Shahed 136/131 i dronów innego typu, wystrzelonych z Briańska, Millerowa i Primorsko-Achtarska. Ukraińska obrona przeciwlotnicza zniszczyła 36 dronów nad obwodami połtawskim, sumskim, charkowskim, kijowskim, czernihowskim, zaporoskim, dniepropietrowskim i chmielnickim, a kolejne 23 zaginęły na Ukrainie w ramach walki elektronicznej. Jeden dron pozostawał w przestrzeni powietrznej Ukrainy, na północy obwodu czernihowskiego.
Gubernator Serhij Łysak powiedział, że Rosja zaatakowała rakietą balistyczną 4-piętrowy budynek mieszkalny w Krzywym Rogu w obwodzie dniepropetrowskim, w wyniku czego jedna osoba zginęła, a co najmniej 15 zostało rannych. Gubernator Ołeksandr Prokudin poinformował, że ok. 14:00 w Chersoniu w wyniku zrzucenia materiałów wybuchowych z drona zginął 72-letni mężczyzna. Gubernator Łysak podał, że w nocy i nad ranem wojska rosyjskie atakowały obwód dniepropetrowski za pomocą dronów, artylerii i wyrzutni rakietowych Grad, w wyniku czego uszkodzone zostały budynki mieszkalne, linie energetyczne i samochody. Nie odnotowano ofiar ani rannych.
P.o. szefa administracji wojskowej Mykoła Matwijenko powiedział, że prorosyjski szef Berdiańska w obwodzie zaporoskim Wasyl Niechet został ranny w zamachu bombowym na samochód. Samochód Necheta eksplodował na podwórku przed domem. Rosyjski bezzałogowy samolot Zala uszkodził rosyjski samolot Su-25 (z 960 Pułku Lotnictwa Szturmowego) nad obwodem donieckim. Na nagraniu filmowym było widać uszkodzoną część dziobową samolotu.
Łotewska Służba Podatkowa podała, że Łotwa przekazała Ukrainie ok. 612 samochodów o łącznej wartości 2,25 mln euro, skonfiskowanych pijanym kierowcom, a część z nich trafi do jednostek wojskowych. Premier Denys Szmyhal powiedział, że uzyskał pożyczkę w wysokości 1 miliarda dolarów z zamrożonych przez Stany Zjednoczone rosyjskich aktywów.
Minister obrony Rustem Umierow powiedział, że rząd zatwierdził uchwałę o uproszczeniu zakupu rodzimych dronów i elektronicznego sprzętu bojowego, zapewniając szybszy, bardziej przejrzysty i efektywny proces, a dowódcy wojskowi będą mogli kupować odpowiedni sprzęt bez skomplikowanych zezwoleń biurokratycznych.
Ukraiński projekt DeepState, będący interaktywną mapą przedstawiającą sytuację i działania bojowe sił ukraińskich i rosyjskich, zawiesił współpracę z powodu nieporozumień politycznych z armią ukraińską. Według informacji serwisu wojska rosyjskie zamknęły okrążenie wokół Makarivki w obwodzie donieckim, ale siły ukraińskie zdementowały tę informację. Wobec tego deputowana Mariana Bezugła stwierdziła, że projekt rzekomo może zostać zamknięty, z kolei sami analitycy DeepState stwierdzili, że „niestety, nie wszyscy głównodowodzący lubią prawdę i to jest przykre”.

### 25 grudnia

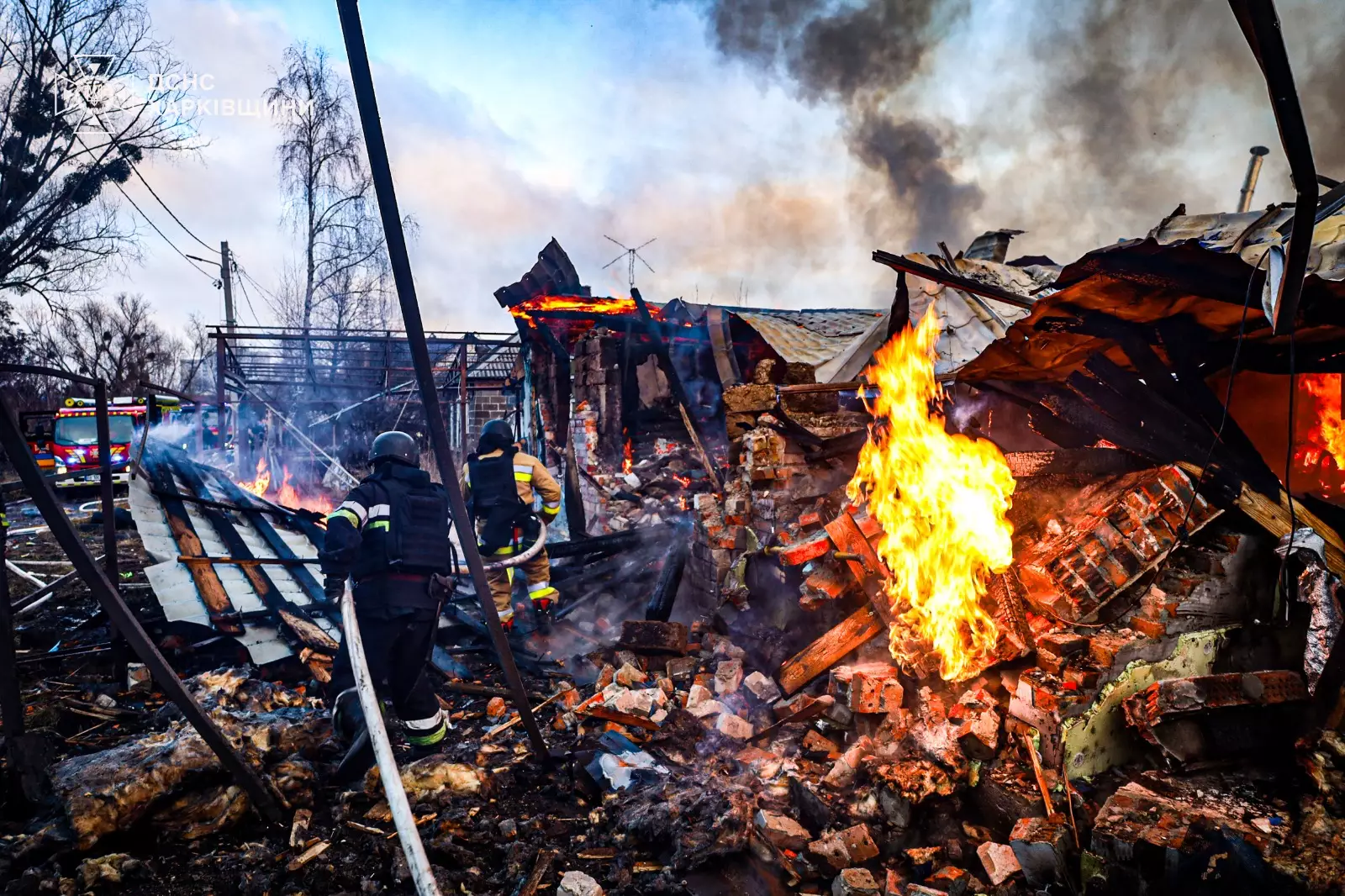
Zniszczenia w Charkowie w wyniku porannego zmasowanego rosyjskiego ataku na obwód charkowski przy użyciu rakiet i dronów. Według wstępnych danych sześć osób zostało rannych.

Siły rosyjskie stwierdziły, że zdobyły wieś Zahryzowe w pobliżu rzeki Oskoł w obwodzie charkowskim. Ukraińskie zgrupowanie „Chortyca” ogłosiło, że siły ukraińskie utraciły część pozycji na kierunku Kurachowego, gdzie Rosjanie prowadzili aktywne działania szturmowe. W zabudowie miejskiej miasta, w rejonach Dalnego, Dachnego i Uspeniwki, rosyjskie grupy szturmowe w dalszym ciągu próbowały przedostać się na ukraińskie pozycje. „Poszczególne stanowiska Sił Obronnych zostały utracone. Wróg w dalszym ciągu gromadzi siły do dalszych ataków”. Rzeczniczka Operacyjno-Taktycznego Zgrupowania „Ługańsk” Anastazja Bobownikowa powiedziała, że wojska rosyjskie zaczęły używać sprzętu wojskowego w pobliżu Torećka i Czasiw Jaru w obwodzie donieckim. Walki z użyciem opancerzonych pojazdów bojowych, motocykli i łazików miały miejsce we wsi Nelipiwka na południe od Torećka. „Nie widzieliśmy tego wcześniej, ale teraz wróg stał się bardziej aktywny”. Rzeczniczka określiła sytuację w Torećku jako „najtrudniejszą”, dodając, że: „Walka toczy się o każdy dom. Musicie zrozumieć, że gdzieś [Rosjanie] mogą posunąć się o jeden dom, a dosłownie następnego dnia już odbijamy ten dom”.
Siły Powietrzne Ukrainy podały, że w nocy, w Boże Narodzenie, Rosja przeprowadziła zmasowany atak rakietowy i dronów, wystrzeliwując w kierunku Ukrainy 184 obiekty powietrzne i atakując obiekty sektora paliwowo-energetycznego. Podczas ataku wykorzystano dwie rakiety balistyczne KN-23 (wystrzelone z obwodu woroneskiego), 10 rakiet przeciwlotniczych S-300/S-400 (z obwodu biełgorodzkiego), 12 rakiet manewrujących Kalibr (z Morza Czarnego), 50 rakiet manewrujących Ch-101/Ch-55 (z bombowców strategicznych Tu-95MS z obwodu wołgogradzkiego i znad Morza Kaspijskiego), cztery rakiety manewrujące Ch-59/Ch-69 (z samolotów taktycznych z obwodu biełgorodzkiego) oraz 106 dronów Shahed 136/131 i dronów innego typu (z Briańska, Millerowa, Orła i Primorsko-Achtarska). Ukraińska obrona przeciwlotnicza zniszczyła 113 celów powietrznych, w tym 55 rakiet Ch-101/Ch-55/Kalibr, cztery rakiety Ch-59/Ch-69 i 54 drony, a kolejne 52 drony zaginęły na Ukrainie w ramach walki elektronicznej; 42 rakiety zestrzelono w samym obwodzie dniepropietrowskim. Rosja zaatakowała ukraińskie obiekty energetyczne w obwodzie charkowskim, donieckim, kijowskim, kirowohradzkim, dniepropetrowskim, połtawskim, żytomierskim, iwanofrankiwskim i zaporoskim.
Rosyjski atak rakiet i dronów spowodował śmierć jednej osoby w obwodzie dniepropetrowskim oraz powszechne przerwy w dostawach prądu, m.in. bez ogrzewania pozostawało 500 tys. abonentów, czyli 2677 domów w obwodzie charkowskim, odpowiednio 55 i 100 domów w Dnieprze i Zełenodolśku w obwodzie dniepropetrowskim oraz 81 budynków mieszkalnych w obwodzie iwanofrankiwskim. Prezydent Maia Sandu powiedziała, że rosyjska rakieta Ch-101 naruszyła przestrzeń powietrzną Mołdawii podczas zmasowanego ataku na Ukrainę oraz potępiła takie działania, określając je jako wyraźne naruszenie prawa międzynarodowego i w pełni poparła Ukrainę. Kanał na Telegramie podał, że rosyjski pocisk wleciał w rumuńską przestrzeń powietrzną, jednak MON Rumunii stwierdziło, że te doniesienia nie zostały potwierdzone. Polskie Dowództwo Operacyjne podało, że wysłano myśliwce w odpowiedzi na zagrożenie ze strony rosyjskich rakiet na zachodniej Ukrainie.
Ukraińskie Centrum Komunikacji Strategicznej ogłosiło, że armia ukraińska zaatakowała za pomocą wyrzutni HIMARS stanowisko dowodzenia rosyjskiej 810 Gwardyjskiej Brygady Piechoty Morskiej, znajdujące się w opuszczonym budynku cywilnym w Lgowie w obwodzie kurskim (ok. 70 km od granicy z Ukrainą). Centrum Komunikacji Strategicznej Ukrainy podało, że w ataku zginęło 18 osób, w tym zastępca dowódcy jednostki, podpułkownik Salim Pasztow i pozostali członkowie sztabu. Według p.o. gubernatora Aleksandra Kinszteina, Ukraina zaatakowała obiekty cywilne i infrastrukturę w mieście, zabijając cztery osoby i raniąc pięć kolejnych. Według doniesień drony SBU uderzyły w magazyn amunicji na poligonie Kadamowski w pobliżu Nowoczerkaska w obwodzie rostowskim, w wyniku czego został doszczętnie zniszczony. Armia rosyjska wykorzystywała go do dostarczania amunicji oddziałom w kierunku Kramatorska. P.o. gubernator Jurij Ślusar stwierdził, że w nocy zniszczono cztery drony, które rzekomo zaatakowały rejony młynowski i tarasowski w regionie. Ministerstwo Obrony Rosji poinformowało, że obrona przeciwlotnicza rzekomo przechwyciła 59 dronów nad obwodami biełgorodzkim (26), woroneskim (23), kurskim (1), briańskim (1), tambowskim (1) i nad Morzem Azowskim (1). Według doniesień drony próbowały zaatakować lotnisko wojskowe „Baltimore” (ok. 175 km. od Ukrainy, gdzie stacjonuje 47 Pułk Lotnictwa Bombowego 105 Dywizji Lotnictwa Mieszanego) w obwodzie woroneskim, nad którym zestrzelono kilka dronów. „Nie było ofiar, lotnisko nie zostało uszkodzone”.
Lokalne władze poinformowały, że jedna osoba zginęła, gdy dron rozbił się w 4-piętrowym centrum handlowym, powodując pożar we Władykaukazie, w Osetii Północnej-Alanii. Szef regionu Machmud-Ali Kalimatow powiedział, że wczesnym rankiem kolejny dron został zestrzelony w Małgobek w Inguszetii, nie powodując żadnych szkód ani obrażeń. W Groznym w Czeczenii doszło do eksplozji w wyniku ataku dronów. Według opozycyjnego kanału na Telegramie „Niyso”, w pobliżu bazy 2 Pułku MSW im. Achmata Kadyrowa odnotowano co najmniej cztery eksplozje. Według urzędników czeczeńskich wszystkie drony zostały zestrzelone.
Ukraińscy urzędnicy stwierdzili, że samolot Embraer 190 linii Azerbaijan Airlines, lecący z Baku do Groznego, został zestrzelony przez rosyjską obronę przeciwlotniczą po tym, jak został pomylony z dronem podczas ataku na Grozny. Samolot został uszkodzony i zamiast awaryjnie lądować na najbliższym lotnisku, został wysłany do Kazachstanu. Uszkodzenia wraku wskazywały na obecność rakiety przeciwlotniczej, prawdopodobnie Pancyr-S1. W wyniku lądowania samolotu na lotnisku w Aktau zginęło 38 osób, a 29 zostało rannych z 67 znajdujących się na pokładzie. Osoby prowadzące śledztwo powiedziały agencji Reuters, że nikt nie podejrzewa celowego zestrzelenia samolotu. Jednak na podstawie ustalonych faktów rząd Azerbejdżanu oczekiwałby, że strona rosyjska przyzna się do zestrzelenia samolotu.
Prezydent Ukrainy Zełenski stwierdził, że rząd Japonii podjął decyzję o przekazaniu Ukrainie dodatkowych 3 miliardów z zamrożonych rosyjskich aktywów. W rozmowie telefonicznej z premierem Shigeru Ishibą prezydent Zełenski podziękował także za zatwierdzoną przez japoński parlament dodatkową pomoc, z której środki zostaną przeznaczone na sprzęt energetyczny i budowę schronów.
Ministerstwo Obrony Ukrainy ogłosiło, że dron „Szczedryk” produkcji ukraińskiej został dopuszczony do użytku wojskowego. Składa się ze stanowiska sterowania i zdalnie sterowanego drona wyposażonego w ciche silniki elektryczne. Ma zwiększoną odporność na walkę elektroniczną oraz może działać zarówno w dzień, jak i w nocy oraz wykonywać zadania, gdy panuje silny wiatr, mróz lub upał.

### 26 grudnia

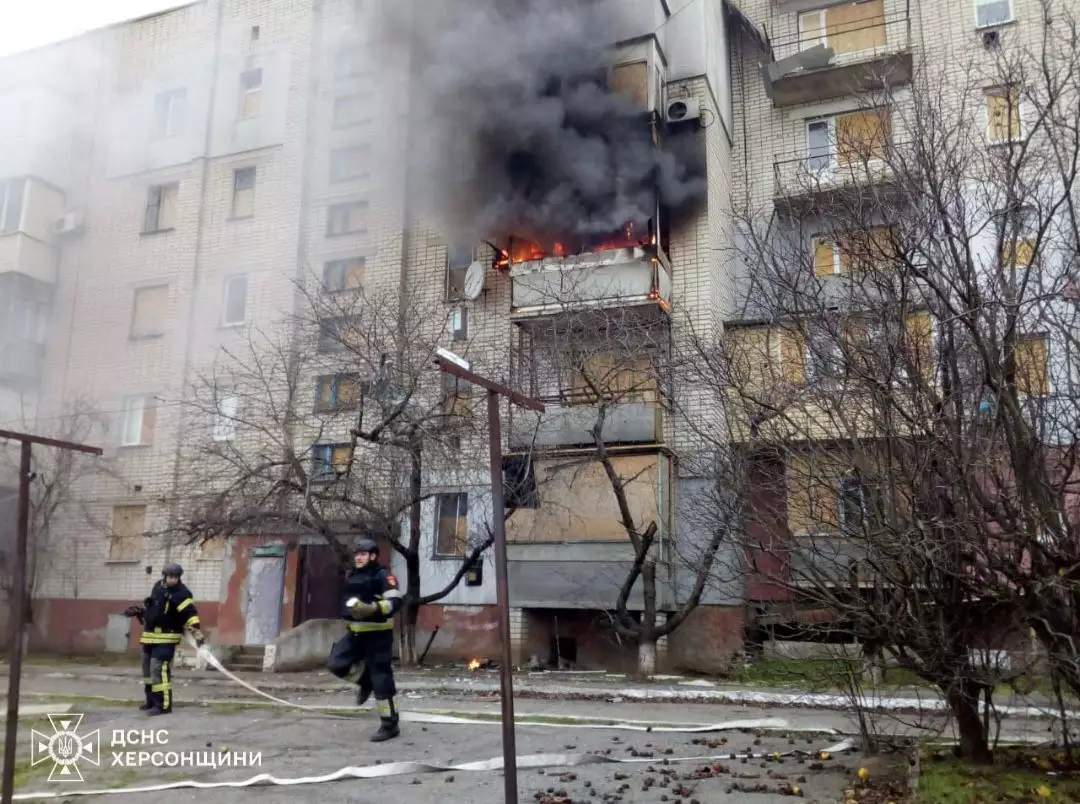
Pożar w Biłozerce spowodowany rosyjskim ostrzałem.

Gubernator Ołeksandr Prokudin powiedział, że rosyjskie grupy sabotażowe próbowały zdobyć przyczółek i zwiększyły liczbę ataków w obwodzie chersońskim. „Obserwujemy wzrost aktywności wroga. Rozumiemy miejsca, w których mogą lądować wrogie grupy desantowe, a [ukraińskie] Siły Obronne były gotowe je zniszczyć”. Stwierdził, że ataki „nie były rzadkie”, a rosyjscy żołnierze regularnie próbowali zdobyć przyczółek na zachodnim brzegu Dniepru, jednak żadna z prób nie powiodła się. Rosyjskie grupy dywersyjne próbowały codziennie zdobyć przyczółek na wyspach w pobliżu Chersonia lub na zachodnim brzegu rzeki, dodając, że „wszyscy dywersanci zostali wyeliminowani”.
Ukraiński wywiad poinformował, że północnokoreańskie wojska rozmieszczone w rosyjskim obwodzie kurskim w dalszym ciągu ponosiły ciężkie straty oraz miały poważne problemy logistyczne, w tym brak dostępu do wody pitnej w wyniku działań bojowych. Natomiast armia rosyjska w dalszym ciągu dostarczała amunicję i żywność żołnierzom Korei Północnej, aby utrzymali swoje pozycje i wznowili operacje szturmowe.
W ocenie ISW w ostatnich dniach siły rosyjskie prawdopodobnie przedarły się do granic administracyjnych Kurachowego w obwodzie donieckim i je zajęły, po dwóch miesiącach zintensyfikowanych ofensyw mających na celu zajęcie miejscowości i wyeliminowanie ukraińskiego wystającego punktu na północ i południe od niej. Rosyjscy blogerzy wojenni twierdzili, że jednostki rosyjskiej 5 Brygady Strzelców Zmotoryzowanych podniosły flagę nad zachodnią częścią miasta. W tym samym czasie jednostki 110 i 114 Brygady Strzelców Zmotoryzowanych oraz 20 i 150 Dywizji Strzelców Zmotoryzowanych prowadziły ofensywę wzdłuż północnej i południowej flanki Kurachowego. Jednakże Rosjanie mogą mieć trudności z szybkim postępem dalej na zachód od Kurachowego wzdłuż autostrady H-15 Kurachowe–Pokrowskie, jeśli wojska ukraińskie zdecydują się bronić w Elektrociepłowni Kurachowskiej, a siły rosyjskie nie zdołają oskrzydlić ukraińskich pozycji w elektrowni w pobliżu Dachnego lub Ułaki. Ukraińcy posunęli się naprzód w pobliżu Torećka, a siły rosyjskie w pobliżu Kupiańska, Torećka, Pokrowska i Wełykiej Nowosiłki.
Ukraińskie Siły Powietrzne poinformowały, że w nocy Rosjanie zaatakowali Ukrainę 31 dronami Shahed 136/131 i dronami innych typów, wystrzelonych z Orła. Ukraińska obrona przeciwlotnicza zniszczyła 20 dronów w obwodach charkowskim, kijowskim, czernihowskim i dniepropietrowskim, a kolejne 11 zaginęło na Ukrainie w ramach walki elektronicznej. Nad ranem wojska rosyjskie zaatakowały dronami rynek centralny w Nikopolu w obwodzie dniepropetrowskim. Państwowa Służba Ratunkowa poinformowała, że w wyniku ataku osiem osób zostało rannych, w tym jedna była w stanie krytycznym.
Ukraińskie Centrum Komunikacji Strategicznej podało, że ukraińskie lotnictwo uderzyło w fabrykę paliwa do pocisków balistycznych w Kamieńsku Szachtyńskim w obwodzie rostowskim. Kanał na Telegramie „Crimean Wind” poinformował, że ok. 17:00 ukraiński dron morski uszkodził rosyjski holownik „Fedor Uryupin”, zacumowany w zatoce w pobliżu Czornomorskiego na Krymie.
Ukraińska Prokuratura Generalna aresztowała dowódcę plutonu z 211. Brygady Mostów Pontonowych. Oficerowi, prawdopodobnie Władysławowi Pastuchowi, postawiono zarzut „nadużycia władzy przez funkcjonariusza wojskowego”, co wynikało z zarzutów, że „bił i poniżał podwładnych”, będących pod jego rozkazami. Według urzędników oskarżony rzekomo pobił co najmniej trzech żołnierzy podczas służby na linii frontu w okresie od lutego do maja 2024 roku.
Szef wydziału Biura ds. Osób Zaginionych w Szczególnych Okolicznościach MSW Ukrainy Dmytro Bogatiuk powiedział, że „od chwili powstania Jednolitego Rejestru Osób Zaginionych w Szczególnych Okolicznościach wpisano do niego informacje o ponad 70 tys. osób uznanych za zaginione. Na dzień dzisiejszy ok. 60 tys. było nadal aktywnie poszukiwanych”.
Fińscy funkcjonariusze organów ścigania zatrzymali statek „Eagle S”, który prawdopodobnie brać udział w uszkodzeniu podmorskiego kabla energetycznego łączącego Finlandię i Estonię oraz należał do rosyjskiej floty cieni.

### 27 grudnia
Rosyjskie Ministerstwo Obrony stwierdziło, że siły rosyjskie zdobyły miasto Iwaniwka w północnym obwodzie donieckim. Rzecznik ukraińskiego Dowództwa „Południe” Władysław Wołoszyn powiedział, że wojska ukraińskie udaremniły rosyjską próbę zdobycia przyczółka na jednej z jej wysp w delcie Dniepru. „W ciągu ostatniego dnia [Rosja] kontynuowała próby lądowania na Wyspie Kozackiego, ale zakończyły się niepowodzeniem”, dodając, że Rosja poniosła „straty w sprzęcie, w szczególności w łodziach, jednostkach pływających i personelu”.
Południowokoreańska Narodowa Służba Wywiadu poinformowała, że północnokoreański żołnierz został po raz pierwszy wzięty do niewoli przez siły ukraińskie w obwodzie kurskim. Jednakże żołnierz zmarł później tego samego dnia w wyniku obrażeń odniesionych w walce. Prezydent Wołodymyr Zełenski powiedział, że: „Dzisiaj pojawiły się doniesienia o kilku żołnierzach z Korei Północnej, których udało się schwytać naszym żołnierzom. Jednak ich obrażenia były bardzo poważne i nie udało się ich reanimować. To jeden z przejawów szaleństwa, do jakiego zdolne są dyktatury. Naród koreański nie powinien tracić swoich ludzi walcząc w Europie. A na to mogą mieć wpływ w szczególności sąsiedzi Korei, w szczególności Chiny. Jeśli Chiny są szczere w swoich stwierdzeniach, że wojna nie powinna się rozszerzać, potrzebny jest odpowiedni wpływ na Pjongjang”. Koordynator ds. komunikacji strategicznej Rady Bezpieczeństwa Narodowego USA John Kirby powiedział, że północnokoreańscy żołnierze ponieśli „masowe straty”, stwierdzając, że „w ciągu ostatniego tygodnia (20–27 grudnia) w atakach w obwodzie kurskim zginęło lub zostało rannych ponad 1 tys. żołnierzy Korei Północnej i że rosyjskie dowództwo wykorzystywało żołnierzy północnokoreańskich niższego i wyższego szczebla w atakach przeprowadzanych przez piechotę bez wsparcia pojazdów opancerzonych, służących jako mięso armatnie”.
W opinii ISW Rosja nadal rozszerzała swoje krajowe możliwości produkcyjne dronów Shahed przed kampanią uderzeniową na Ukrainę w zimie 2024/2025, jednak nie zajęła się jeszcze ograniczeniami w zakresie możliwości produkcji i wykorzystania dronów Shahed oraz prawdopodobnie będzie nadal zmagać się z tymi ograniczeniami w 2025 roku. Siły ukraińskie odzyskały pozycje w pobliżu Siewerska, a Rosjanie posunęli się w kierunku Torećka, Wełyki Nowosiłki oraz w kierunkach Pokrowska i Kurachowego.
Według Sił Powietrznych Ukrainy armia rosyjska zaatakowała terytorium Ukrainy dwoma rakietami balistycznymi Iskander-M oraz 24 dronami Shahed 136/131 i dronami innego typu. Ukraińska obrona przeciwlotnicza zniszczyła 13 dronów w obwodach połtawskim, sumskim, charkowskim, kijowskim, kirowohradzkim, dniepropetrowskim i donieckim, a kolejne 11 zaginęło na Ukrainie w ramach walki elektronicznej.
Wywiad ukraiński oświadczył, że wyniku ukraińskiego ataku HIMARS na rosyjskie stanowisko dowodzenia 4 Gwardyjskiej Bazy Wojskowej w obwodzie zaporoskim zginęło trzech kapitanów i zniszczono pięć pojazdów; „Trzech oficerów ze Sztabu Dowodzenia rosyjskich sił okupacyjnych zostało wyeliminowanych w wyniku udanej operacji Departamentu Działań Aktywnych Głównego Zarządu Wywiadu MON Ukrainy, Służby Bezpieczeństwa, Sił Systemów Bezzałogowych i Grupy Operacyjnej «Tawria»”. Wywiad poinformował, że początkowo uzyskano informacje o planowanym spotkaniu z udziałem funkcjonariuszy dowództwa 4 Gwardyjskiej Bazy Wojskowej sił okupacyjnych FR, którzy brali udział w walkach w obwodzie zaporoskim oraz kolejnych 150 żołnierzy.
Europejski Bank Inwestycyjny przeznaczył 55 milionów euro na odbudowę szkół, szpitali, mieszkań i infrastruktury krytycznej w 12 regionach Ukrainy, w tym obwodach obwodach winnickim, dniepropetrowskim, żytomierskim, kijowskim, kirowohradzkim, mikołajowskim, odeskim, połtawskim, sumskim, charkowskim, czerkaskim i czernihowskim.
Rzecznik ukraińskiego wywiadu Andrij Jusow powiedział, że Ukraina posiada drony zdolne do operowania w odległości do 2 tys. km, dodając, że wszystkie ukraińskie ataki na terytorium Rosji były wymierzone w obiekty wojskowe i przemysłowe, a nie w infrastrukturę cywilną.
Naczelny dowódca armii ukraińskiej generał Ołeksandr Syrski ogłosił, że dowództwo wojskowe Ukrainy, po konsultacjach ze Sztabem Generalnym, dowódcami oddziałów i poszczególnych jednostek bojowych, planuje wydłużyć podstawowe szkolenie wojskowe do dwóch miesięcy, aby zwiększyć gotowość i bezpieczeństwo żołnierzy. „Obecnie pracujemy nad stworzeniem warunków, aby szkolenie trwało łącznie 2 miesiące. Wysoka jakość szkolenia to przede wszystkim ochrona życia i zdrowia naszych żołnierzy”. Premier Denys Szmyhal oświadczył, że budowa fortyfikacji w Zaporożu i pobliskich miejscowościach została ukończona w 100%.
Agencja informacyjna Bloomberg zacytowała anonimowych urzędników amerykańskich, którzy stwierdzili, że armia ukraińska prawdopodobnie będzie zmuszona wycofać się z obwodu kurskiego wiosną 2025 roku, aby uniknąć ciężkich strat podczas ataków sił rosyjskich, mających odzyskać terytorium. Amerykański dziennik The New York Times, powołując się anonimowych urzędników amerykańskich, podał, że zapasy amerykańskich rakiet dalekiego zasięgu ATACMS dostarczanych Ukrainie spadały. Kiedy prezydent USA Joe Biden zezwoli Ukrainie na wystrzelenie rakiet na terytorium Rosji, Ukrainie może pozostać w arsenale jedynie ok. 50 pocisków. Ukraina wówczas ograniczała ataki rakietowe ze względu na ograniczone dostawy broni i potencjalne zmiany w polityce USA.
Stacja CNN, powołując się na doniesienia śledcze, poinformowała, że Rosja znacznie zwiększyła produkcję dronów Shahed 136 i tańszych dronów „Gerber” w fabryce dronów w Specjalnej Strefie Ekonomicznej Jełabuga w Tatarstanie. W 2023 roku fabryka wyprodukowała 2738 dronów, w pierwszych dziewięciu miesiącach 2024 roku produkcja wzrosła do 5760 dronów, natomiast do końca 2024 roku planowano wyprodukować 10 tys. dronów.
Premier Robert Fico zapowiedział, że jego rząd oceni potencjalne wzajemne środki wobec Ukrainy, w tym wstrzymanie dostaw energii elektrycznej, jeśli Ukraina wstrzyma po 1 stycznia 2025 tranzyt rosyjskiego gazu na Słowację. „Po 1 stycznia ocenimy sytuację i możliwości podjęcia wzajemnych środków przeciwko Ukrainie. Jeśli będzie to nieuniknione, w czasie przerw w sieci wstrzymamy dostawy energii elektrycznej potrzebnej Ukrainie”.

### 28 grudnia
Według ISW siły rosyjskie poczyniły postępy w pobliżu Kreminnej, Siewierska, Torećka i Kurachowego. Według brytyjskiego MON rosyjskie ataki rakietowe i dronów przeprowadzane od sierpnia 2024 roku wydawały się opierać na rzadszych i większych falach ataków, a nie na częstszych i mniejszych atakach. Rosja prawdopodobnie zdecydowała się wydłużyć czas między atakami, aby zgromadzić zapasy pocisków. W nocy z 12 na 13 grudnia Rosjanie przeprowadzili jeden z największych ataków powietrznych na Ukrainę, podczas którego wystrzelono łącznie ok. 90 rakiet i 180 dronów. Przy takiej ilości obiektów ukraińska obrona powietrzna może zostać przeciążona.
Siły Powietrzne Ukrainy podały, że w nocy Rosja zaatakowała Ukrainę za pomocą 16 dronów Shahed 136/131 i dronów innych typów, wystrzelonych z Primorsko-Achtarska. Ukraińska obrona przeciwlotnicza zestrzeliła 15 dronów, wszystkie nad obwodem mikołajowskim, natomiast jeden dron zaginął na Ukrainie. W wyniku upadku zestrzelonych dronów uszkodzony został majątek przedsiębiorstwa oraz budynek mieszkalny w Mikołajowie. Nie było żadnych ofiar. Gubernator Ołeksandr Prokudin podał, że Rosja zaatakowała artylerią Biłozerkę w obwodzie chersońskim, raniąc osiem osób, w tym dwóch nastolatków w wieku 15 i 16 lat.
SG Ukrainy oświadczył, że 26 grudnia ukraińskie Siły Powietrzne uderzyły w obiekt wojskowy pomiędzy wsiami Cimbulowa a Rudnewo (rejon bołchowski) w obwodzie orłowskim, niszcząc obiekt do przechowywania, konserwacji i naprawy dronów, co „znacznie zmniejszyło zdolność wroga do przeprowadzania nalotów przy użyciu dronów kamikadze na infrastrukturę cywilną Ukrainy”. Rosyjski serwis informacyjny „Astra” stwierdził, że w obiekt trafiły trzy rakiety Storm Shadow, w wyniku czego dwie osoby zginęły, a siedem zostało rannych. Wywiad ukraiński poinformował, że o 1:00 w nocy doszło do eksplozji na stacji kolejowej Woskriesiensk w obwodzie moskiewskim, która zniszczyła wagony pociągu towarowego. Rosja wykorzystywała je do zapewnienia logistyki rosyjskiej armii okupacyjnej. Gubernator Aleksandr Gusiew stwierdził, że nad ranem rosyjska obrona przeciwlotnicza zestrzeliła ponad 10 dronów nad obwodzie woroneskim, a szczątki jednego z przechwyconych dronów uszkodziły linię kolejową.
Grecja zgodziła się dostarczyć Ukrainie 24 rakiety RIM-7 Sea Sparrow do obrony przed rosyjskimi nalotami. Pociski, używane od prawie 40 lat, pochodziły z zapasów greckiej Marynarki Wojennej i Sił Powietrznych, gdzie uznano je za niepotrzebne do użytku operacyjnego według greckich standardów wojskowych. Minister obrony Andris Sprūds powiedział, że Łotwa przekazała Ukrainie ponad 1000 „bojowych dronów różnego typu” za pośrednictwem tzw. koalicji dronów społecznościowych. Minister obrony Rustem Umierow oświadczył, ze drony produkowane na Ukrainie stanowiły 96,2% wszystkich bezzałogowych statków powietrznych używanych przez wojsko w 2024 roku.
Naczelny dowódca armii ukraińskiej generał Ołeksandr Syrski powiedział, że strata przez Rosję w 2024 roku 421 tys. żołnierzy była „najwyższą ceną od rozpoczęcia inwazji” na Ukrainę, a armia ukraińska „utrzymywała kontrolę nad strategicznie ważnymi obszarami, zabezpiecza zachodnią część Morza Czarnego oraz osłabiała potencjał militarny i przemysłowy wroga”. Stwierdził także, że utworzenie przez siły ukraińskie jednostek systemów bezzałogowych w 2024 roku było „niezbędne w warunkach współczesnej wojny technologicznej”, dodając, że w porównaniu z 2023 rokiem wolumen dostaw dronów dla jednostek ukraińskich wzrósł 19-krotnie, a liczba trafionych i zniszczonych rosyjskich celów wojskowych wzrosła 3,7-krotnie. Ukraina wykorzystywała także metody głębokiego uderzenia, aby atakować cele wojskowe w Rosji i osłabiać jej potencjał militarny.
Szef Kancelarii Prezydenta Andrij Jermak powiedział, że 27 grudnia 2024 roku Ukraina otrzymała pierwszą dostawę amerykańskiego skroplonego gazu ziemnego (LNG), która dotarłą przez terminal w Grecji, stwierdzając, że: „To nie jest tylko ładunek – to strategiczny krok. Pomimo prób zniszczenia naszego systemu energetycznego przez Rosję, odnieśliśmy kolejne zwycięstwo na froncie energetycznym”. Największa prywatna firma energetyczna na Ukrainie, DTEK, przyjął pierwszą dostawę, która zawierała ok. 100 mln m³ gazu ziemnego, który zostanie ponownie zgazowany i wymieniony w sieciach gazowych UE i Ukrainy. Dyrektor generalny Maksym Timczenko powiedział, że: „Dostarczenie tej dostawy LNG jest wyraźnym sygnałem determinacji firmy DTEK, aby odegrać swoją rolę we wzmacnianiu bezpieczeństwa energetycznego Ukrainy i Europy”.
Prezydent Wołodymyr Zełenski potępił groźbę premiera Słowacji Roberta Fico, że odetnie zimą awaryjne dostawy energii elektrycznej dla Ukrainy, jeśli Ukraina będzie nadal odmawiać przedłużenia umowy o tranzycie rosyjskiego gazu. Zełenski opisał Fico jako osobę, która najwyraźniej realizuje rozkazy prezydenta Władimira Putina dotyczące otwarcia drugiego frontu energetycznego przeciwko Ukrainie kosztem Słowaków.

### 29 grudnia
W ocenie ISW siły ukraińskie z powodzeniem wprowadzały innowacje w celu zwalczania rosyjskich ataków bombami szybującymi na obwód charkowski. Wojska rosyjskie zrobiły postępy w okolicy Pokrowska i Wuhłedaru oraz w zachodnim obwodzie zaporoskim. Ponadto Rosja w dalszym ciągu zmagała się z niedoborami siły roboczej, które prawdopodobnie pogłębiała rekrutacja do rosyjskiego wojska i ciągłe problemy demograficzne.
Według ukraińskich Sił Powietrznych w nocy Rosja zaatakowała obwody kurski i sumski sześcioma rakietami przeciwlotniczymi S-300/S-400 (wystrzelonymi z obwodu biełgorodzkiego) oraz terytorium Ukrainy 10 dronami Shahed 136/131 i dronami innego typu (z Krymu). Ukraińska obrona przeciwlotnicza zestrzeliła dziewięć dronów, wszystkie nad obwodem mikołajowskim.
Wywiad ukraiński stwierdził, że zniszczeniu uległy cztery instalacje telekomunikacyjne rosyjskiego operatora telekomunikacyjnego „Phoenix”, wykorzystywane przez armię rosyjską w okupowanym obwodzie donieckim. Zniszczono również sprzęt łączności komórkowej w obwodzie leningradzkim i trzy kolejowe szafy przekaźnikowe w obwodzie jarosławskim do kontroli ruchu kolejowego.
Minister obrony Rustem Umierow powiedział, że Ukraina otrzymała ponad 150 milionów euro od Danii, Francji i Litwy na wsparcie swojego przemysłu obronnego, w tym produkcję dronów, rakiet i artylerii dalekiego zasięgu. Dania przekazała 111 milionów euro na wzmocnienie armii ukraińskiej zaawansowaną amunicją wyprodukowaną w kraju, Francja przekazała 29 mln euro na zwiększenie bezpieczeństwa i zdolności obronnych Ukrainy, natomiast Litwa przeznaczyła 10 mln euro na rozwój ukraińskiego przemysłu obronnego.
Minister obrony Robert Kaliňák powiedział, że Ukraina może być zmuszona do oddania części terytorium ze względu na sytuację na miejscu oraz że priorytetem Słowacji było natychmiastowe zawieszenie broni i negocjacje pokojowe. Stwierdził, że Rosja jest niezaprzeczalnie agresorem w konflikcie i naruszyła prawo międzynarodowe, jednak powojenna stabilność jest ważniejsza niż jej dokładne granice. „Ukraina nie zdaje sobie sprawy, że nigdy nie znajdzie się między Niemcami a Szwajcarią, ale zawsze będzie dzielić najdłuższą granicę z Federacją Rosyjską. Ważne jest, aby przede wszystkim ludzie przestali umierać”.

### 30 grudnia
Siły rosyjskie stwierdziły, że odbiły wieś Agronom w obwodzie kurskim i zajęły wieś Wowkowe, na południe od Pokrowska. Materiały geolokalizowany pokazywały, że siły ukraińskie odbiły miasto Krugleńkoje w obwodzie kurskim.
Według ISW wojska ukraińskie odzyskały utracone pozycje w pobliżu Czasiw Jaru, Torećka i Pokrowska, a siły rosyjskie posunęły się naprzód w obwodzie kurskim i w okolicy Torećka, Pokrowska, Kurachowego, Wuhłedaru i Wełyki Nowosiłki.
Według Sił Powietrznych Ukrainy w nocy FR zaatakowała Ukrainę 43 dronami Shahed 136 i dronami innego typu, wystrzelonymi z Primorsko-Achtarska. Ukraińska obrona przeciwlotnicza zniszczyła 21 dronów w obwodach charkowskim, połtawskim, czernihowskim, odeskim, donieckim i dniepropietrowskim, a kolejne 22 zaginęły na Ukrainie w ramach walki elektronicznej. W wyniku upadku zestrzelonych dronów w obwodach charkowskim i odeskim zostały uszkodzone domy prywatne. Gubernator Roman Mroczko poinformował, że rankiem w Chersoniu Rosjanie zaatakowali dronami pracowników i sprzęt przedsiębiorstwa użyteczności. publicznej. Niektórzy pracownicy odnieśli lekkie obrażenia, a sprzęt wymagał naprawy. Szef Miejskiej Administracji Wojskowej Serhij Popko ogłosił, że Rosja wystrzeliła ponad 1300 dronów i ponad 250 pocisków różnego typu przeciwko Kijowowi w 2024 roku; w ciągu roku doszło prawie do 200 ataków lotniczych na stolicę oraz ogłoszono ponad 500 alarmów. W 2024 roku przez rosyjskie ataki zostało uszkodzonych w Kijowie prawie 550 budynków mieszkalnych, pozostawiając ok. 120 osób bez dachu nad głową. Infrastruktura energetyczna również była mocno atakowana, zmuszając mieszkańców Kijowa do znoszenia ok. 100 dni przerw w dostawie prądu.
Prorosyjski gubernator Wołodymyr Saldo stwierdził, że w ataku ukraińskiego drona na szpital w Oleszkach w obwodzie chersońskim zginął lekarz, a kolejny został ranny. Według strony rosyjskiej o 04:30 rano rurociąg „Przyjaźń” został zaatakowany przez ukraińskie drony (rzekomo przez drona rakietowego Peklo) we wsi Mamaj w obwodzie briańskim. Według rosyjskiego kanału na Telegramie „Mash” uderzenie częściowo zniszczyło „budynek techniczny”. P.o. gubernatora Aleksandr Khinshtein poinformował o kolejnym ukraińskim ataku na miasto Lgow w obwodzie kurskim, jednak nie odnotowano ofiar. Lokalni mieszkańcy udostępnili w mediach społecznościowych filmy pokazujące skutki ataku, w tym pożar i uszkodzony budynek. Doradca wygnanego mera Mariupola Petro Andriuszczenko poinformował, że w nocy ukraińscy partyzanci podpalili dwie lokomotywy w obwodzie moskiewskim jadące na okupowane terytoria Ukrainy. Siły Systemów Bezzałogowych Ukrainy (412 Pułk Nemesis) zniszczyły rosyjski system obrony powietrznej Buk-M1-2 w obwodzie zaporoskim.
Według OSW siły rosyjskie kontynuowały ataki w zachodnim obwodzie donieckim z zamiarem przecięcia ostatnich szlaków zaopatrzenia Ukraińców w rejonach Kurachowego i Wełykiej Nowosiłki. Prawdopodobnie w drugiej z wymienionych lokalizacji już to nastąpiło, a komunikacja możliwa była jedynie drogami gruntowymi z Wremiwki. Walki przeniosły się do zachodniej części Kurachowego, a według doniesień Rosja wkroczyła na teren położonej tam nieczynnej elektrociepłowni. Na zachód od miasta ukształtowało się następne okrążenie, w którym w posiadaniu Ukraińców pozostawały trzy miejscowości, w tym decydujące o utrzymaniu zaopatrzenia Ułakły. Rosjanie znacząco powiększyli kontrolowany obszar na północny zachód od Kurachowego i na południe od Pokrowska, jednakże nie wpłynęło to na ogólną sytuację. Miejscami ciężkich walk były Torećk i Czasiw Jar. Rosjanie pogłębili oskrzydlenie pierwszego z nich od zachodu, lecz w związku z sytuacją w mieście nie miało to większego znaczenia dla toczących się tam walk. Istotne postępy Rosjanie poczynili w Czasiw Jarze, gdzie wkroczyli do zachodniej części. Pod kontrolą Ukraińców pozostawało jednak całe jego południe, przez które dociera zaopatrzenie. Siły rosyjskie zanotowały pewne zdobycze na północ i południe od Kupiańska i w obwodzie kurskim, jednak nie zmieniło to w istotny sposób sytuacji. Do nieznacznych korekt linii frontu na korzyść którejś ze stron doszło również na pozostałych kierunkach.
Stany Zjednoczone zapowiedziały kolejny pakiet pomocy wojskowej dla Ukrainy o wartości 2,5 mld dolarów, który obejmował m.in. amunicję do systemów NASAMS, MIM-23 Hawk i M142 HIMARS, pociski FIM-92 Stinger, amunicję do zwalczania dronów, pociski artyleryjskie 155 mm i 105 mm, amunicję powietrze-ziemia, pociski AGM-88 HARM, bezzałogowe systemy powietrzne i broń przeciwpancerną Javelin i AT-4. Sekretarz skarbu USA Janet Yellen podała, że Stany Zjednoczone dokonały płatności w wysokości 3,4 miliarda dolarów w ramach bezpośredniego wsparcia budżetowego dla Ukrainy. Była to ostatnia część środków przyznanych na mocy dwupartyjnej ustawy o dodatkowych środkach na bezpieczeństwo Ukrainy z 2024 roku.
Premier Denys Szmyhal powiedział, że Stany Zjednoczone przekażą Ukrainie 15 miliardów dolarów z przyszłych wpływów z zamrożonych aktywów rosyjskich. Porozumienie zostało podpisane przez Ministerstwo Finansów Ukrainy i Bank Światowy w ramach Ukraińskiego Projektu Pokojowego. Minister finansów Serhij Marczenko powiedział, że Ministerstwo Finansów Ukrainy otrzyma w 2024 roku 41,7 mld dolarów pomocy międzynarodowej w celu zapewnienia pełnych świadczeń socjalnych przy dużych wydatkach na obronę.
W 2024 roku ukraińskiemu rządowi nie udało się osiągnąć narzuconego przez siebie celu, jakim było werbowanie 50 tys. żołnierzy na kwartał. Dla kontrastu, według zachodnich agencji wywiadowczych co miesiąc do sił rosyjskich dołączało 25–30 tys. nowych żołnierzy. Pozwoliło to Rosji zrekompensować straty na polu walki już od grudnia 2024 roku. W okresie od stycznia do października 2024 roku więcej ukraińskich żołnierzy zdezerterowało niż w poprzednich dwóch latach wojny razem wziętych. Według Financial Times ukraińscy prokuratorzy wnieśli w tym okresie 60 tys. spraw przeciwko żołnierzom, którzy opuścili swoje stanowiska lub jednostki bez pozwolenia.
Rosja i Ukraina przeprowadziły 11. wymianę jeńców po mediacji ze strony Zjednoczonych Emiratów Arabskich. Prezydent Zełenski powiedział, że uwolniono 189 Ukraińców (w tym żołnierzy, strażników granicznych i dwóch cywilów z Mariupola), podczas gdy rosyjskie Ministerstwo Obrony podało, że 150 Ukraińców zostało wymienionych na taką samą liczbę Rosjan. Centrala Koordynacyjna ds. Postępowania z Jeńcami Wojennymi podała, że z niewoli wróciło 87 żołnierzy armii ukraińskiej, 43 żołnierzy Gwardi Narodowej, 33 funkcjonariuszy Służby Granicznej i 24 żołnierzy Marynarki Wojennej.
Minister spraw zagranicznych Rosji Siergiej Ławrow odrzucił propozycję współpracowników prezydenta-elekta USA Donalda Trumpa, aby na Ukrainie stacjonowały wojska europejskie w celu utrzymania ewentualnego zawieszenia broni.
Wysoki przedstawiciel UE ds. zagranicznych i polityki bezpieczeństwa Kaja Kallas oskarżyła władze Rosji o dokonanie aktów sabotażu na infrastrukturę państw członkowskich Unii Europejskiej, a jako przykład podała podmorskie kable energetyczne C-Lion1 i Estlink 2 na Morzu Bałtyckim, które zostały przecięte w listopadzie i grudniu 2024 roku.

### 31 grudnia
W opinii ISW wojska rosyjskie zdobyły 4168 km², w większości składających się z pól i małych osiedli na Ukrainie i w obwodzie kurskim, co według doniesień kosztowało Rosję ponad 420 tys. ofiar w 2024 roku. Rosyjskie dowództwo w większości nadało priorytet wysiłkom mającym na celu przejęcie pozostałej części obwodu donieckiego i ustanowienie strefy buforowej w północnym obwodzie charkowskim w 2024 roku, ale nie udało się osiągnąć tych celów. W tym roku siły rosyjskie przejęły cztery średniej wielkości miejscowości: Awdijiwkę, Sełydowe, Wuhłedar i Kurachowe, z których największa liczyła nieco ponad 31 tys. mieszkańców przed wojną. Rosjanie potrzebowaliby nieco ponad 2 lat, aby przejąć pozostałą część obwodu donieckiego przy tempie postępów z 2024 roku, zakładając, że wszystkie ich postępy ograniczą się do Doniecka, że mogą przejąć duże obszary miejskie tak samo łatwo, jak małe wioski i pola, a Ukraińcy nie przeprowadzą żadnych znaczących kontrataków w Doniecku. Jednak wojska ukraińskie nie powstrzymały jeszcze sił rosyjskich przed postępem w priorytetowych sektorach, a pomoc Zachodu pozostawała kluczowa dla zdolności Ukrainy do stabilizacji linii frontu w 2025 roku. Tymczasem wojska ukraińskie zrobiły postępy się w kierunku Kreminnej i w obwodzie kurskim, a wojska rosyjskie posunęły się w kierunku Kreminnej, Siewierska, Czasiw Jaru, Pokrowska i Kurachowego. Siły rosyjskie stwierdzily, że zdobyły miasto Wozdwiżenka, natomiast ukraiński obserwator wojskowy podał, że Rosjanie zdobyli miasto Nowojelizawetiwka; oba miasta znajdują się w obwodzie donieckim.
Siły Powietrzne Ukrainy podały, że wieczorem Rosjanie przeprowadzili atak rakietowy i dronów przy użyciu 61 obiektów powietrznych, w tym sześciu rakiet balistycznych Iskander-M/KN-23 (wystrzelonych z obwodu woroneskieg), pocisku hipersonicznego Kindżał z myśliwca MiG-31K z obwodu tulskiego), sześciu rakiet manewrujących Ch-69 z samolotów taktycznych z obwodu biełgorodskiego), ośmiu rakiet manewrujących Ch-22 (z samolotów Tu-22M3 z obwodu tulskiego) oraz 40 dronów Shahed 136/131 i dronów innego typu (z Primorsko-Achtarska, Briańska i Millerowa. Ukraińska obrona przeciwlotnicza zestrzeliła pocisk Kindżał, pięć rakiet Ch-69 i 16 dronów, kolejne 24 drony zaginęły na Ukrainie w ramach walki elektronicznej. Rosyjski atak spowodował trafienia w obwodzie sumskim i kijowskim. Według doniesień Suspilne miały miejsce co najmniej dwie eksplozje w Zaporożu podczas nalotu na 2h przed Nowym Rokiem. Wcześniej Rosjanie zrzucili na okolicę bomby lotnicze.
Donoszono o eksplozjach w zatoce Kozacha na Krymie, po tym jak doszło do ataku dronów. Prorosyjski gubernator Michaił Razwożajew oświadczył, że nad Sewastopolem rzekomo zestrzelono dwa drony. Miejscowi poinformowali o zniszczeniu systemu rakietowego Tor i eksplozjach w Sewastopolu spowodowanych przez drony morskie. Szef rejonu Roman Zacharow poinformował, że w nocy „ukraiński atak dronów uderzył w zakład paliwowo-energetyczny, co doprowadziło do pożarów” składu ropy naftowej w rejonie jarcewskim w obwodzie smoleńskim. Według doniesień atak przeprowadzono także w Orle w obwodzie orłowskim. Ministerstwo Obrony Rosji oświadczyło, że w nocy obrona przeciwlotnicza zniszczyła rzekomo 68 dronów nad obwodami briańskim (25), smoleńskim (10), twerskim (2), rostowskim (1), kurskim (1) i kałuskim (1) oraz Krajem Krasnodarskim (11) i Krymem (17).

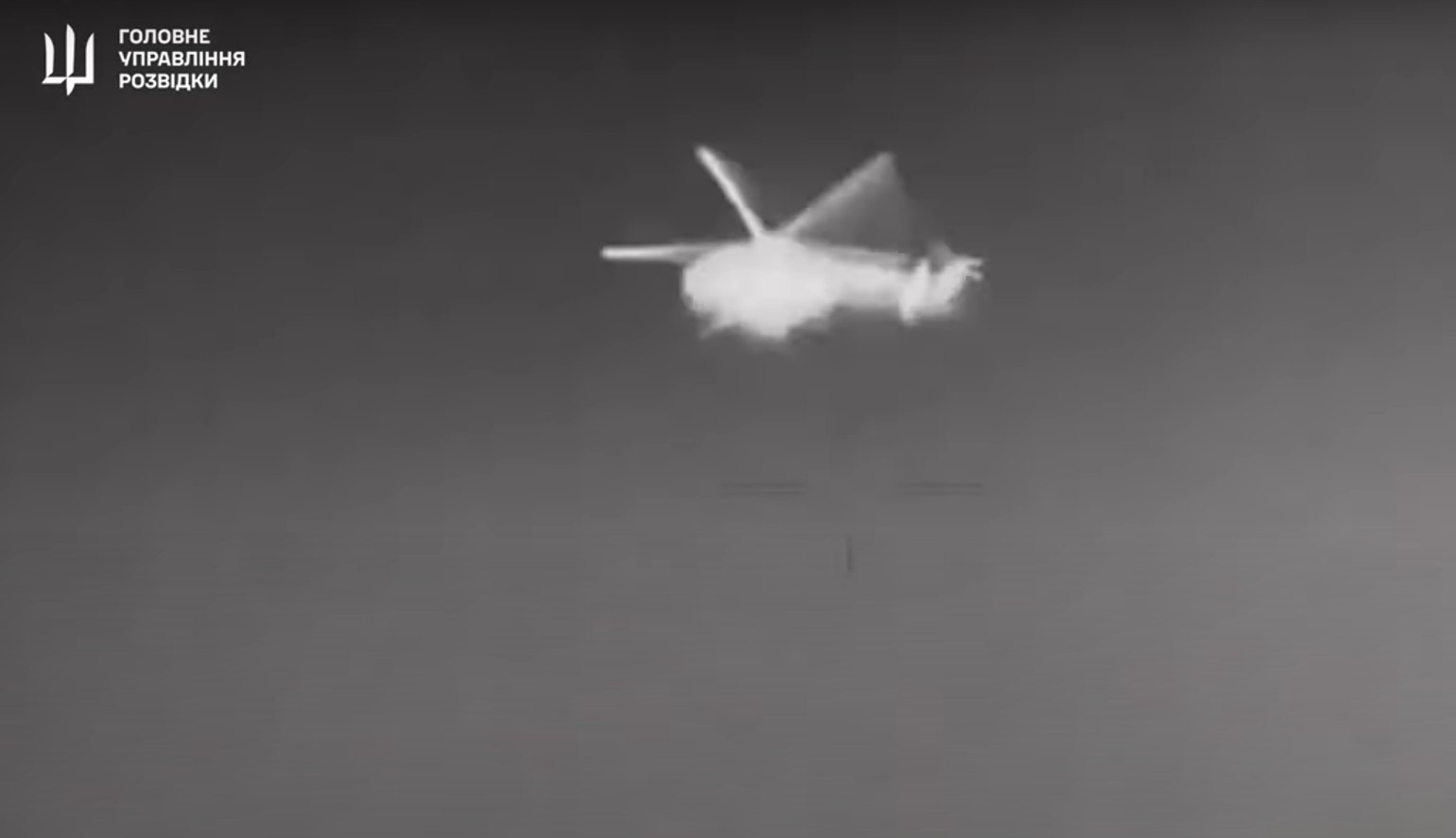
Rosyjski śmigłowiec Mi-8 namierzony przez drona morskiego Magura V5.

Wywiad ukraiński przedstawił nagranie potwierdzające, że zaatakowano rosyjskie śmigłowce Mi-8 na Morzu Czarnym w pobliżu przylądka Tarchankuckiego, używając łodzi bezzałogowej Magura V5 uzbrojonej w pociski R-73, zestrzeliwując jeden śmigłowiec i uszkadzając drugi, który zdołał dotrzeć na macierzyste lotnisko. Był to pierwszy raz w historii, kiedy siły ukraińskie zniszczyły cel powietrzny za pomocą drona morskiego wyposażonego w broń rakietową.
Minister spraw zagranicznych Antonio Tajani ogłosił, że Włochy przeznaczą 13 mln euro na Fundusz Wsparcia Energetycznego Ukrainy. Decyzja „stanowiła ważny krok w wysiłkach na rzecz odbudowy systemów energetycznych” Ukrainy uszkodzonych w wyniku rosyjskich ataków.
Minister energetyki Herman Hałuszczenko powiedział, że wcześniejsza groźba słowackiego premiera Roberta Fico dotycząca rozważenia wstrzymania dostaw awaryjnych energii na Ukrainę, jeśli ta będzie nadal odmawiać przedłużenia rosyjskiego porozumienia w sprawie tranzytu gazu ziemnego wygasającego 31 grudnia 2024 nie zadziała, a potencjalne działanie Fico „naruszyłyby przepisy” Unii Europejskiej. Ponadto Ukraina mogłaby zrekompensować wszelkie zakłócenia poprzez import energii elektrycznej z Rumunii i Polski.